# 2015年香港
|        | 香港歷史 \| 香港歷史年表                                                                                                   |
| 世紀： | 20世紀香港 \| 21世紀香港 \| 22世紀香港                                                                                     |
| 年代： | 1980年代香港 \| 1990年代香港 \| 2000年代香港 \| 2010年代香港 \| 2020年代香港 \| 2030年代香港 \| 2040年代香港               |
| 年份： | 2011年香港 \| 2012年香港 \| 2013年香港 \| 2014年香港 \| 2015年香港 \| 2016年香港 \| 2017年香港 \| 2018年香港 \| 2019年香港 |
| 紀年： | 乙未年（羊年）、香港開埠174周年、香港回歸18周年                                                                            |

## 政府

### 行政

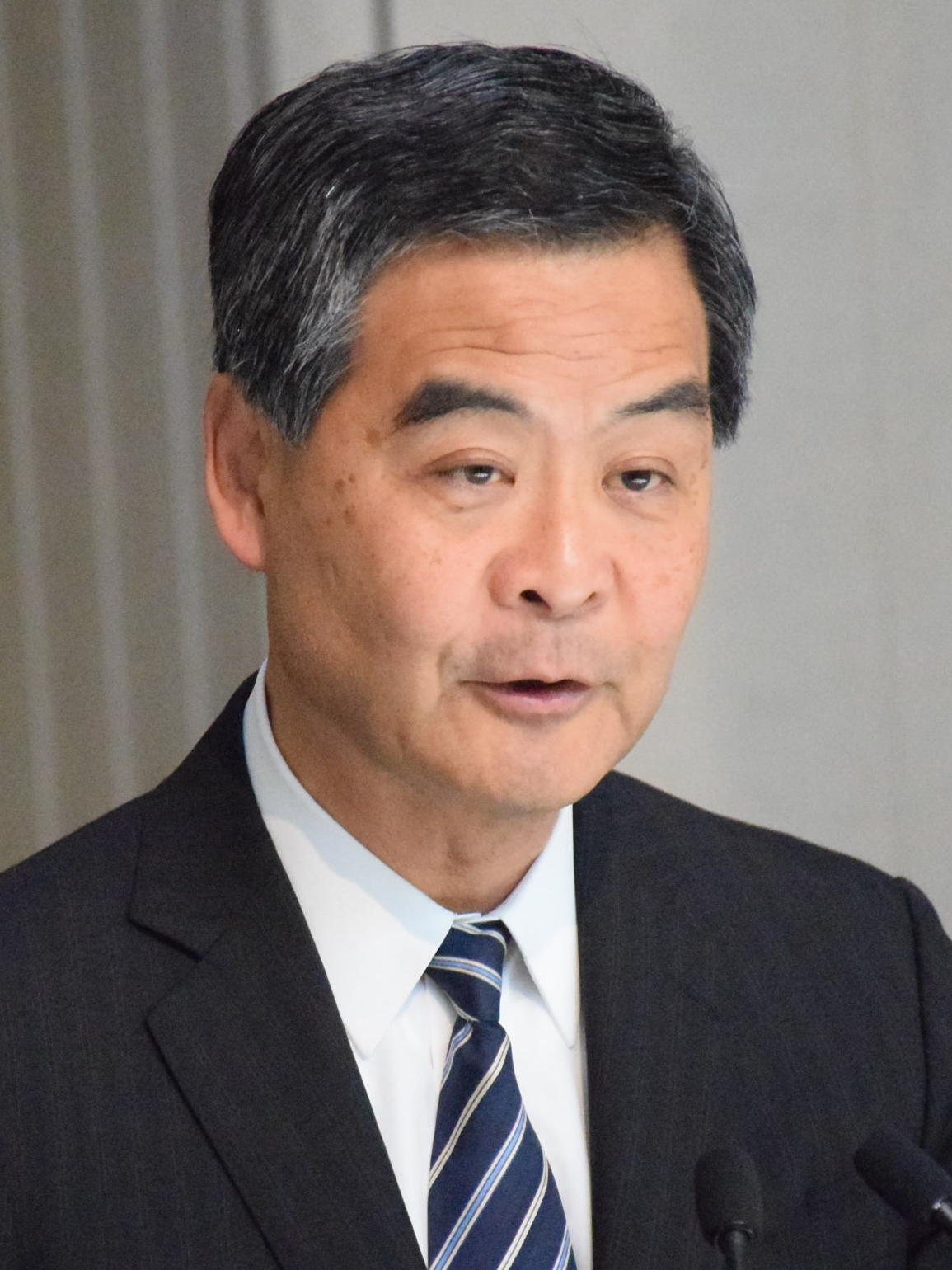
行政長官：梁振英
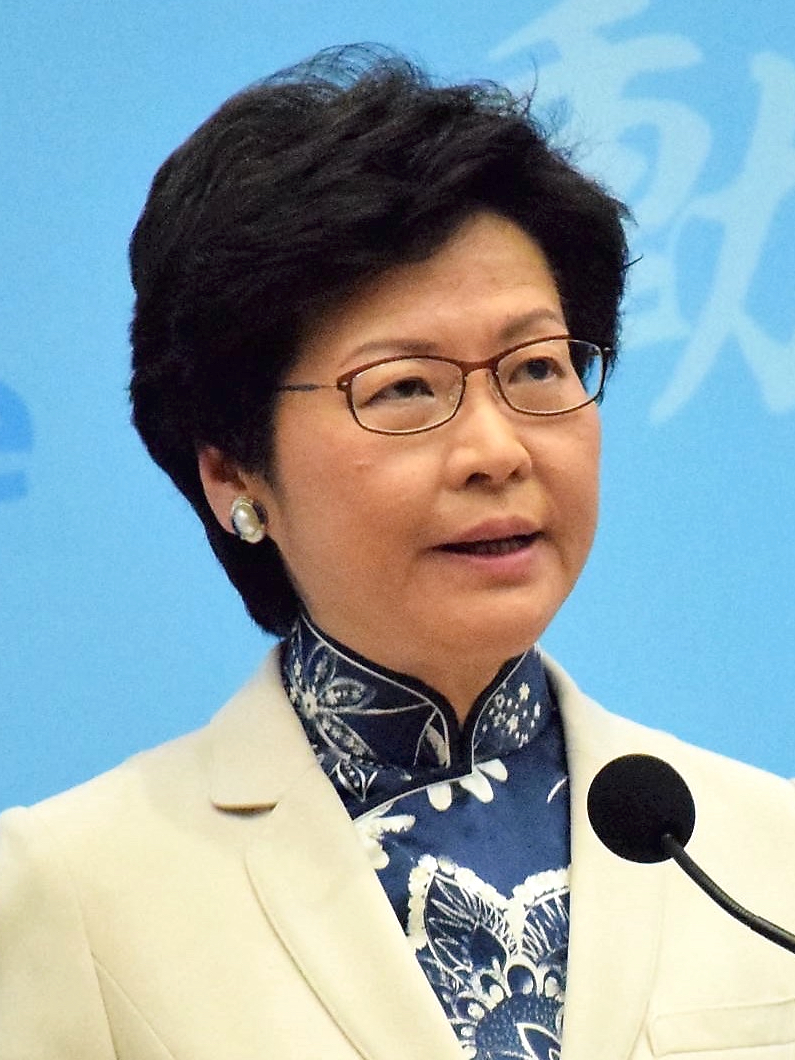
政務司司長：林鄭月娥
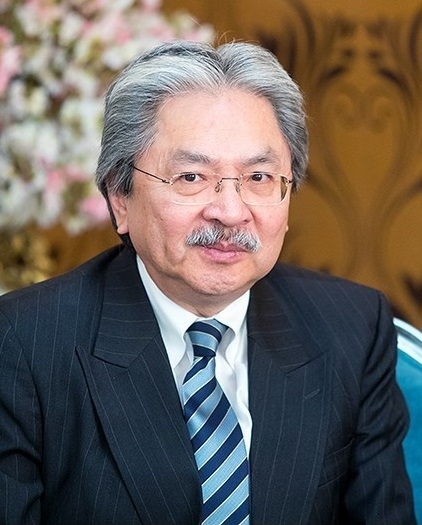
財政司司長：曾俊華
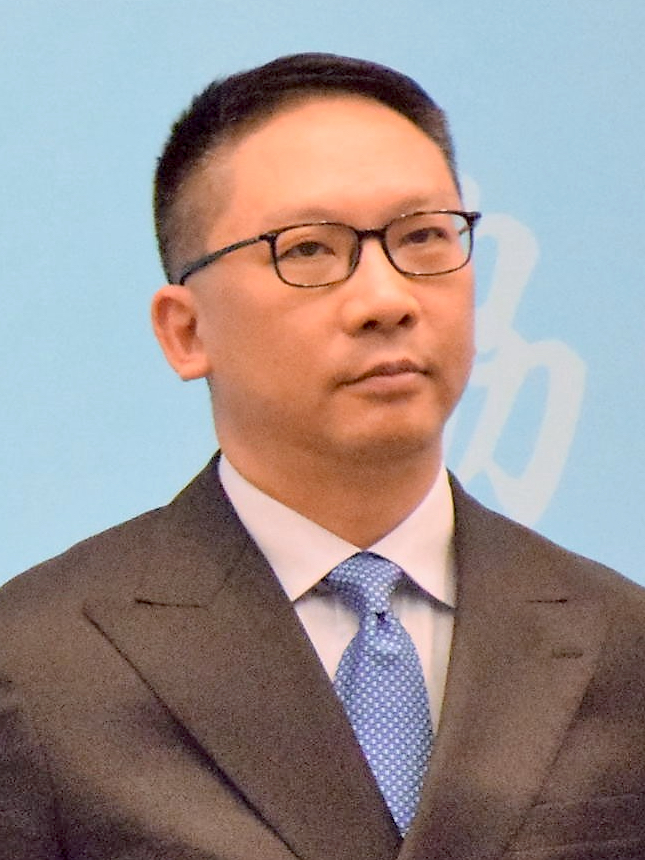
律政司司長：袁國強

### 立法

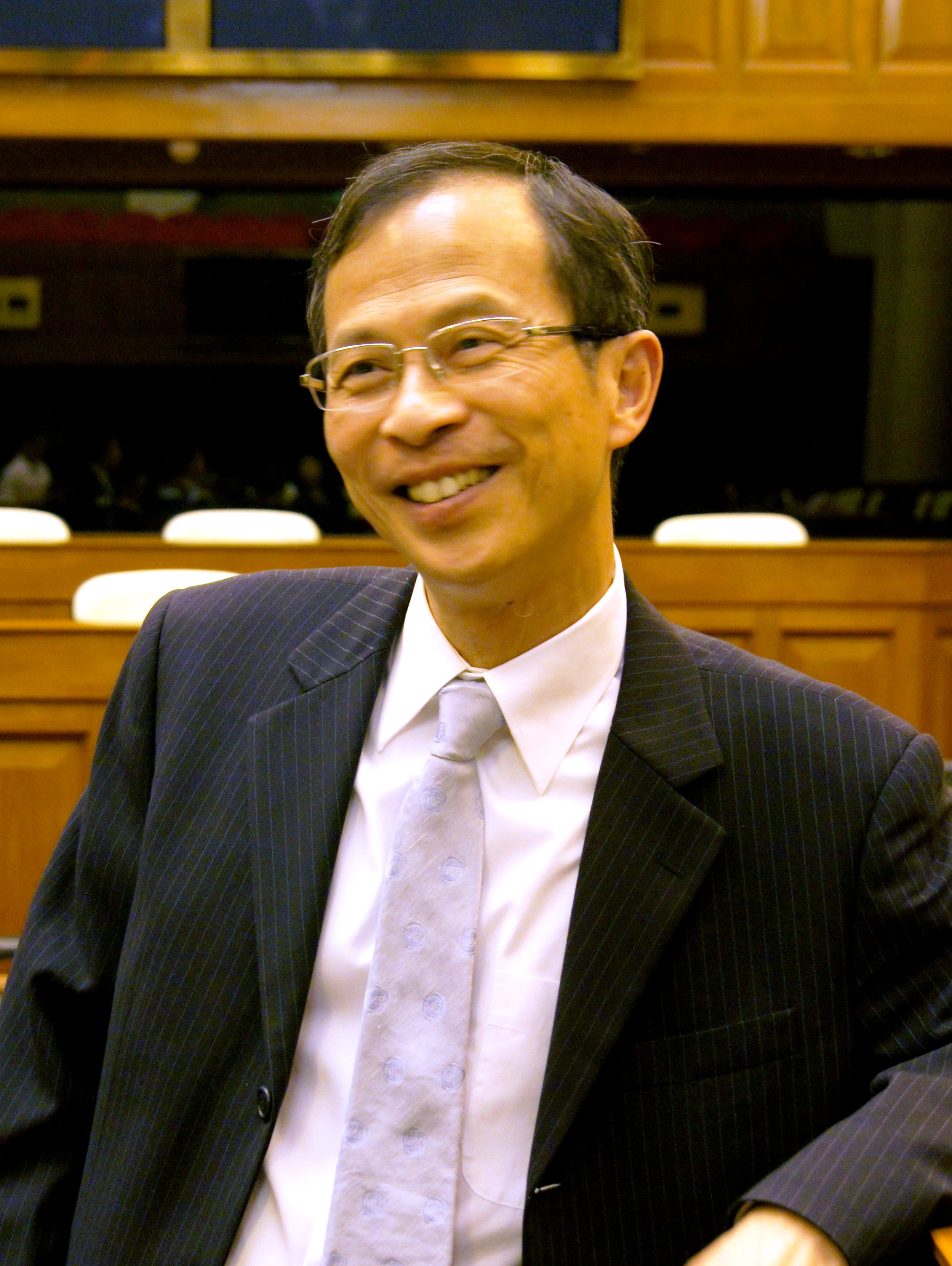
立法會主席：曾鈺成

### 司法

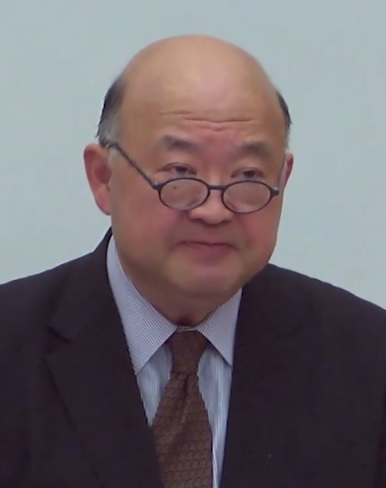
終審法院首席法官：馬道立

### 成員變動

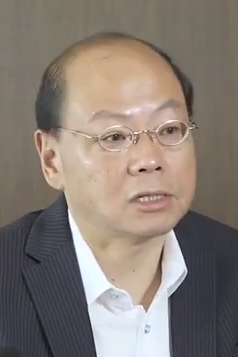
警務處處長：曾偉雄（被免去）

## 大事時序

### 1月
- 1月2日，在港擁有20間分店、商場專櫃及培訓中心的韓國知名化妝品牌MISSHA突然全線停業，香港公司負責人不知所終，拖欠近100名職員的佣金、租金及管理費，估計涉及款項數百萬元，數十名員工已到勞工處求助。警方發言人稱暫未接獲有關該公司的求助。[1]

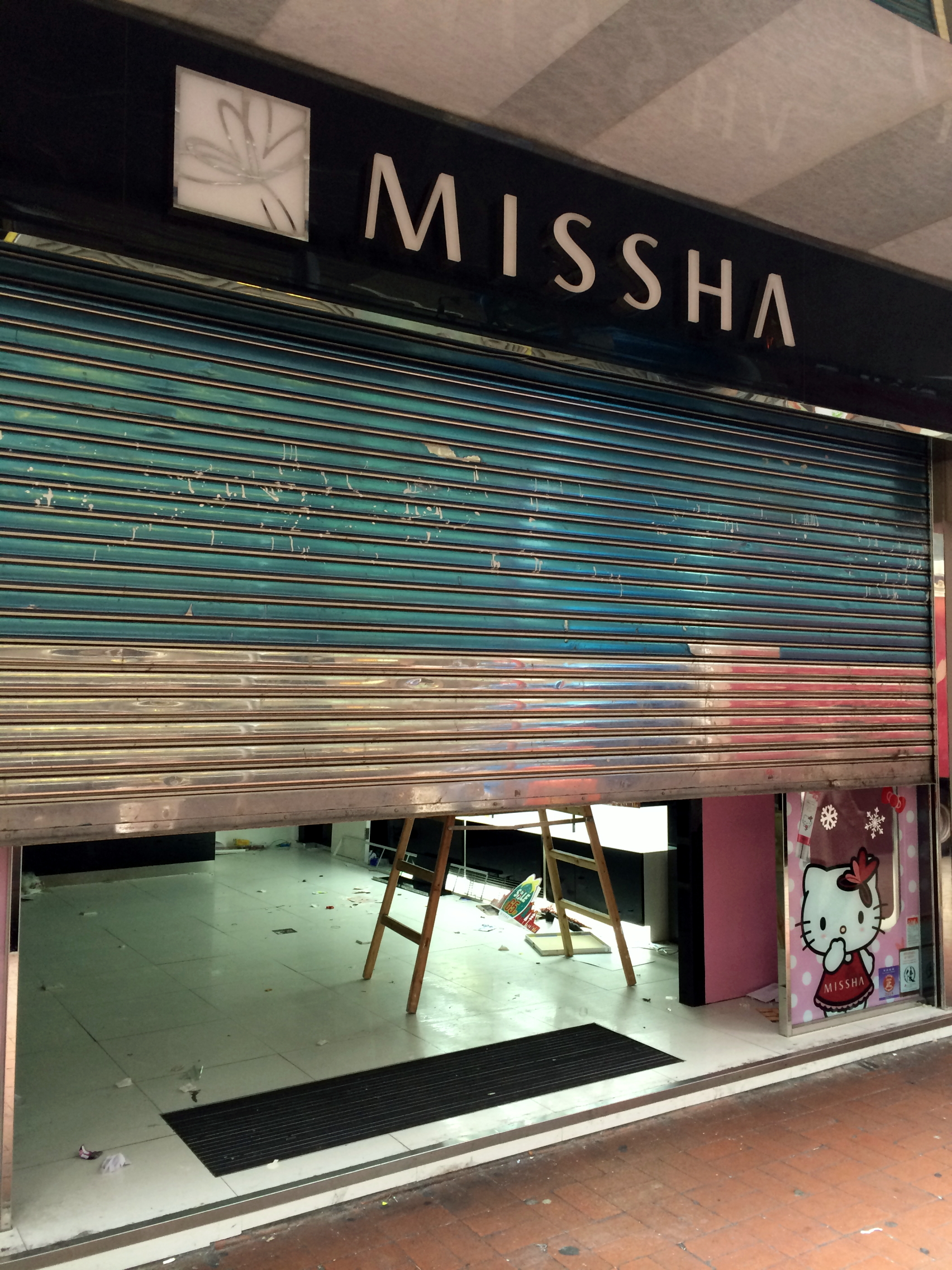
韓國知名化妝品牌MISSHA於1月2日突然全線停業，圖為旺角中心分店

- 1月6日，香港特區政府正式向港澳辦提交民情報告，記錄了2014年自8.31人大決定，到佔領運動的始末，當中包括9.28警方施放催淚彈、警員懷疑毆打被捕示威者、雙學承認包圍政總失敗等事件。報告無分析佔領運動的成因，但多次提及有關團體要求撤回人大常委會決定的訴求。惟報告結論指按照人大常委會決定落實普選行政長官是中央、特區政府及香港市民的共同願望，引來泛民主派議員的不滿。[2]
- 1月7日：
  - 政府展開政改第二階段諮詢，就普選行政長官的提名委員會組成、提名程序和一人一票投票安排諮詢公眾兩個月。政務司司長林鄭月娥到立法會宣讀啟動諮詢聲明時，泛民議員離場抗議。她呼籲離場抗議的泛民議員拿出政治勇氣，不要杯葛諮詢。[3]
- 1月9日：
  - 立法會財委會通過石鼓洲焚化爐撥款申請，象徵着三堆一爐的撥款已全部獲通過。社民連梁國雄提出多項動議，全部被否決。財委會最終以40票贊成、17票反對，通過石鼓洲焚化爐撥款申請，涉及一百九十二億三百多萬元。[4]
  - 民主黨立法會議員何俊仁宣佈打算在立法會否決政改方案後辭職引發補選，就推翻人大8.31決定及重啟政改五部曲，變相公投，有泛民議員質疑民主黨是為區議會選舉部署造勢。何俊仁解釋不在政改表決前辭職，是不想令人對「袋住先」有遐想。[5]
  - 長和系的長江實業及和記黃埔宣佈重組合併，分拆地產業務，新公司分別命名為長和及長地，並改為在開曼群島註冊，是自1997年後再度進行架構重組。長和將會負責長實及和黃的非地產業務，長地則會接手房地產業務。持有一股長實股份將獲發一股長和股份，而長和將會以股份代號0001上市。[6]
- 1月12日：
  - 位於將軍澳的蘋果日報大樓和壹傳媒集團創辦人黎智英的寓所在凌晨先後遭人投擲三枚燃燒彈襲擊，警方接報到場圍捕，在石硤尾澤安邨尋獲兩輛已涉事並被縱火焚燒的汽車。[7]
  - 房委會首批新居屋晚上7時截止申請，大批市民趕到樂富房委會客務中心遞交申請表，傍晚人龍一度繞入樂富巴士總站打蛇餅。截至下午5時客務中心共接獲4.1萬份申請表，創下自2007年復售居屋以來收表最多的紀錄。整體超額認購為18倍，其中綠表超額38％，白表則超額44倍，平均44人爭1個單位。[8]
- 1月13日，漢能公務航空營運一部灣流G550型客機（飛機登記號：B-8256）凌晨2時許從北京首都國際機場飛抵香港[9]，在距離香港國際機場07L跑道（北跑道向東北方降落）大約7海里時，從大約2,000英尺的高度急降至最低大約500英尺，過程中觸動飛機上的近地警告系統。飛機遂進行復飛，最後安全着陸，事故中無人受傷，也未有對飛機或地面設施造成任何損壞。根據國際民用航空組織的準則，這一事件被界定為嚴重事故。約2年後在2017年6月，民航處發表報告，指出事故原因可能是由於飛行員對升降舵配平作出不經意操作輸入，導致飛機解除自動飛行模式及急速下降。安全建議包括加強對機組人員於駕駛艙內的整體管理培訓等[10]。
- 1月14日：
  - 上水古洞石仔嶺老人院命案。
  - 行政長官梁振英公佈2015年施政報告，泛民議員集體舉起黃色兩傘離開會議廳，抗議梁振英漠視市民真普選的訴求，立法會主席曾鈺成兩度暫停會議，擾攘十分鐘後梁振英才開始宣讀施政報告。特首在報告引言中罕有地批評港大學生會刊物《學苑》編寫的香港民族論，呼籲各界警惕和勸阻，引來學者質疑梁此舉打壓言論自由，學苑則要求梁振英收回有關言論。[11][12]
- 1月18日，新制服團體香港青少年軍總會成立，目的是鼓勵本地青少年認識作為中國公民的責任與義務。行政長官梁振英及中聯辦主任張曉明以榮譽贊助人身分出席位於昂船洲軍營舉行的成立典禮。該會由特首夫人梁唐青儀擔任總司令，有泛民議員擔心梁振英將國教「借屍還魂」，向青少年灌輸愛國的洗腦意識。[13]
- 1月22日：
  - 關閉21日的長沙灣臨時家禽批發市場重開，所有雞隻毋須途經打鼓嶺的臨時檢疫站，凌晨大約有一萬七千隻本地活雞直接被運往批發市場，經檢疫後陸續運往街市出售。由於大陸檢疫部門並無向註冊供港雞場發出「出雞紙」，因此大陸活雞仍未恢復供應，食物及衞生局局長高永文表示大陸至今未能給予恢復供應的確實日期。[14]
  - 亞洲電視大股東黃炳均以旗下公司名義借錢給有經濟困難的員工，員工離職時需要還款予黃。有亞視員工認為借錢當出糧的做法不可思議，不可接受。亞視執行董事葉家寶則認為股東是出於好意。[15]
  - 一輛九巴42C線巴士駛至龍翔道近天馬苑時突然起火，全車嚴重焚毀，冒出大量濃煙，消防到場動用一條喉及一隊煙帽隊灌救將火救熄，全車約八十名乘客及時疏散，無人受傷。受事故影響，龍翔道往觀塘方向全線一度封閉。[16]
- 1月23日：
  - 本港出現入冬以來第二宗外地傳入人類感染H7N9禽流感個案，患者是一名79歲男子，現正在瑪嘉烈醫院隔離治療，情況穩定，曾經到過東莞樟木頭活家禽濕貨市場。[17]
  - 衞生防護中心公佈由1月2日至今有85宗感染流感的嚴重個案，當中有42宗死亡個案，其中有9人曾經接種過流感疫苗。當局估計今年流感高峰期情況比過往更嚴重，醫管局正商討應變措施，減輕公立醫院的急症室及深切治療部，紓緩前線醫護人員的壓力。[18]
- 1月25日：
  - 有「藍眼淚」之稱的夜光藻最近在大埔三門仔和大美督內海湧現，吸引越來越多人前往拍攝，連國際傳媒也有報道。不過浪漫熱潮卻侵害了鄉郊的寧謐，每晚都有近百人到訪，對村民造成滋擾。不少人更為製造潮浪將石塊拋入海中，破壞公物及環境生態。[19]
  - 香港大學學生會評議會通過啟動校內公投，決定學生會是否退出香港專上學生聯會。評議會將在下月9日至13日，在校內設置多個票站，讓萬多名學生會基本會員投票決定是否退出學聯。[20]
- 1月26日：
  - 刑事檢控專員楊家雄出席立法會司法及法律事務委員會，簡報行政長官2015年施政報告的相關工作時，被法律界議員郭榮鏗追問有關前特首曾蔭權接受富豪款待的案件進度。楊家雄表示，一直與廉政公署保持緊密接觸，並首次公開證實，廉政公署已經完成調查。[21]
  - 國際運動用品PUMA在官方facebook上載一幅「D7689」號碼布圖片，結果惹起爭議。有網民質疑該公司以廣東粗口諧音侮辱被譏為「689」的特首梁振英，去信PUMA高層投訴。該公司瞬即將圖片刪除，並就事件道歉。[22]
- 1月27日：
  - 申訴專員公署揭發公屋資格監察機制存在嚴重漏洞，在房署及房協約60宗涉違規個案當中，選出9宗比較重要的個案深入了解，5宗涉及房署，1宗涉及房協，另外3宗則是兩房共同個案。發現有一家四口租戶利用長者優先配屋計劃等兩度調遷，八年來單位由一變三，戶主更擁有雙重戶籍長達8年；另一租戶則擁有價值300萬元物業，漏報資產長達4年，卻因入息未超出限額仍可繼續佔用公屋，更逃過被檢控。公署狠批房署及房協長期厚待違規租戶，延長了上樓時間，令上樓難問題雪上加霜。[23]
  - 警方表示2014年本港整體罪案有67740宗，是1997年後的新低。去年的暴力罪案有11073宗，更是1971年以來新低。另外，香港電台公共事務組證實警務處處長曾偉雄將不會如以往的做法，在公布過去一年罪案數字的總結後，出席節目星期六問責接聽聽眾來電質詢。[24]
- 1月28日，明報報道港鐵向員工發出「訓示」通告，提醒員工要注意網上言論，發言時要表明是「個人觀點」，有關通告在網上被公開，有網民質疑港鐵是限制員工言論。港鐵發言人指該訓示只想提醒員工注意守則。律師黃國桐則形容港鐵做法是「畫蛇添足」。[25]
- 1月30日：
  - 由夏正民法官領導的獨立專家小組公布《廣深港高速鐵路香港段獨立專家小組報告》。報告揭露，作為直接監察港鐵的路政署犯下四大過錯，政府花費近8400萬元委聘的獨立顧問嘉科公司早於2011年底已多次向路政署提出警示，表明高鐵可能不會如期竣工，但路政署一直無行動跟進，反而過分相信港鐵版本。報告亦批評港鐵項目管理有漏洞，但並無提及運輸及房屋局是否有人監管不力。[26]

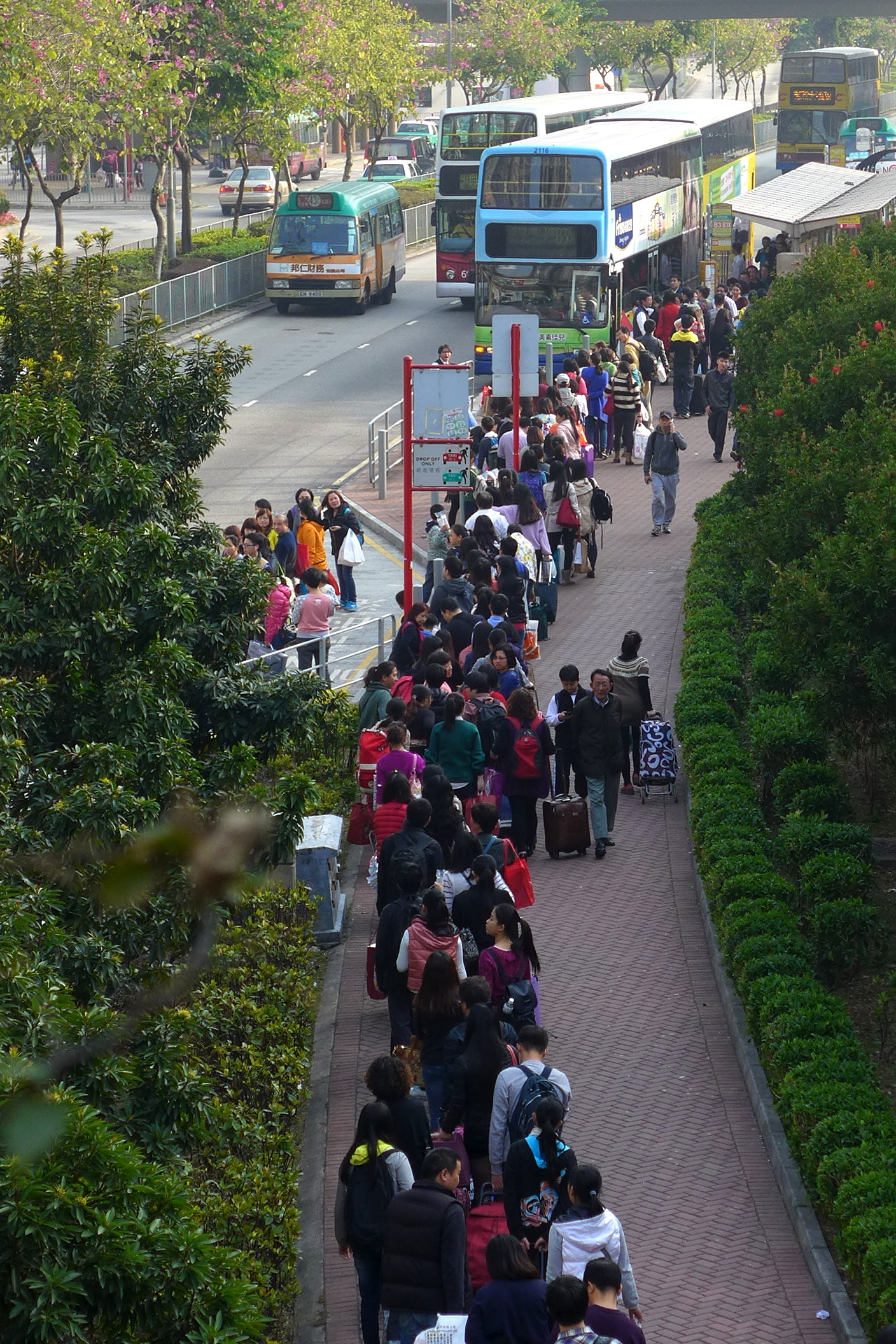
每日下午屯門市中心均有長人龍輪候B3X巴士，並且以大陸客為主

- 1月31日，有關注團體在假日於屯門市中心點算，一度有數百人排隊輪候B3X巴士，人龍長逾100米。估計3小時內有逾12,000人滿載而歸，乘車返回深圳灣。當中逾1,800人違規攜帶大件及超重行李乘車，涉嫌違反《公共巴士服務規例》，批評城巴職員未有阻止違例水貨客上車，有市民歸咎於附近商場贈送乘車券給旅客。城巴回應指為疏導乘客已加密巴士班次至兩、三分鐘一班，又指車長雖有權拒絕攜帶過大行李的乘客上車，但同時會據實際情況來酌情處理，去年使用乘車券乘搭巴士的乘客亦不多，未有打算向商場停售乘車券。信和旗下的屯門市廣場表示，會繼續向訪港旅客提供換領過境車票優惠。而新鴻基旗下的V City則未有回應傳媒的查詢。[27]

### 2月

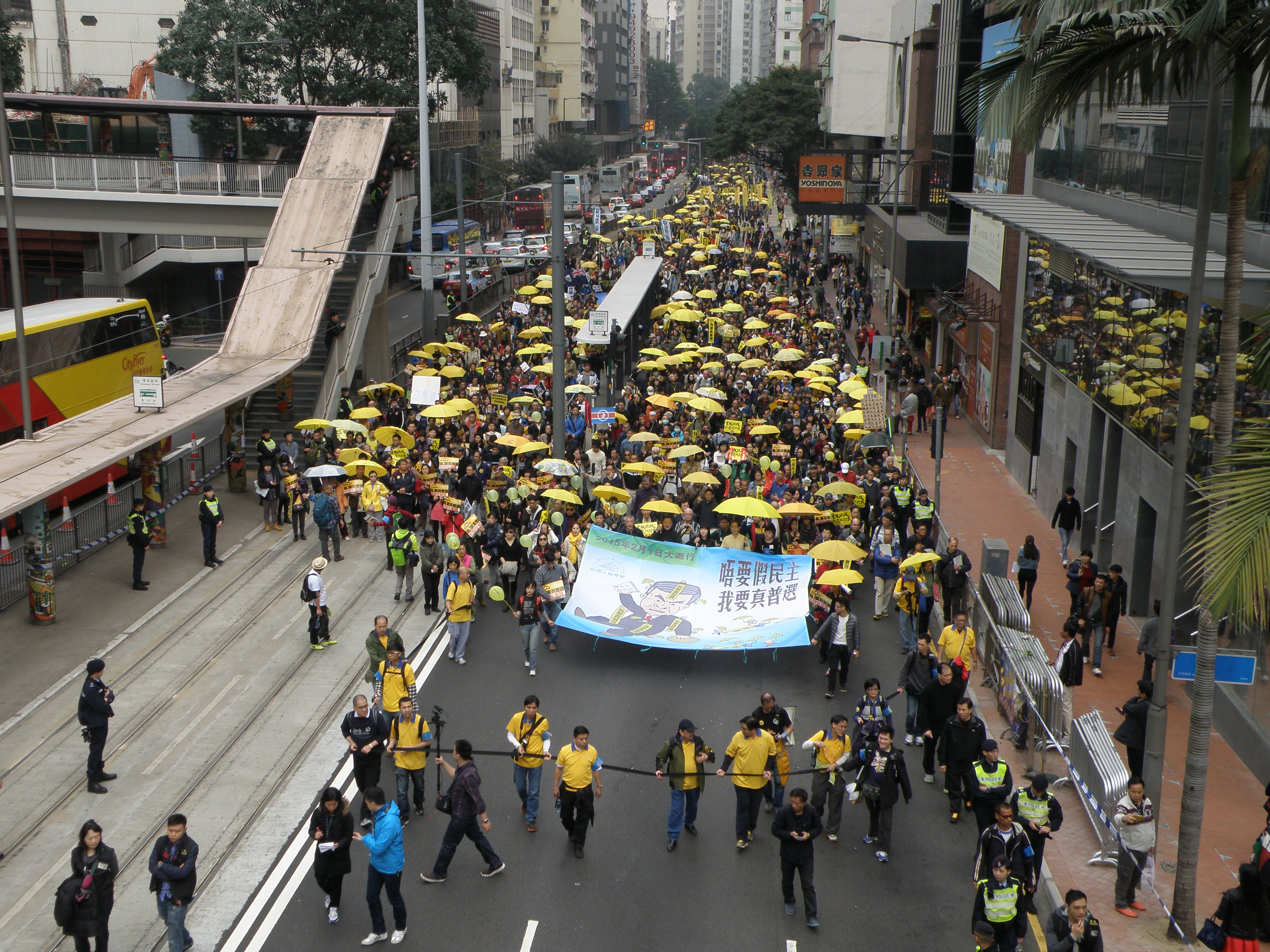
「不要假民主、我要真普選」遊行

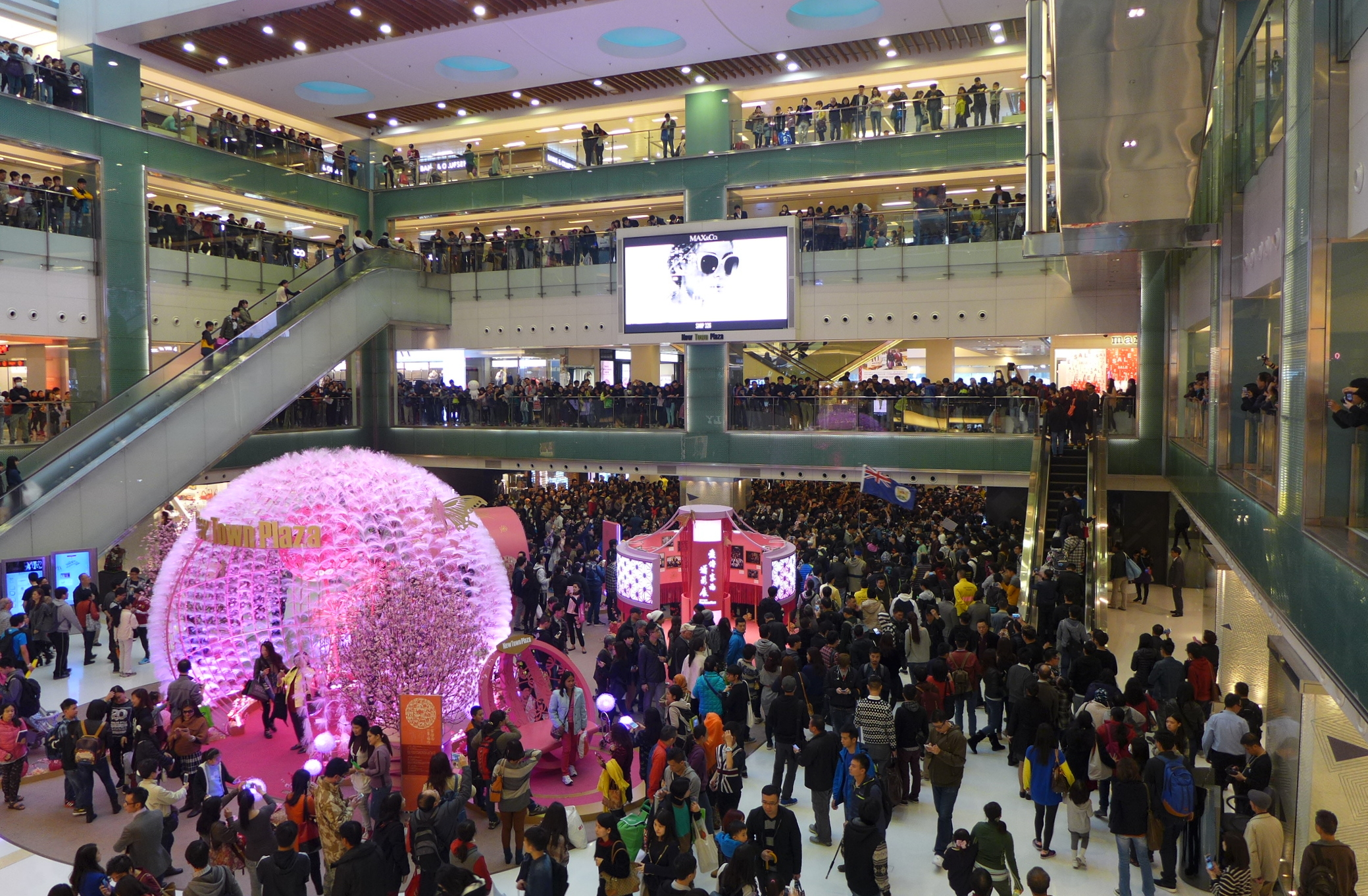
2月15日，超過200人響應網上號召前往沙田新城市廣場，抗議水貨客影響市民生活

- 2月1日，民間人權陣線發起遊行，要求落實真普選，反對「袋住先」的政改方案，遊行人士手舉黃傘並高唱《撐起雨傘》等歌曲。民陣表示有一萬三千人參加，警方指最高峰時有八千八百人，遊行人士抵達終點中環遮打道行人專區後隨即舉行集會，集會在晚上七時左右結束。[28]
- 2月2日：
  - 政府去信立法會財委會，建議撤回漁業發展貸款基金項目申請，使財委會餘下的議程只會討論成立創新及科技局的議案。行政長官梁振英呼籲財委會部分議員不要拉布，在決議失效前通過撥款。[29]
- 2月3日：
  - 衞生防護中心表示，過去一日的變種流感新增16人要入住深切治療部，2015年至今累積有1798人住深切治療部，2015年至今累積死亡人數達111人。新增死者介乎49歲至95歲，顯示持續有較年輕人士死於今次變種流感疫情。由於殺傷力驚人，故不少人將這個流感病毒與2003年的沙士相比。[30]
  - 瑪麗醫院早上8時至2月3日早上8時的24小時內，接獲7宗主動脈撕裂需緊急做手術病人，較以往每日最多3宗增加一倍有多，當中最年輕病人僅39歲。[31]
  - 新界東北發展計劃進行最後一日申述會，一批反對計劃的示威者到場發言，不滿城規會申述安排，質疑為何原有1.300多名市民授權東北城規組申述，但最終只剩下300多個授權。其中一名樹仁大學學生碰到規劃署高級城市規劃師吳曙斌並被他暴力對待，須送院治理。擾攘期間一名示威者倒地受傷，三名保安員亦報稱受傷，暫未有人被捕。[32]
  - 香港地產建設商會不滿城規會公布灣仔、旺角、油麻地及九龍灣分區大綱草圖，為樓宇發展設下高度等限制，早前向高等法院提出司法覆核。高院裁決地建會勝訴，指城規會聽取商會的反對意見時有程序不公，下令城規會須重新審議有關草圖兼付商會訟費。這是繼希慎興業2014年底成功透過司法覆核，挑戰城規會的銅鑼灣分區大綱草圖後，城規會再次因相似理由被判敗訴。[33]
  - 明報編輯部一批員工在柴灣報館樓下發起擱筆行動，抗議總編輯鍾天祥臨時抽起原本的有關六四事件的頭條，改為阿里巴巴成立香港青年創業基金的報道。不少員工稱對此感到憤怒，質疑是自我審查，亦破壞雙方互信。[34]
- 2月4日，超過100人死於流感，多位議員在立法會大會上提出緊急質詢，立法會議員郭家麒形容現時流感疫情非常嚴峻，並對政府應對疫情表現十分失望，批評政府只以網頁發佈訊息，而食衛局長應每日通報疫情。食物及衛生局局長表示，醫管局將考慮減少非緊急手術，騰出病床及人手應付流感爆發，現階段毋須「全城戴口罩」，認為戴口罩將造成社交疏離。[35]
- 2月5日：
  - 新民黨立法會議員葉劉淑儀的電郵戶口被黑客入侵，其銀行戶口被盜取約50萬港元。葉劉指約10日前收到前港鐵主席錢果豐要求幫忙的電郵，曾經打開該電郵的附件，但幾小時後她再收到對方電郵指被黑客入侵電郵系統，自己一時疏忽忘記更改電郵密碼，導致損失。[36]
  - 一批本土民主前線及熱血公民成員與撐警大聯盟，2月3日在大埔墟站爆發衝突，混亂期間有22歲的本土民主前線女成員遭男警以雙腳壓在地上制服，感到被非禮。她就事件到大埔警署報案，卻反被拘捕。約50多人晚上到警署聲援，該女成員至今仍被扣押在警署。[37]
- 2月6日：
  - 保育人士何來及土地正義聯盟成員譚棨禧向高等法院申請司法覆核，要求推翻環境保護署批准機場第三條跑道興建工程而批出的環境許可證。入稟狀指環評報告中對空氣及噪音污染的評估只是基於假設，而在施工期間對海豚生態及水域損失都沒有補償，又指機管局在提交補充文件時沒有做足公眾程序。[38]
  - 2012年造成一死三傷的DR醫療美容事故，警方經過兩年多調查就事件提出檢控。三名被告包括DR創辦人周向榮、為死傷者打針的女醫生麥允齡及一名化驗室技術員，三人各被控一項誤殺罪，在東區裁判法院提堂，三人獲准保釋。[39]
  - 粉嶺裁判法院主任裁判官吳蕙芳連日審理違反限奶令個案時，先後指出案件數目按年倍升、情況已失控及極猖獗，她再處理23宗違反限奶令案件時，更公開悲嘆「自己國家出產嘅奶粉，自己國民都唔敢食，係一種國恥之外，仲係一種好悲哀嘅事。」[40]
- 2月8日：
  - 熱血公民、本土民主前線等團體於下午舉行「光復屯門」遊行，約400名市民響應，示威者在西鐵屯門站出發，先到城巴B3X巴士站示威，抗議該線常被大批內地旅客佔用。隨後遊行人士途經新墟多間藥房示威，部份商鋪落閘暫避。傍晚約150人湧至屯門市廣場二期，在場戒備的警員一度展示紅旗警告，並施放胡椒噴霧驅趕，遊行人士轉往屯門時代廣場繼續示威，在多間店舖門前叫口號，店舖紛紛落閘。警方最少3次在商場內施放胡椒噴霧，混亂中現場一度冒出白煙及傳出攻鼻氣味，多人爭相走避。示威直到接近晚上11時便散去。警方共拘捕13名示威者，並強烈譴責有關行為。[41]
  - 投資比特幣（Bitcoin）的交易平台Mycoin突然停止運作，約3000名港人受影響，涉及金額至少達30億元。香港金融管理局提醒市民，比特幣並非貨幣，不受金管局監管，要加倍小心風險，以及對不良手法提高警覺。有學者認為，本港投資法例監管已經追不上時代，政府應該考慮監管這類虛擬貨幣。[42]
- 2月9日：
  - 政務司司長林鄭月娥晚上在柴灣青年廣場出席青年事務委員會舉辦的青年政改交流會時，在場內和場外均爆發衝突。大批警察在場外戒備，手持入場券的社民連、學民思潮和熱血公民等成員曾試圖進入，但被警方架設的鐵馬阻撓。交流會上約20名發問者全數反對政改方案，部分人要求重啟五部曲。有青年在交流會發問時言論涉及粗口，遭主持陳振彬喝令「收聲」。[43]
- 2月10日：
  - 印傭Erwiana被前僱主虐待案中被告羅允彤被法院裁定18項罪名成立，需即時還押並等待月尾判刑。Erwiana在記者會上指前僱主沒有悔意，但仍願意原諒對方。警方則表示歡迎裁決，認為審訊結果能彰顯公義。[44]
- 2月11日：
  - 亞視發起市民一人一股行動，讓市民購買大股東黃炳均手上10.75%的股份，每人可以一萬元購買一股，為亞視籌集資金以支付員工薪酬。執行董事葉家寶表示行動在法律上未必可行，希望可得到法庭和當局批准。[45]
  - 立法會政府帳目委員會發表聆訊報告，以「痛斥」批評民航處處長羅崇文疏忽職守，民航處新總部未經批准額外加建一千五百平方米地方，又在處長辦公室擅自加建淋浴設施，更故意不向立法會披露關鍵資料。負責民航處新總部工程的建築署被指對民航處違規視若無睹，亦同被譴責。[46]
- 2月12日：
  - 國際關注資訊自由組織「無國界記者」公佈2015年世界新聞自由指數報告，香港的排名由去年第61位再跌至第70位，是歷來最低，比2002年全球排第18位，13年來下滑了五十二位。報告點名指摘香港警方在佔領運動期間粗暴干預記者採訪，更涉嫌警黑合作對付記者。[47]
- 2月13日：
  - 維園年宵市場開鑼，吸引大批市民到場購物，人流比往年為多。多個攤檔中售賣自家設計的產品最受歡迎，當中不少產品都與去年佔領運動有關。另外有花檔檔主指由於天氣回暖令年花早開，導致今年花價偏貴。[48]
  - 明報透露，從包括香港理工大學校董在內的3名獨立消息人士證實身兼香港大學校監的特首梁振英，2月初與理工大學校董會成員見面時，透露他收到港大提交於3月頒授的名譽博士學位推薦名單，他對名單上的人名作刪減，但刪誰及其原因未明。[49]
- 2月14日：
  - 香港大學學生會過去一星期進行公投，表決應否退出香港專上學生聯會。選舉委員會點算票數後公佈是次投票有2522票贊成、2278票反對，1293票棄權，公投退聯的議案獲得通過。[50]
  - 南丫島撞船事故中兩名船長被控誤殺案終有裁決，陪審團以大比數裁定海泰號船長黎細明全部誤殺罪名成立，南丫四號船長周志偉則誤殺罪不成立。至於危害他人海上安全的控罪，兩人都被裁定有罪，法官將案件押後至星期一聽取求情陳詞後再作判刑。有部份死難者家屬表明不滿裁決，但仍然會接受判決。[51]
  - 立法會財委會在部分泛民議員拉布下，經歷8小時的會議仍未完成審議撥款成立創新及科技局的工作，令議案無法在死線前表決，商務及經濟發展局局長蘇錦樑及財經事務及庫務局局長陳家強均表示失望及遺憾，蘇錦樑指會等待財委會通過財政預算案後再提交審議。[52]
- 2月15日，多個本土團體發起「捍衛沙田」行動，超過200人響應網上號召前往沙田新城市廣場一帶商場，抗議水貨客影響市民生活。示威者在沙田站出發，遊行期間不時有內地旅客與示威者發生口角，場面混亂，多間商鋪落閘暫停營業，警方一度出示紅旗向示威者噴射胡椒噴霧，並且拘捕5名男子，分別涉嫌襲警、公眾地方行為不檢及普通襲擊等。[53]
- 2月16日，2012年南丫海難案中，誤殺罪成的港九小輪海泰號船長黎細明被判監八年；危害他人海上安全罪成的南丫四號船長周志偉則被判監九個月。法官總結時向死難者家屬致以慰問，希望聆訊結果能令他們展開人生新階段，但亦有死者家屬不滿判刑太輕。[54]
- 2月17日：
  - 香港政府行政署向各部門發出《用詞正確》的內部通告，要求各部門在所有公文及通訊採用通告內的用語，使用涉及內地與香港關係的字句時，必須要跟從通告，並指明「中港關係」用詞不合適，應該採用「內地與香港的關係」；在提及中央對港基本方針時，更要留意在一國兩制及港人治港加上引號，但高度自治不應加引號。公民黨毛孟靜則批評梁振英下指令，把政府用字「大陸化」。[55]
- 2月18日，亞洲電視向所有員工支付一月份薪金和部分員工十二月份欠薪，全部以現金支票發放，同時亦趕及在期限之前向通訊局繳交第一期牌照費。執行董事葉家寶表示，透過出售亞視名下一幅位於荃灣的農地和將部分經典劇集的節目版權出售予中國3D數碼娛樂，成功在新年前籌集到足夠款項支薪，他又指有財務公司免息借貸予員工是公司福委會的安排，目前只有不足一成員工申請借貸。[56]
- 2月19日，社民連及青年重奪未來等團體約十名成員在深水埗桂林街賣麥芽糖夾餅及糕點，有數十名市民圍觀。而房屋署則在屯門友愛邨擺出五層鐵馬陣，令小販絕迹該邨。有年輕檔販慨嘆食環署趕絕小販擺賣，漠視基層市民賺取生活費的需要，令香港僅剩下沉悶單一的連鎖集團店舖。有熟食小販更形容，今年打壓是三十年來最嚴厲。團體要求政府特許小販在新年期間擺賣，以及長遠考慮設立夜市，讓有本土特色的小食可以流傳。[57]食物及衛生局局長高永文表示，如有無牌熟食小販一定會執法。
- 2月21日：
  - 流感爆發以來出現首宗兒童死亡個案，一名一歲女童17日起出現發燒和抽搐等症狀，及後證實患上H3甲型流感，她的情況急速惡化，心跳曾一度停頓，翌日送到聯合醫院兒童深切治療部，最後不治。衛生防護中心初步調查顯示女童在潛伏期內無外遊，家居接觸者亦無病徵。[58]
  - 新春期間旺角熟食小販轉戰砵蘭街朗豪坊一帶擺賣，有約20檔。晚上10時許，數十名食環署人員出動驅趕小販離開，其間本土民主前線成員及部分市民出言撐小販，約50名警員到場增援，出動盾牌及拔出警棍戒備，又出動警犬協助震懾。朗豪坊一帶曾有近千人聚集，警方一度封閉砵蘭街，混亂中一名撐小販市民涉嫌阻礙公職人員執行職務及襲擊公職人員被捕。現場逐漸回復平靜，道路面重開，數以百計市民繼續「掃街」購買美食。[59]
- 2月22日：
  - 獅子山早上再發現被掛上寫有「我要真普選」的黃色直幡。警方在上午7時45分左右接獲市民報案，並派人到場視察，漁護署表示已收到通知將會處理。[60]
- 2月23日：
  - 本港出現入冬以來第3宗感染H7N9禽流感個案，一名61歲男子證實感染禽流感，現正留醫瑪麗醫院深切治療部，情況危殆。患者曾到東莞樟木頭的街市購買兩隻已屠宰的雞。衞生防護中心追蹤曾與他接觸的二十六人，暫無人出現病徵；瑪麗醫院五名曾接觸患者的醫護人員因未有使用足夠的防護裝備，需要入住麥理浩夫人渡假村接受隔離監察，並獲處方特敏福 [61]。患者留醫10日後因多個器官衰竭，終告不治。[62]
  - 民政事務局局長政治助理徐英偉提出請辭，將會成為梁振英政府班子中第三個辭職的政治助理。消息指徐英偉辭職後會返回民建聯工作，他未有承認有關消息，並表示會在適當時候會公布人事安排。[63]
- 2月24日
  - 彩德邨彩義樓爺孫墮樓案。
  - 本港接連發生反水貨客的示威，特首梁振英出席行政會議前，主動稱中央政府對內地旅客來港的政策沒有放寬，政府會繼續與中央商討如何收緊政策，控制內地旅客來港的自然增長。他又稱，由於增加購物設施需要時間，故下星期到北京參加人大、政協兩會時，會與中央商討有什麼短期應變辦法。旅遊業界認為可以收緊深圳戶籍居民的「一簽多行」，但堅持增加青島、西安為來港自由行城市。[64]
  - 香港中文大學籌劃興建私家醫院，命名為香港中文大學醫院，工程耗資約60億元，馬會已捐出13億，其餘資金需要政府借貸，預料會在2019年落成。醫院選址在東鐵綫大學站附近，將會提供500張病床和急症室服務，其中7成病床只供港人使用，並會提供較便宜的套餐式收費。[65]
- 2月25日：
  - 財政司司長曾俊華發表今年度的財政預算案，財爺一如以往錯估財政盈餘，受惠於樓市辣招雙倍印花稅，庫房儲備增至8195億元。預算案一共推出多項多項紓緩措施，總額達340億元，包括退稅、增加子女免稅額、綜援等津貼「出三糧」，又落實設立未來基金作長期投資。[66]
- 2月27日：
  - 男士法定侍產假正式實施。根據法例，男僱員如果有子女出生，按規定通知僱主後，便可就配偶或伴侶每次分娩享有3天侍產假。侍產假可在嬰兒出生前4星期至出生當日起計的10個星期內，可選擇一次過放或分開放，受僱至少40星期的僱員可在放假期間領回4/5的日薪。勞工處則呼籲僱主要彈性處理侍產假的申請。[67]
  - 香港金融管理局進一步收緊樓宇按揭成數，700萬元以下的物業只可以承造最多六成按揭。第2套住宅物業及各類非自用物業的供款佔收入比率上限降至四成，利率壓力測試的上限則降低至五成。另外由按揭證券公司提供的按揭保險亦有新的限制措施，非首次置業人士最多只可做八成按揭。金管局總裁陳德霖表示由於樓市持續升溫，家庭負債佔本地生產總值比例升至逾64%的高位，所以推出相關的逆周期措施，加強對置業人士、銀行及金融體系的保障。[68]
  - 印傭Erwiana被虐待案，19項罪名成立的僱主羅允彤被判監六年，罰款一萬五千元。法官判刑時批評被告行為卑鄙，又提到外傭與僱主分開居住可避免案件。Eriwana對於前僱主判監表示高興，認為公義得到彰顯，但同時認為刑期太短。[69]

### 3月
- 3月1日，本土民主前線及熱血公民發起「光復元朗」行動，反對水貨客及要求取消一簽多行。中午示威在西鐵朗屏站集合時已被一批元朗居民包圍指罵，隨後遊行隊伍出發前往壽富街，有超過四百人參與。在「奶粉批發城」門外，支持及示威的人群爆發激烈衝突，多人受傷流血。警方需要拉起封鎖線，並向示威人群施放胡椒噴霧，混亂中多家傳媒的記者亦被噴中，其中亞洲電視一名男記者與警員理論被正面噴中，亞視新聞部發聲明表示遺憾並要求警方調查原因。傍晚示威人士轉移元朗大馬路繼續聚集，有人一度衝出馬路用垃圾桶佔據部分行車線，警方要出示紅旗警告並驅趕示威者返回行人路。受示威影響，14條巴士路線需要改道，輕鐵亦一度不停大棠路站。直至晚上十時示威者才漸離去，警方在行動中拘捕38人，並有5名警員受傷。[70]
- 3月2日：
  - 行政長官梁振英宣布委任香港理工大學前任副校長楊偉雄出任創新及科技顧問，不會受薪，任期直至創新及科技局成立為止。他同時獲委任為行政會議非官守成員。此外，梁振英宣佈改組由財政司司長曾俊華領導的創新及科技督導委員會，改由楊偉雄擔任主席。[71]
- 3月3日：
  - 英國經濟學人智庫公布最新全球生活成本排名，香港12年來首次入十大，飈升4位成為全球第9最昂貴城市；分析指隨着美元轉強，香港的生活指數隨之上升，加上租金升幅推高零售物價，令本港躋身生活成本最高十大城市之列。[72]
  - 香港零售業在1月的表現是2003年SARS爆發以來最差，受到新春假期等因素影響，貨值按年錄得14.6%的跌幅，遠差於市場預期跌6.1%。[73]
- 3月4日：
  - 銅鑼灣維園道中環灣仔繞道工程地盤發現戰時炸彈，下午二時許有地盤工人挖掘一個一米長，直徑約三十厘米的懷疑戰時炸彈，隨即停工報警。警方及消防員到場後疏散地盤20多名工人，晚上鄰近的東區走廊來回一度要全線封閉。警方爆炸品處理課人員晚上9時40分左右成功將炸彈引爆。[74]
  - 運輸及房屋局向立法會提交廣深港高鐵工程的最新進度報告，路政署的最新評估發現高鐵多項工程仍然持續滯後，整體工程現時只完成了66%，比預期的7成為低，有可能令高鐵無法在2017年通車。延誤的原因包括再有隧道鑽挖機發生故障，需要停工四個月維修；西九龍總站的工程進度亦未如理想。港鐵的預算金額亦沒有計算部份新增成本，使高鐵的超支金額隨時再上升。此外，報告亦確認沙中綫工程受土瓜灣站宋朝遺蹟考古發掘影響，預期通車日期會延後2019年，考古工作所需的額外41億元開支要向香港立法會再申請撥款。[75][76]
- 3月6日：
  - 康文署轄下33所公共圖書館的外判商「泰匯亞洲有限公司」突然停業，該公司稱與康文署未達成共識，無法在現有合約下繼續經營。全港公共圖書館的資料整理及上架服務受影響，包括香港中央圖書館，部分外判員工已向勞工處求助。康文署稱至今仍未聯絡到泰匯，圖書館已緊急調配人手及安排採購，維持整體服務不受影響，並考慮與泰匯終止合約和追討賠償。[77]

- 3月8日：

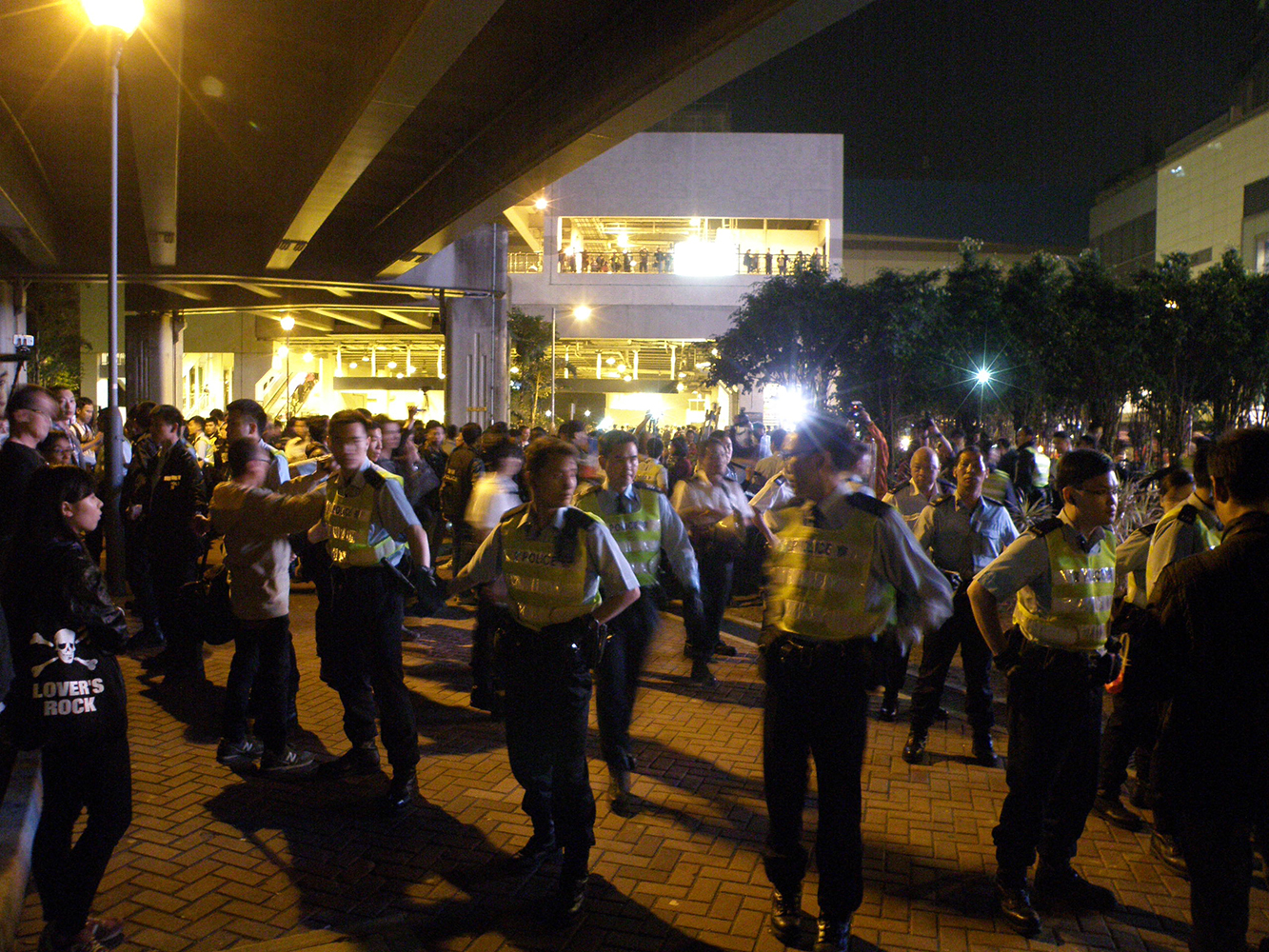
遊覽完上水去屯門在屯門輕鐵站以東爆發嚴重衝突，警方築起人鏈控制場面

- 有網民發起針對水貨客的「遊覽完上水去屯門」行動，下午在上水站外聚集，部分人舉起龍獅旗。現場有大批軍裝警員戒備，並向聚集人士查身份證及搜查隨身物品，有反對行動的人與在場示威人士一度互相指罵。上水石湖墟一帶的藥房及批發店亦提早關門。上水鄉事委員會主席侯志強亦有到場巡視，並表示歡迎網民遊覽上水。[78]其後反水貨客示威者傍晚轉到屯門示威，並到屯門區內多個商場遊行，沿途有示威者指罵旅客，更有港人被誤認為內地人被指罵。示威者隨後前往城巴B3X巴士站，阻止巴士開車。示威人士不時用腳踢途人的行李篋，雙方一度發生衝突。晚上有示威者轉到尖沙嘴碼頭繼續行動，一度有人試圖衝入海港城但不成功。警方拘捕至少六名示威者，有來港購物的內地旅客亦對行動感到不滿。[79]
- 3月9日：
  - 泛民主派全體27位立法會議員聯署反對人大831決定，聲名要求全國人大常委會推翻831框架。聯署的泛民議員重申必定會否決任何根據831決定框架下制定的政改方案，亦批評有消息人士指如政改否決，行政長官梁振英很大機會連任的說法。[80]
  - 行政長官委任黃友嘉接替胡紅玉擔任積金局主席，17日起生效，為期兩年。同時石禮謙和黃國被委任為積金局非執行董事。積金局歡迎決定，深信黃友嘉能落實多項改革措施，進一步完善強積金制度。[81]
- 3月10日，政府消息人士透露，原定下月初來港與泛民議員會面的人大常委會副秘書長兼香港基本法委員會主任李飛，由於泛民聯署要求推翻831決定，並重申否決框架下的政改方案，決定取消來港會面的計劃。[82]
- 3月12日：
  - 葵涌貨櫃碼頭附近發生嚴重車禍，一輛跑車失事撞上路壆隨即起火，需要出動消防員到場射水撲救，車上兩名國泰航空華人機師死亡。有目擊者指現場有人駕駛跑車表演「飄移」等汽車特技，警方現正調查意外原因。[83]
- 3月13日：
  - 藝人吳綺莉涉嫌虐兒被警方拘捕，並在她位於大埔的寓所搜出少量疑似大麻的毒品。警方在3月11日接獲吳綺莉女兒就讀的學校職員報警，報稱該校有學生曾經被襲擊，經調查後懷疑其母親因管教問題用手襲擊女兒肩膊。警方在被捕女子家中撿獲少量毒品，需要進一步化驗及調查。吳綺莉暫時獲准保釋候查，五月中旬向警方報到。[84]
  - 油麻地文化地標Kubrick書店舉行攝影展，展出多張警員黑白大頭照片，被撐警人士轉貼到facebook的專頁，批評展覽抹黑警察，號召網民圍堵該店，店員更接到多個粗口辱罵電話，相展被迫腰斬。文化監暴發起人何式凝批評事件扼殺言論自由，認為展覽立場如何，均不應被恐嚇滋擾，認為該店是罕有較自由的文化空間。立法會議員何秀蘭認為相片只是反映事實，不應受威嚇，促警方介入調查，警方指會了解事件。[85]
  - 蘋果日報擬推出百萬元報料獎金予最高瀏覽量新聞，惹來員工憂慮助長製造假新聞，社長葉一堅確認正籌劃相關活動，但若批評者眾，可考慮撤回。壹傳媒工會稱要視乎最終定案決定跟進行動。中大新聞與傳播學院教授蘇鑰機認為此舉屬「有償新聞」，或鼓勵不當動機者，指不論金額多少，處理新聞原則上不應設報料費。[86]
- 3月15日：
  - 德輔道食環署職員命案。
  - 香港禮賓府舉行開放日，供市民入內參觀賞花。有示威者試圖打開黃傘和寫上「我要真普選」的揮春，隨即被警員阻止，被逐離禮賓府。警方表示一共帶走21人，包括拘捕其中兩人，指他們涉嫌阻差辦公。行政長官梁振英短暫現身，令傳媒及市民爭相拍照，一度造成混亂。梁振英晚上發表網誌，指責示威者滋擾市民賞花，令人反感，質疑另有政治目的。[87]
- 3月16日：
  - 港鐵公布業績，去年盈利升近兩成。根據可加可減機制，港鐵年中需要加價，同時亦要撥出2.2億元作為提供即日第二程九折優惠。另外，港島綫西延的西營盤站落實在3月29日啟用，但該站奇靈里的出口由於地質問題，預計要到年底才可啟用。[88]
  - 許仕仁及新地高層涉貪案中被裁定串謀公職人員行為失當罪成，判囚5年的新鴻基地產前聯席主席郭炳江，向上訴庭申請保釋等候上訴被拒。兒子郭基煇對結果感到失望，又希望上訴聆訊能盡快排期。[89]
  - 警方就南丫島撞船事故落案控告海事處助理處長蘇平治及前海事處高級驗船督察黃鑑清，分別被控公職人員行為失當罪以及宣誓下作假證供罪。兩人周三會在東區裁判法院提堂。[90]
- 3月17日：
  - 發展局向立法會提交文件，建議在將軍澳興建海水化淡廠，初期每日食水產量達13萬5千立方米，工程所需費用為1億5千多萬元。2020年投入運作，預計建成後每立方米的食水生產單位成本約12至13元。[91]
  - 行政會議通過機管局擴建機場第三跑道計劃。，預計於2016年動工，最快於2023年竣工。工程預計耗資1415億元，是本港開埠以來最昂貴基建工程，需時八年興建，最快2033年落成。機管局為繞過立法會審議，計劃從三方面集資，包括機管局自行舉債、政府免收機管局十年股息，以及航空公司和旅客徵收費用，建議明年4月1日起向離境及轉機旅客收取不少於180元機場建設費，為期8年。多個團體及立法會議員憂慮，目前中港空域使用談判未完成，憂慮三跑最終淪為大白象工程。[92]
  - 行政長官梁振英次女梁齊昕在facebook宣稱被母親唐青儀以粗口辱罵及毆打，聲言有跳樓自殺的念頭，更報警聲稱遭人用玻璃襲擊受傷，救護車更一度奉召前往香港禮賓府。梁齊昕中午曾經走出禮賓府露台，面容憔悴。梁振英事後承認女兒有健康和情緒問題，呼籲外界給予她空間，並強調「沒有父母口中不是的仔女」。[93]
- 3月18日：
  - 衛生防護中心公佈再有四人患流感死亡，令死亡人數增至400人。[94]
- 3月20日：
  - 大角咀碎屍案經過20天審訊後終有裁決，陪審團大比數裁定死者兒子周凱亮謀殺父母兩項罪名成立；次被告謝臻麒則裁定謀殺罪名不成立，而他早前承認的非法處理屍體罪就被判監一年，獲當庭釋放[95]。3月23日，首被告周凱亮在高等法院被判終身監禁，他早前承認的阻止合法埋葬屍體罪，則被判囚9年多。法官在判刑時形容周凱亮是高度危險人物，斥責被告冷血，將自己的失敗歸咎於父母。[96]
- 3月21日，港鐵東鐵綫紅磡站附近的沙中綫地盤有大量混凝土漿湧入路軌，數十名工程人員需要到場清理。受事故影響，路軌無法使用，一度要實施單軌雙程行車，期間列車班次受延誤，沿線多個車站月台擠滿乘客，東鐵服務一共受阻三小時。[97]
- 3月25日：
  - 特首梁振英出席一個論壇時，呼籲在場人士用選票將泛民逐出議會，又指佔領行動期間，中央沒有出動解放軍是代表對特區政府及警隊信任。言論引起泛民議員的批評，有建制派議員亦批評梁言論不當。[98]
- 3月26日
  - 新居屋進行攪珠儀式，決定100個揀樓次序，申請書數字達135,000份，但可供選購的單位僅得2000多個，超額認購61.5倍，預料只有首12個攪珠號碼的綠表申請人可望有份揀樓，至於佔整體申請人絕大部分的白表申請者，除非屬首兩個揀樓次序（67、80）的幸運兒，否則難圓置業夢，加上家庭優先，7.64萬白表單身人士幾可肯定失望而回。房委會資助房屋小組主席黃遠輝稱，未來會研究調整綠白表比例及為單身人士設配額。[99]
  - 特首梁振英出席答問大會，與民主派激辯普選。民主黨黃碧雲要求梁為港人爭取無篩選普選，問及緬甸、朝鮮、中共等是否實行真普選，梁稱「根據當地的法律所實行的普選，就是該地方的普選」。中大政治及行政學系主任馬嶽指梁振英概念混亂、不合邏輯，等同指「政府話係普選，就係普選」。[100]
- 3月27日：
  - 港鐵連續第6年加價，按照可加可減機制，車資加幅達4.3%，幅度為6年來的第二高。[101]
  - 舊灣仔碼頭對開海床，位於灣仔發展計劃第二期工程範圍內發現金屬殘骸，根據土木工程拓展署的初步資料顯示，該物體可能是一艘沉船的部份殘骸，具體情況有待進一步勘察和評估。發展局表示已暫停在該範圍內進行工序。有學者估計殘骸可能屬於二戰期間遭打沉的戰艦，亦有指殘骸為二戰時遭炸沉的英國皇家海軍軍艦「添馬艦」。[102]
- 3月29日：
  - 長者及合資格殘疾人士公共交通票價優惠計劃分階段擴展至綠色專線小巴，計劃涵蓋全港超過8成的綠巴路線。行政長官梁振英早上與勞工及福利局局長張建宗到香港仔南寧街的專線小巴站視察，其後他在網誌表示計劃推出至今每日平均有74萬人次受惠，長者對計劃「有讚無彈」。[103]
  - 港鐵西營盤站正式啟用，象徵港島綫西延全線開通，吸引凌晨有一批鐵路迷專程到來試用新站。但早上往堅尼地城站方向月台有一對幕門發生故障，需要停用。[104]
  - 港鐵將軍澳線下午一列駛往北角的列車，有乘客的國產手提電話故障冒煙，車廂內其他乘客見狀大驚，爭相走避，一名女乘客走避時跌倒，弄傷頸部，要送院治理。警方隨後到場調查，將手機殘駭檢走，案件暫列發現煙霧及有人受傷處理。[105]
- 3月30日：
  - 市區重建局行政總監譚小瑩提出請辭，而早前已有3名總經理離任。據悉，譚小瑩與主席蘇慶和對市建局的角色、重建手法等理念不同，加上蘇亦以財政可行性為由，有意擱置超支12億元的中環街市活化項目，觸發譚提早離開。[106]
- 3月31日：
  - 亞洲電視傍晚新聞報道，股東黃炳均及主要投資者王征接受香港電視主席王維基的主要條件，將亞視控股權轉讓予香港電視，並將豁免亞視所欠大部份債務，但交易尚需得到法庭及其委託之管理人同意，並報通訊事務管理局批准[107]。通訊局表示未收到亞視股權變動申請；港視就表示仍需了解有關報道，未能聯絡到身處海外的王維基。翌日香港電視網絡透過港交所發表的公告表示，公司董事會向主席王維基查詢後確認他曾經與王征會面，但沒有與亞視交易達成任何協議。[108]
  - 特首梁振英表示已向中央表明有意加入亞洲基礎設施投資銀行的創始成員，他指港府要做好亞投行的角色，必須得到立法會合作，並呼籲立法會上經常拉布的議員不要阻撓。[109]
  - 環境局公佈電力市場未來發展公眾諮詢，建議2018年後沿用利潤管制協議規管中電和港燈，諮詢公眾三個月。政府指兩電的准許回報研究由現時9.99%削到6至8%；又指九成民意反對向內地買電，決定五年後會增加天然氣發電。[110]

### 4月
- 4月1日：
  - 行政會議下午召開特別會議，審議亞視續牌事宜。傍晚商務及經濟發展局局長蘇錦樑召開記者會，宣佈亞洲電視不予續牌，是香港廣播史上首間不獲續牌的廣播機構。政府會給予12個月通知期，使亞視仍可廣播至2016年4月1日。蘇錦樑表示，亞視在三月底限期前仍未向政府遞交改組建議，故沒有理由續牌予亞視。通訊事務管理局亦會提前在明年4月1日收回亞視目前持有的頻譜，模擬頻譜會交予香港電台提供廣播服務；亞視的數碼頻道會在收回後由通訊局再作分配。[111]
  - 政府決定向電訊盈科旗下的香港電視娛樂發出為期12年的免費電視牌照，公司承諾投資27億，一年內會提供一條24小時綜合粵語頻道，兩年內提供一條16小時的綜合英語頻道。電盈歡迎政府發牌，並期望政府可加快處理頻譜分配的決定。至於有線旗下奇妙電視的免費電視牌照申請，政府表示會盡快處理；奇妙電視指，會繼續與當局洽商有關條款和細則。[112]
  - 凌晨時份，2名內地來港大學生在九龍佛光街一個巴士站地上「打野戰」性交，香港理工大學宿舍保安員喝罵不果後報警。影片在網上瘋傳，片中可見有人褪下褲子露出臀部及大腿，上衣亦掀起至露出胸圍。警方列作「猥褻露體案」處理[113]。至同年7月，女被告承認作出有違公德行為罪，被判12個月感化令[114]。同年9月，男被告承認作出有違公德行為罪，被判社會服務令60小時[115]。
- 4月3日：
  - 民主黨黨員、前立法會議員黃成智在信報撰文，表明願意政改「袋住先」，觸發民主黨內訌。民主黨則發聲明，重申黨內6個立法會議員堅決反對人大831框架下的方案。[116]
- 4月4日：
  - 特區政府舉行《基本法》頒佈25周年活動，梁振英出席《基本法》頒佈25周年論壇時，聲稱當年起草《基本法》特首產生辦法，無人提出「公民提名」及「國際標準」，認為提委會提名候選人才是《基本法》的「初衷」，更稱「一國兩制」沒有國際標準，要談國際標準就是「一國一制」。前《基本法》草委李柱銘批評梁扭曲當年歷史。[117]
  - 支聯會設立的六四紀念館閉館近一個月後重開，增設新展區展出六四事件中槍死亡青年的遺物，包括遺書及有子彈孔的頭盔。支聯會主席何俊仁指紀念館入場人數未如理想，會加強宣傳。[118]
  - 本港晚上8時出現月全食天文現象，維持約12分鐘，吸引大批天文愛好者帶同攝影工具觀賞，太空館在尖沙咀海傍擺放20部望遠鏡，讓市民觀賞月全食，惟晚上維港上空雲量較多，令大部分時間都未能清楚看見月亮，未能清晰觀察月食。[119]
- 4月5日：
  - 清明節當日，香港天文台周日下午錄得30.6°C的高溫，為本港自1947年有紀錄以來最熱的清明節，加上天氣乾燥大風，本港發生151宗山火。[120]
- 4月6日：
  - 一輛載有55名乘客的11號大嶼山巴士，下午約2時駛至近散石灣的一個迴旋處時失控，直衝向旁邊的山坡，幸旅遊巴尾輪被山坡引水道石壆卡住，不致整架車跌落山坡。車上乘客沒有受傷，而司機則腰部受傷，送往北大嶼山醫院治理。[121]
  - 香港首富、長和系主席李嘉誠位於深水灣道79號的大宅，4月3日復活節假期首天當晚，發生賊人企圖爬入爆竊的案件。一名19歲內地無業青年，被指身穿黑衣黑褲，自行摸黑爬圍欄企圖闖入大宅，後及時發現並被警方拘捕。青年於東區裁判法院提堂，被控涉嫌觸犯「企圖入屋犯法」及「非法入境後未得入境處長授權留港」兩項罪名，暫時毋須答辯，還押候訊。[122]
- 4月7日：
  - 淺水灣凌晨有一名15歲少女墮樓身亡，警方調查後相信事件無可疑，但被揭發死者與妹妹都沒有香港出生證明文件，亦從未到學校上學。死者的外籍父母被指涉嫌疏忽照顧兒童被警方拘捕，其中菲律賓籍母親亦涉嫌逾期居留約20年。被捕的父親獲准保釋候查，但母親則仍被扣查。[123]
  - 屯門至赤鱲角連接路一個位於屯門海底隧道工程地盤發生致命工業意外，一名工人駕駛吊機時，懷疑被突然斷裂墮下的吊鈎及鋼纜壓死，是港珠澳大橋工程動工以來第六宗奪命意外。警方初步調查顯示事件沒有可疑，勞工處正調查意外原因。[124]
- 4月8日，沉寂多時的「滬港通」南下交易正式發力，港股成交額達2524億元，創下歷史新高，帶動恒生指數大升961點，是2008年金融海嘯後首次突破26,000點。當中內地投資者南下買港股的港股通，每日105億元人民幣額度首次用爆。[125]
- 4月10日：
  - 律政司向法庭提出申請，就學民思潮召集人黃之鋒及學聯前副秘書長岑敖暉刑事藐事法庭申請司法程序 [126]
  - 上水鄉事委員會主席侯志強及地產代理被一名85歲老婦村民入稟，追討他們傾倒泥頭破壞農地的損失。高等法院裁定侯志強等人要賠償140萬元，判詞批評兩人的行為橫蠻霸道，漠視法律。而侯志強下午報警聲稱被人用手襲擊面部，警方其後以涉嫌普通襲擊拘捕該入稟老婦。[127]
- 4月12日：
  - 尖沙咀持槍搶劫案兩名疑犯在深圳落網，公安起回9隻被劫的手錶；另外亦搜獲一批武器，另外亦搜獲一批武器，包括懷疑當日在港犯案使用的手槍，現正調查兩名疑犯是否涉及其他劫案。[128]
  - 公民黨立法會議員湯家驊籌組成立的中間溫和論政平台召開首次集思會，約20人出席。湯家驊強調平台不會處理今次政改，只會着眼香港在政改後的民主發展和一國兩制如何落實，中短期內會成立智庫及議政平台，盼讓港人在政治取態上有多一個選擇。[129]
- 4月13日：
  - 沙田美林邨籃球場命案。
  - 彩雲邨瓊宮樓命案。
  - 內地當局調整深圳居民赴港「一簽多行」的政策，即日起止向深圳居民簽發赴港「一簽多行」簽注，新申請的簽注改為「一周一行」，每次來港最多逗留七天。行政長官梁振英表示去年六月已經向中央政府提出「一周一行」政策，又指近期反水貨客遊行令特區政府工作加添困難[130]。有深圳前往辦證的居民對此不滿，認為是地域歧視，稱「港人北上也應該設限」[131]。
- 4月15日，港鐵新上載的2014年報披露，港鐵前行政總裁韋達誠離任後除獲得580萬元基本薪酬外，更額外一筆過得到1570萬元「合約結算金」，變相要港鐵向他「倒貼」餘下的合約期薪金，加上他所得的港鐵股份等，他合共獲得超過3000萬元，卻未見任何懲罰。九鐵前主席、立法會交通事務委員會主席田北辰批評，港鐵向韋達誠支付1570萬合約結算金令人憤怒，他質疑金額過高並涉厚待韋達誠，要求港鐵到立法會解釋。[132]
- 4月17日：
  - 教育局公布高中新學制中期檢討，7個選修科目新學年開始將會取消校本評核，包括中史、歷史、經濟、倫理與宗教、地理、音樂、旅遊與款待。而中國文學、健康管理與社會關懷和資訊科技3科，將進一步精簡校本評核。[133]

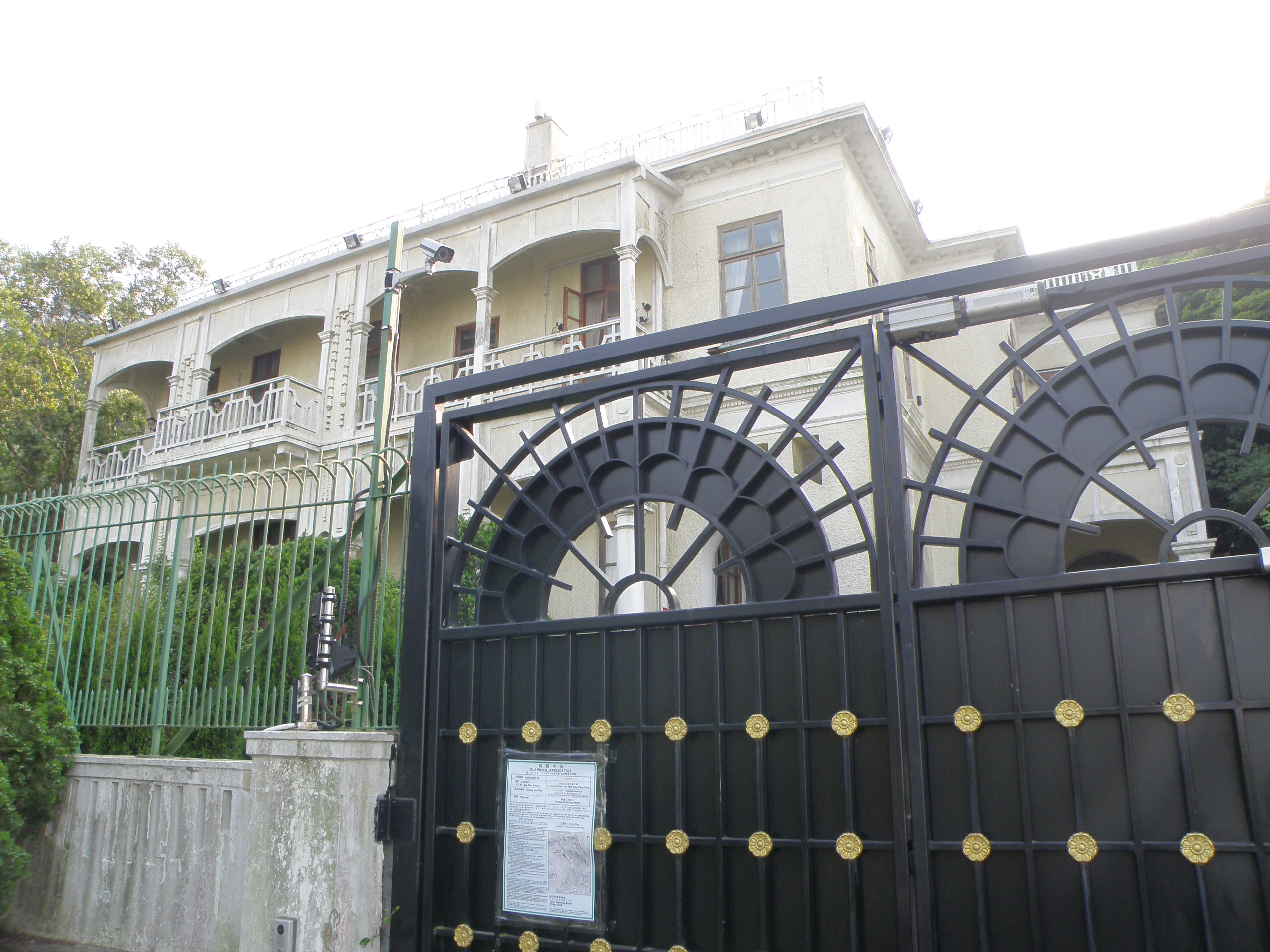
引起道路使用爭議、獲准改建文物酒店的盧吉道27號住宅

- - 城規會有條件批准屬二級歷史建築、山頂盧吉道27號大宅，改建為文物酒店的申請。批准條款中加入給予酒店使用盧吉道的行車許可，限制車輛在所有日子朝9晚7時段，不能使用盧吉道；其他時間每小時只能有兩次單程行車，而車種要得到運輸署同意。[134]
- 4月20日：
  - 亞視執行董事葉家寶接受專訪時透露，假如再沒有股東或投資者注資，最壞打算將會於5月29日，亦是亞視58周年台慶當日舉行紀錄片式節目，回顧過去光輝日子，並正式光榮結業。商務及經濟發展局回應指，亞視作為持牌機構，有責任在餘下牌照期內繼續按規定廣播。[135]
  - 立法會主席曾鈺成裁定財政預算案3900多項修正案中，只有600多項可以提出。其中社民連梁國雄提出的3千多項修正案都屬瑣屑無聊及無意義，不獲批准。[136]
  - 港鐵港島綫西延三個新建車站出現滴水及滲水問題，港鐵解釋指由於車站位於地底深處，有地下水滲漏而造成滴水，會責成承辦商去處理，又表示滲漏與車站趕工無關，情況並非不尋常，並強調不影響車站結構。[137]
- 4月21日：
  - 新界的士團體繼市區的士後向運輸署申請加價，落旗加2.5元，由現時18.5元加至21元，較市區的士落旗加2元的加幅為高。商會代表解釋維修成本持續上升，希望加價可以改善經營環境，但亦有司機擔心加價會趕客。[138]
  - 遠東發展主席、邱德根之子邱達昌聯同何超瓊、廣州富力地產創辦人李思廉以及弘毅投資成立永升（亞洲）有限公司，向通訊局申請本地免費電視廣播及綜合傳送者牌照，公司承諾於獲牌後首6年投資32億元，會提供中文、英文及24小時新聞頻道。通訊局表示已接獲申請，將根據既定程序，在合理時間內處理。[139]
- 4月22日：
  - 政府正式公佈2017年政改方案，主題是「2017一定要得」，提名委員會的產生辦法與現時1,200人的選舉委員會的產生辦法一致，參選人獲得120名提委提名便可入閘，並須要取得過半數提委支持方可出閘成為候選人，最後由全港500多萬合資格選民一人一票選出特首，取得最高票的候選人便會當選，得票毋須過半數，而白票會當作廢票。[140]
  - 政改三人組傍晚到美孚宣傳政改，建制派動員多人支持。行政長官梁振英事先無通知傳媒的情況下突然現身。社民連、民主黨等團體到場抗議，多人圍堵梁振英的座駕，情況混亂。[141]
  - 香港理工大學學生會舉行退聯公投，初步點票結果有1190票贊成，403票反對，議案獲得通過，是繼香港大學後第二間成功退出香港專上學生聯會的大專院校。[142]
  - 有線寬頻旗下的奇妙電視向通訊局申請使用亞洲電視牌照屆滿後騰出的無線電視頻譜，透過大氣電波傳送節目。奇妙電視指亞視牌照到期後，觀眾被剝奪免費電視的選擇，市場競爭大幅削弱，打擊電視業創意及廣告客群，如果奇妙電視有大氣電波頻譜，可增加服務傳輸的效益。[143]
  - 環境局轄下的戶外燈光專責小組經過四年的諮詢研究，建議當局與商戶簽署自願約章，鼓勵店舖在晚上十一時起關掉戶外燈光裝置，減少光污染，兩年後檢討是否需要立法。[144]
- 4月23日：
  - 張震遠因拖欠香港商品交易所員工約33.9萬元薪金被判監六周，裁判官批評張震遠無真誠悔意，指他欠薪後一直住豪宅，沒有優先處理欠薪事宜，拖欠時間長及金額高，使案情嚴重，需要判監。[145]
  - 繼港大及理大後，香港浸會大學亦公投通過退出學聯，公投一共有1600多人投票。贊成退出學聯的有934票，反對有613票，退聯議案獲通過。[146]
- 4月24日：
  - 香港電視網絡就行政會議拒發免費電視牌照提出的司法覆核獲高等法院裁定勝訴，法官區慶祥指行會違反發牌不設上限的方針，不符合港視的合理期望，下令發還行政長官會同行政會議重新審視發牌決定。[147]
- 4月25日：

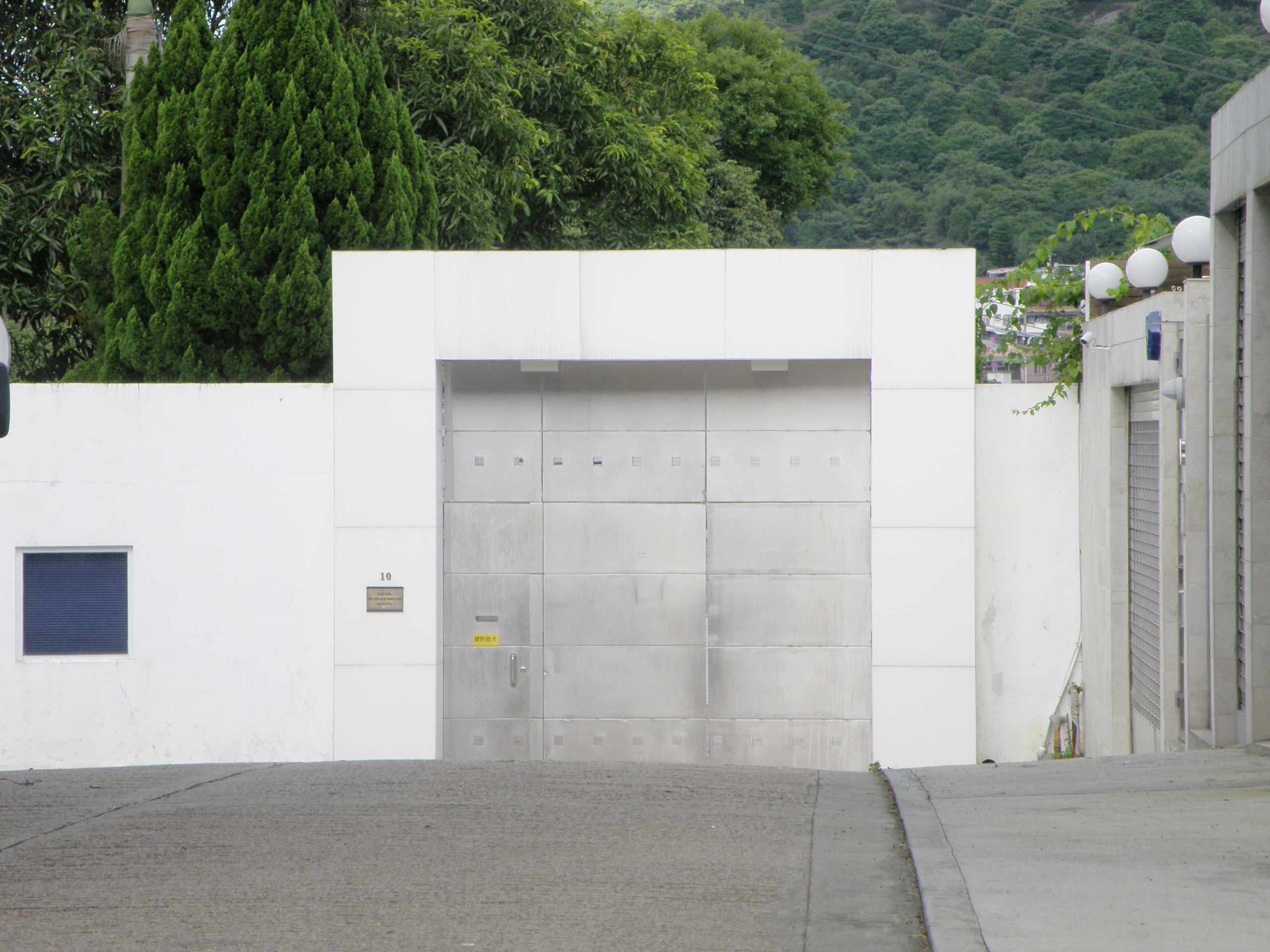
遇劫的獨立屋

- - 涉及高達2,800萬港元贖金的羅君兒綁架案發生。
  - 政改三人組聯同約30名政治委任官員乘坐開篷巴士落區宣傳政改方案，由中區政府合署出發前往堅尼地城、樂富以及大埔，各站都有建制派團體到場造勢，同時亦有不少反對政改的團體抗議。但車上官員沒有下車派傳單，引來爭議。[148]
  - 第五屆全港運動會開幕。

- 4月26日：

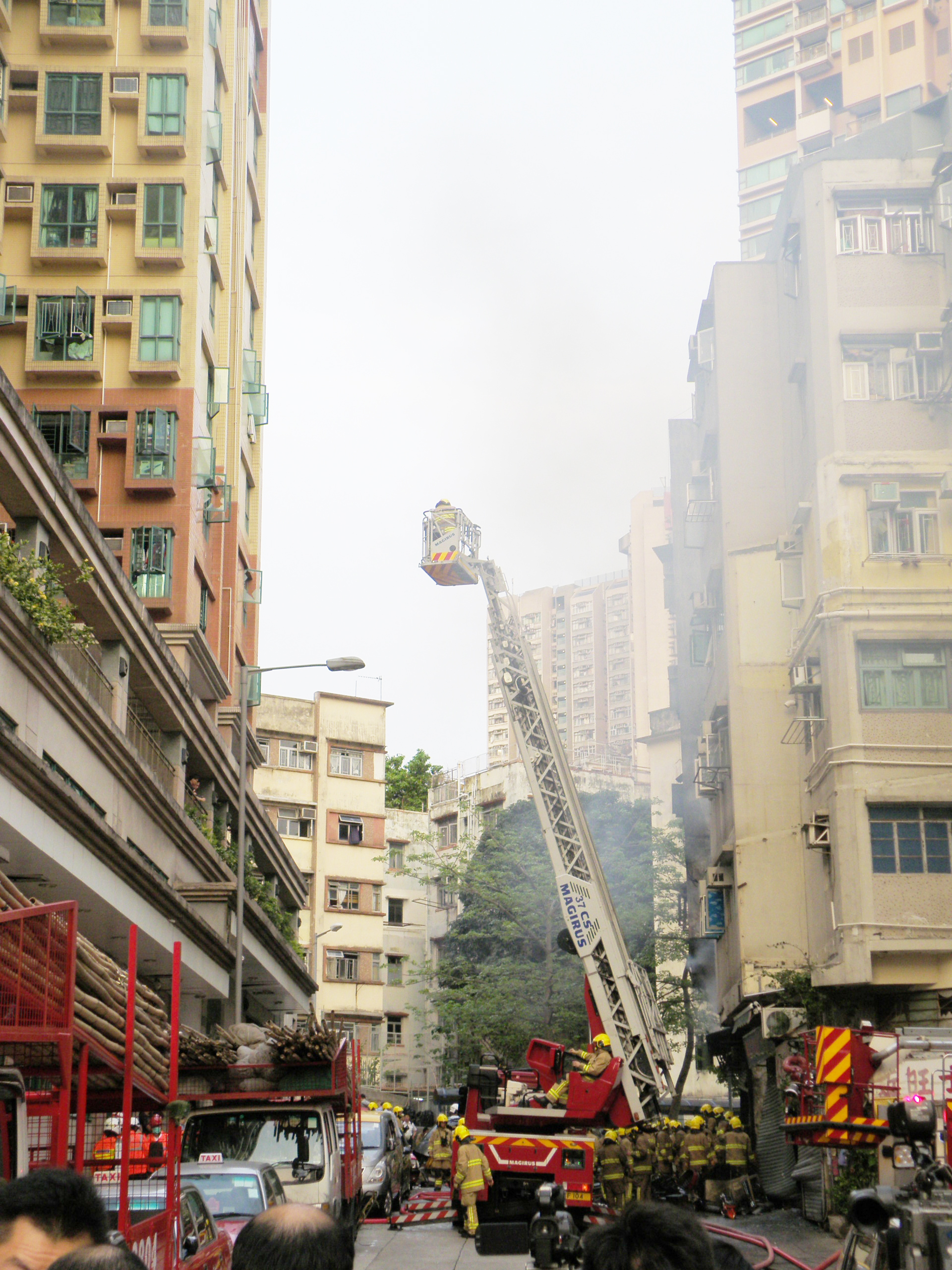
釀成3人喪生的慈雲山車房爆炸三級火引起全城關注設於民居樓下的車房安全問題

  - 慈雲山爆炸案，環鳳街63號一間車房維修一輛石油氣的士期間發生猛烈爆炸，當局列作三級火警，導致三死九傷。爆炸的威力強大，附近大廈多扇玻璃窗爆裂，車房所處的唐樓地基結構被炸毀，險些夷為平地。警方已成立跨部門小組調查爆炸原因[149]。翌日法院頒令封閉事故中受損的大廈，並安排政府承建商進行緊急復修工程。[150]
  - 旺角「鳩嗚團」數十人突發佔領信和中心外一段彌敦道，警員期間揮動警棍及施放胡椒噴霧驅趕堵路者，最終拘捕8名示威者。鳩嗚團其後包圍旺角警署要求放人，無綫電視一輛採訪車更一度被示威者包圍及叫囂，無綫新聞部強烈譴責有關暴力行為是妨礙新聞自由。[151]
- 4月27日：
  - 去年荃灣有線大樓傷人案中，斬傷一名保安員的男子被判入勞教中心，法庭考慮他的精神報告，認為他是一時衝動而非有意傷人，法官又質疑有線的待客之道並不合適。[152]
  - 香港電視發出公告指，早前建議提供節目予亞視播放的協議在下午5時正式作廢，港視指公司及其代表，並無與亞洲電視進行過任何相關討論或磋商，各方亦無達成任何協議。[153]
- 4月29日：
  - 去年10月「藍絲帶運動」在尖沙咀舉行集會期間，香港電台一名女記者、無綫電視一名記者及兩名攝影師報稱被在場人士襲擊，警方證實兩宗案件均證據不足，被捕人士無條件獲釋。遇襲的港台女記者王詠妍表示清楚認得施襲者的樣貌，對警方決定感到失望及不開心。無綫電視新聞部表示對於警方在長時間調查後未能作出檢控，深表遺憾。[154][155]
  - 警方繼續調查飛鵝山綁架案，在飛鵝山基維爾營附近撿獲兩個原用來裝載贖金的空篋，並發佈兩名綁匪相片。據悉「肉參」是本地著名服裝品牌堡獅龍（Bossini）已故創辦人羅定邦的孫女羅君兒，她被綁匪禁錮在西貢一個山洞達114小時，直至綁匪收到贖金後安全獲釋。[156]
- 4月30日：
  - 元朗欖口村嬰屍案。
  - 昂坪360纜車發現承托纜出現一處新的磨損，決定即日起停駛至5月12日。昂坪360指磨損並未對行車運作及安全構成即時問題，但為提升設備的耐用性，決定提早進行維修保養工作。[157]

### 5月
- 5月1日，最低工資由時薪30元加至32.5元。[158]
- 5月2日：
  - 政府繼續動員落區宣傳政改，其中食物及衛生局局長高永文到牛頭角派發宣傳單張時，與一名持相反意見的男子激烈爭執，高永文事後承認自己一時無法控制情緒，望市民諒解。[159]
  - 民主黨計劃就運輸署的西區巴士路線重組計劃提出司法覆核，民主黨指運輸署重組路線時違反區議會條例，未有充分諮詢區議會。[160]
- 5月3日：
- 當局安排慈雲山車房爆炸案中受影響居民在警員和屋宇署人員陪同下，返回單位收拾財物，警方安排每戶每次只可兩人進入大廈收拾，限時20分鐘。[161]
- 5月4日：
  - 國務院任命盧偉聰接替曾偉雄出任警務處處長，他表示上任後首要工作目標是增強打擊科技罪案及反恐。面對警民關係撕裂，他指日後會加強和市民溝通，解釋警隊行動、決定背後的原因。[162]
- 5月5日：
  - 何文田勝利道有餐廳兩年前起提供待用餐，即顧客預先付款，有需要人士可於每日下午2時半後免費享用麵食。待用餐先到先得，不少人早上9時許開始等候。唯有附近商戶及街坊不滿影響生意，投訴「影響治安衛生」，向該區區議員蕭亮聲投訴。蕭提出改善建議，惟老闆鍾偉豐周一起暫停派餐。蕭昨晚繼續勸說，鍾最終改變主意，今日改到附近公園派籌。[163]
- 5月6日：
  - 廉政公署諮詢律政司意見後，決定終止調查發展局局長陳茂波的家族在新界東北發展區囤地涉嫌利益衝突一案。律政司回覆指，已向廉署提供法律意見，現階段不宜作進一步評論，無正面回應會否公開有關法律理據。[164]
  - 廣深港高鐵工程造價再度超支，據了解港鐵內部估算超支工程逾200多億元，預計高鐵最終成本會接近900億元。根據政府與港鐵簽訂的協議，港鐵最多只需賠償約45億元，剩餘的款項可能要由納稅人支付。運輸及房屋局局長張炳良則表示未收到港鐵的報告。[165]
- 5月7日：
  - 香港城市大學學生會公投以大比數通過退聯議案，成為第四間退出學聯的大專院校。而點票期間工作人員發現一個票箱被人惡意潑墨，幸好只得7張選票受到影響，公投議案最終以2464票贊成、527票反對獲得通過。[166]
- 5月8日：
  - 大家樂旗下「Club 100」會員接獲由大家樂總經理發出的電郵，指公司把會員的個人資料，包括姓名、電話號碼、電郵地址及八達通卡號碼，錯誤地經電郵附件檔案抄送至一位顧客。不過，電郵並未交代受影響的會員人數及事發確實日期，惹市民炮轟。直至同日下午，大家樂始證實有108,500名會員的資料外洩，事件發生於4月底，即大家樂在事發後8日才公布。而個人資料及私隱專員公署則在兩日前已獲知事件，卻也未有對外通報，讓公眾知悉事件，只稱已展開循規審查，有需要時會採取執法行動。[167]
- 5月9日：
  - 保普選反暴力大聯盟一連九日，在全港多區設街站收集市民簽名，不過有簽名市民直言是「老闆叫我簽」、有股壇名嘴公開表態支持。大聯盟代表周融強調不會篤數，表示對港人有信心。而廣東社團總會動員超過500名長者，在添馬公園舉行「海陸空撐政改啟動禮」，出動直升機在維港上空盤旋，再派出遊艇、旅遊巴接載來自各同鄉會的長者往各區街站派傳單、收集簽名，呼籲全體立法會議員「順應主流民意」支持政改。[168]
  - 11個反對就人大8.31方案「袋住先」的專業人士團體，包括法政匯思、杏林覺醒、護士政改關注組等，在港鐵沙田站發起首次宣傳。[169]
- 5月11日：
  - 香港廣西社團總會在網上發放7名中學生發表支持政改言論的片段，學生為參與廣西社團美國遊學團的申請者，於面試後被要求表達政改意見及錄影。其中兩間中學確認片中涉及其校的學生，並引述學生對片段會被公開不知情，有學生更感「被誤導」。學生由於在網上遭起底，情緒受困擾，兩校已為他們提供支援及輔導。廣西社團總會會長鄧清河發聲明，重申拍攝內容與遊學團取錄與否無關，拍攝前曾徵得學生同意，表明會上網，涉事學生應親身交代，「自己承擔責任」。[170]
  - 香港機場管理局指，機場第三條跑道工程動工後，於2007年才啟用的二號客運大樓將進行改建及擴建，整體費用預計約需95億。改建後的二號客運大樓預計2023年重新啟用。有立法會議員批評機管局的建議荒謬，直指拆卸大樓必定引起大規模混亂。[171]
- 5月12日：
  - 一名輪候公屋10年的35歲單身申請人，計劃提出司法覆核，挑戰非長者單身人士公屋計分制。他入稟司法覆核控告房屋署署長和房委會引入配額及計分制，令非長者單身人士因年齡而嚴重影響分配公屋的輪候時間。社區組織協會批評單身人士單位配額比例不合理地低，公屋聯會估計假如當局敗訴，長者及家庭申請者平均輪候時間隨時增至6年。[172]
  - 中銀香港及東亞銀行證實早前其電腦受多國黑客以「分散式阻斷服務」（DDoS）攻擊，造成網絡大擠塞，並收到勒索電郵。兩間銀行未有洩漏客戶資料或影響賬戶。黑客罕有地要求以比特幣（Bitcoin）找數，專家認為該貨幣來源難追蹤，易於洗錢，吸引匪徒使用。[173]
- 5月13日，上水石湖新村水泥埋屍案。
- 5月14日，香港浸會大學早前安排新校長人選會見師生和校友，唯人選只有香港大學首席副校長錢大康，學生不滿新校長人選諮詢不足。浸大學生會帶領約60名學生多次衝擊，一度「佔領」聘用委員會的會議室，令會議受阻，最終校方宣布加開諮詢會，未有即日通過校長任命。[174]
- 5月16日：元朗安樂路利群樓命案。
- 5月18日：
  - 香港終審法院五名法官一致駁回華懋慈善基金就華懋集團已故主席龔如心830億元遺產案的上訴，裁定基金是遺產信託人而非受益人。華懋慈善基金代表律師表示，沒有對裁決感到失望，律政司則歡迎終審法院裁決。[175]
  - 早前辭去民主黨中委的黃成智計劃日內公開收集支持袋住先聯署，他解釋發起聯署是因為有民調指若有「白票守尾門」和公司票轉個人票，接受袋住先的市民有所增加，民主黨主席何俊仁批評黃成智破壞黨的團結，或會召開緊急中委會，討論凍結其黨籍[176]。5月21日，民主黨召開緊急中委會討論事件，黃成智表示將會暫停一切聯署行動，但中委會最終以大比數通過，冻结他的黨籍。[177]
- 5月19日：
  - 行會考慮法律意見後，決定就香港電視網絡免費電視牌照司法覆核案提出上訴，商務及經濟發展局表示，已把上訴通知書送達港視的代表律師，政府現階段不便作出評論。[178]
  - 國泰航空近千名機艙服務員於機場離境大堂靜坐，抗議公司剝削外站津貼、同工不同酬及取消對員工的法律保障。工會不排除於8月發起罷工。國泰指薪酬及津貼調整屬恒常政策，並繼續為員工提供法援，籲員工理性解決分歧。[179]
- 5月20日：
  - 東方明珠石油前副主席劉夢熊被控串謀詐騙及洗黑錢案，陪審團裁定他全部罪名不成立，案中另外兩名被告就判罪成。劉夢熊表示裁決還他清白，同時彰顯司法制度的核心價值。 [180]
  - 無綫電視向亞視租用的頻譜將於年底約滿，行政總裁李寶安指有意向政府額外申請亞視明年交還的頻譜，以維持高清廣播，但期間部份頻道的質素會下降，翡翠台的畫質可能會由高清降回標清質素，申請不成功會用後備計劃，透過調配自家的頻譜維持畫質。[181]
- 5月21日：
  - 大圍美林邨老翁放狗被殺案而引發的誤拘智障人士事件，智障男子家人到投訴警察課投訴。[182]
  - 國泰空中服務員工會2百名會員包圍國泰城，他們身穿白衣並戴上口罩，抗議資方削減外站津貼、續簽長約時同工不同酬，以及取消執勤時的法律保障[183]。工會宣佈籌組罷工委員會，部署8月18日起罷工，並到中環派發傳單，提醒市民要有心理準備。勞工處則安排資方與工會在未來數周內會面，國泰並強調資方具有誠意。[184]
  - 去年在舊灣仔碼頭附近海床發現的大型金屬物體，土木工程拓展署初步估計可能是「添馬艦」部份殘骸，當局計劃下月底前將殘骸移至海床另一處，繼續進行勘察。路政署預料中環灣仔繞道以及沙中線工程可能會受到影響。[185]
- 5月22日：
  - 中文大學醫學院麻醉及深切治療學系副教授許金山使用注入一氧化碳的瑜伽球於其妻子駕駛的黃色Mini Cooper私家車車尾箱拔走塞子，導致妻子及次女中毒死亡。[186]
  - 前學聯常委梁麗幗就政改諮詢第二輪提出司法覆核，尋求重啟諮詢。法官聽取雙方陳詞後，就是否受理申請押後裁決。梁麗幗指若案件獲法庭受理，會申請禁制令阻止立法會討論和表決政改方案。[187]
  - 公民黨成員曾健超在去年佔領行動期間，懷疑被警員襲擊的事件，律政司司長袁國強表示，已決定聘任外間資深大律師，提供法律意見。[188]
  - 香港證監會與中國證監會就內地與香港基金互認安排簽署協議，在7月1日起，允許合資格的內地與香港基金，透過簡化程序在對方市場銷售，初始投資額度爲資金進出各3000億元人民幣。[189]
- 5月23日：
  - 約30名本土力量及熱血公民成員，到協助12歲深圳男童肖友懷的工聯會立法會議員陳婉嫻位於黃大仙的辦事處及安排做能力測試的小學抗議。[190]
  - 特區政府邀請全體立法會議員，本月31日前往深圳，與負責政改的3名中央官員見面，包括港澳辦主任王光亞、基本法委員會主任李飛及中聯辦主任張曉明。[191]
  - 受內地深圳以北平湖惡劣天氣影響，廣九直通車和京九直通車服務嚴重受阻，港鐵發出紅色預警，指出直通車服務要受阻最少一小時，多班直通車班次均受延誤或取消，港鐵在紅磡站貼出通告指即日直通車票暫停發售。[192]
- 5月25日：
  - 長洲太平清醮值理會晚上經討論後，於約11時許決定取消午夜的搶包山比賽，是自2005年復辦以來首次取消。[193]
  - 港鐵宣佈斥資約70億元更換現時行走市區線的78列第一代英國製列車，港鐵現正審議標書，新列車最快2018年到港。[194]
- 5月26日：
  - 學民思潮召集人黃之鋒上午飛往馬來西亞出席論壇，在機場被拒入境，被要求遣返香港。[195]
  - 大埔劍橋護老院被揭發有職員脫光長者的衣服，在天台赤裸地輪候沖涼。社會福利署表示極度關注事件，曾經對該院舍發出15封警告信，又多次突擊檢查，而該護老院的牌照以將於月底屆滿，社署其後決定拒絕向護老院2至3樓的牌照續期。[196]

- - 房協在北角丹拿山推出名為「雋悅」的長者項目，提供588個獨立自住單位，以「終身租約」形式租予60歲或以上退休人士。[198]
- 5月28日：
  - 一名感染俗稱新沙士的中東呼吸綜合症的南韓男子，由仁川坐飛機抵港經深圳到前往惠州，中國政府接到世衞通報後立即將該男子送到醫院進行隔離檢查。衛生防護中心指一個女護士曾接觸患者，並出現頭暈及咳嗽等症狀，被送往瑪嘉烈醫院接受隔離，化驗結果顯示她對新沙士病毒呈陰性反應。[199]
  - 國泰勞資雙方談判經勞工處斡旋下，終於就外站津貼計算方法等問題達成共識，工會決定暫時擱置罷工的準備行動，並會和資方商討簽署正式的具體協議。 [200]
  - 免費幼稚園教育委員會向教育局提交報告，建議資助半日制學童；全日及長全日制則只獲25%至30%額外資助，建議最快會於2017至18學年推行。報告又建議為幼稚園教師按職級訂立五個薪酬幅度，月薪最少應有18,000元。租金津貼方面，報告建議以公屋幼稚園的租金釐定上限，若資助額不足以交租，幼稚園可向家長收取費用。[201]
- 5月29日：
  - 衞生防護中心表示，與患者同機的29名密切接觸者，目前已經聯絡其中12人，全部人並無病徵，將會安排他們到隔離營強制隔離，麥理浩夫人渡假村已開放作準備。 [202]
  - 港鐵宣佈連續第6年加價，平均加4.3%，大部份乘客每程需多付3毫以上，新車資將於6月21日起生效。港鐵會於加價當日再推出晨早折扣優惠和即日第二程9折優惠，聖誕、農曆新年及復活節共6天假日亦會有半價優惠，提供超過五億元優惠回饋乘客，同時亦投放3億元購買10輛接駁巴士和10輛輕鐵，以配合新界西北的人口發展。[203]
- 5月30日：
  - 衞生防護中心已追蹤到確診感染新沙士病人的29名密切接觸者及17名其他接觸者，其中18人在港，全部沒有出現病徵並已入住麥理浩夫人度假村的檢疫中心接受檢疫。29名密切接觸者當中有兩名南韓女子一度不願意接受隔離，當局下午於銅鑼灣成功尋回兩人並送往隔離。[204][205]
  - 過百名本土派人士遊行反對政改，由中環遮打花園起步，途經警察總部，遊行人士一度要求警方開放告士打道一條行車線，到下午約5時到達終點立法會示威區後，部份人用腳踢立法會玻璃門前的金屬防護欄。[206]
  - 港鐵荃灣線荔景站附近一日內兩度發生故障。早上9時許發生訊號故障，以致車程較平常多5至10分鐘。經搶修列車服務至早上10時許回復正常。但下午工程人員發現荔景往葵芳站的一段路軌出現裂痕，列車經過需要減速，兩次故障影響合共逾6小時。[207]
  - 社民連香港立法會議員梁國雄獲中旅社通知，已拒絕他申請往內地的通行證，因此無法出席前往深圳與負責政改的中央官員會面。[208]
- 5月31日：

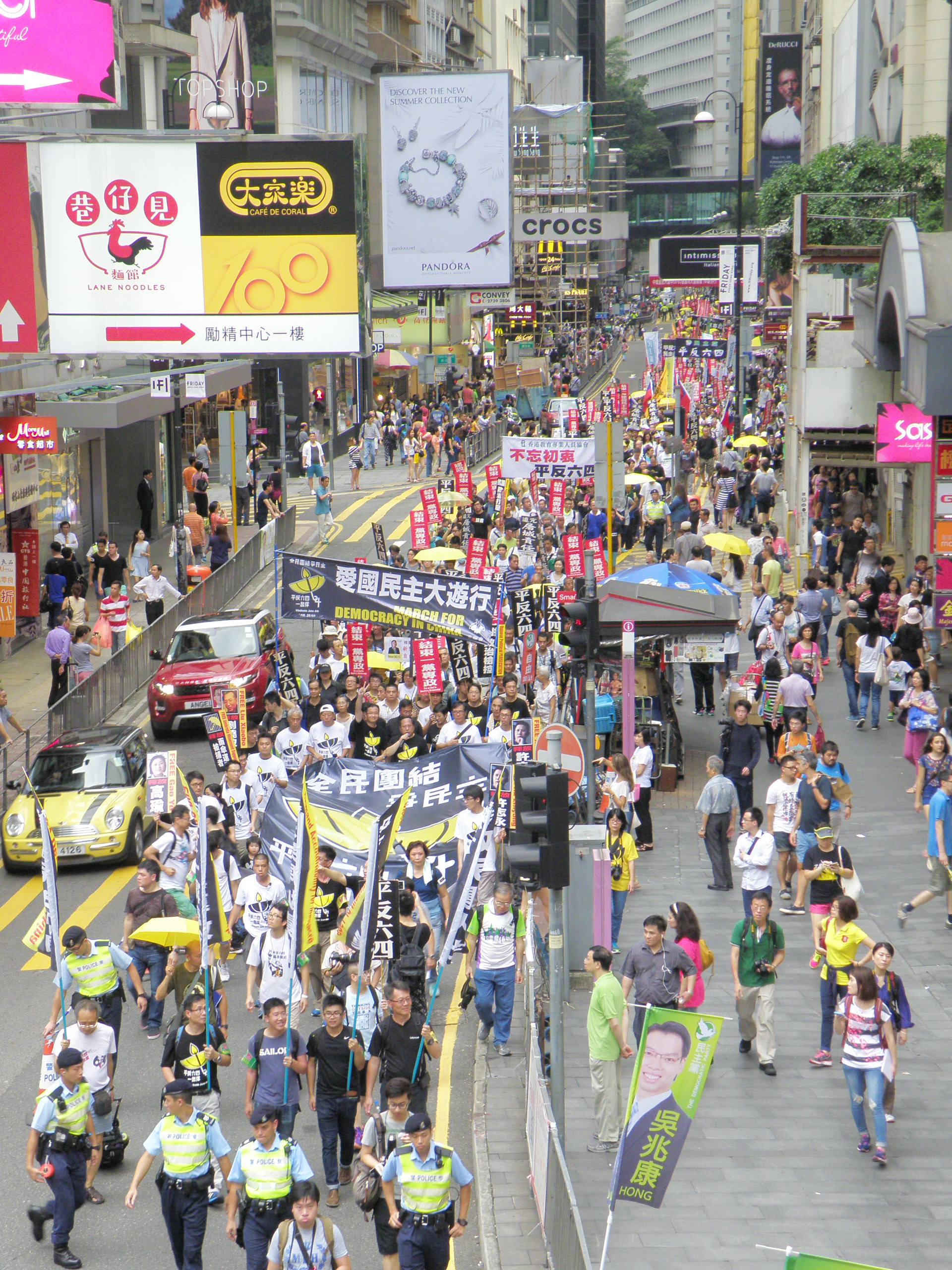
六四事件26周年遊行，本年主題為「全民團結爭民主 平反六四一起撐」

- - 支聯會發起六四26周年遊行，大會公布有3000人參與。[209]
  - 中央負責政改的官員在深圳與香港立法會議員會面討論政改，但雙方未能達成共識，基本法委員會主任李飛表示，8.31決定無限定只用於2017年特首普選，從2017年開始各任行政長官實現普選，都要按照8.31決定。泛民議員會後聲言會堅決否決政改方案，行政長官梁振英則表示不會延遲將政改方案提交立法會付諸表決。[210][211]

### 6月
- 6月2日：
  - 政府已經向立法會作出預告，將會在本月17日在立法會會議上，無任何改動下動議有關修改行政長官產生辦法的議案。[212]
  - 本港確診今年首宗本地登革熱個案，患者為一名55歲男子，居於大圍富嘉花園，出現發燒、腹瀉等病徵。衞生防護中心指患者已退燒及出院，但病人曾多次在大圍被蚊叮，加上潛服期兩周沒有離港，故將個案列為本地感染。[213]
- 6月4日：

- - 支聯會在維園舉行六四燭光晚會，大會宣布有13萬5千人參加；港大學生會首度自行舉辦的六四悼念晚會有大約2千人參與；熱血公民晚上在尖沙咀鐘樓附近舉行六四26周年晚會亦有過百人參與。[214][215][216]
- 6月5日：
  - 高院拒絕受理前學聯常委梁麗幗就第二輪政改諮詢提出的司法覆核。[217]
  - 蘋果日報兩記者早前赴南韓首爾採訪新沙士疫情，其間曾到爆發疫症的平澤聖母醫院外圍採訪，回港後被發現有輕微發燒，被送往瑪嘉烈醫院隔離檢查，接受中東呼吸綜合症測試後，兩人結果均呈陰性。[218]
- 6月8日：
  - 旺角長沙街牀墊藏屍案。
  - 港府向南韓發出旅遊健康建議，呼籲市民如非必要應避免到南韓旅遊，並同時宣佈提升至嚴重應變級別。食物及衞生局局長高永文被多番追問政府為何不直接發出外遊警示，他稱旅遊健康建議所用字眼類似保安局所發的紅色外遊警示，強調現時建議適當。[219]
  - 公民黨立法會議員湯家驊成立新智庫「民主思路」，期望在二元對立的政治環境下，走出第三條路，他表明政改表決時不會轉軚，仍會投反對票。 [220]
- 6月9日：
  - 行政會議今日開會通過公務員加薪幅度，高級公務員加3.96%，中級及低級則加4.62%，較薪酬趨勢淨指標高0.5%，是回歸後首次額外調整。[221]
  - 港大民研、中大及理大有關政改的滾動民調最新結果顯示，41.6%受訪者反對政府提出的2017年特首選舉方案，支持政改方案的受訪者仍然稍為佔多，有43.7%人支持，不過較上次調查下跌2.1個百分點。[222]
- 6月10日：
  - 香港立法會議員個人利益監察委員會發表報告，就公民黨毛孟靜、梁家傑及民主黨涂謹申，涉嫌收受壹傳媒集團前主席黎智英捐款，違反《議事規則》登記規定的投訴，全部不成立。[223]
  - 衞生防護中心公佈本港新增11宗疑似中東呼吸系統綜合症個案，其中一名曾經到訪過首爾的女子出現發燒症狀，到青衣站卓健醫療中心求診後隨即送往瑪嘉烈醫院傳染病中心接受隔離治療，港鐵亦安排清潔人員於站內進行徹底消毒。由於有人在社交平台散播青衣有人確診的謠言，令青衣城的人流大減，站內乘客亦紛紛戴上口罩，其後證實全部個案患者對新沙士呈陰性反應。[224]
- 6月11日：
  - 17歲少年南丫島浮屍案。
  - 房委會通過第二輪白居二計劃，推出2,500個名額，今年8月接受合資格白表人士申請。2人或以上家庭入息上限將增至4.8萬元，單身則減半，另會預留一成名額予單身人士申請。[225]
  - 2018年世界盃亞洲區外圍賽首戰在旺角大球場上演，港隊以7比0擊敗不丹。賽前因國足歧視海報風波，促使大批球迷入場支持港隊，旺角場全場爆滿。在奏起中國國歌時，在場大批球迷隔即噓聲四起，以示對國足挑釁的不滿。[226]
- 6月12日：
  - 署名「一群香港公務員」在報章刊登全版公開信，呼籲香港立法會議員在表決政改方案時投反對票。[227]
  - 高等法院受理要求禁播政改廣告的司法覆核申請，但拒絕頒發臨時禁制令。法官指申請人提出的理據亦可供爭辯。鑑於議題複雜，需要更詳細深入討論，而且影響深遠，故批准司法覆核許可，排期聆訊。[228]
- 6月13日，警方中午清走添美道行人路一帶的大型雜物及危險品，包括木板、酒精飲品、部份留守者的菜刀及煮食爐等。警務處處長盧偉聰重申並非清場行動，只為未來大型集會準備。[229]
- 6月14日：
  - 屯門富泰邨的士司機被毆斃案。
  - 領導六七暴動的工聯會前會長楊光舉殯，獲中聯辦主任、特首送別，工聯會讚楊解決水荒。逾100名本土派示威者響應網上號召，攜同標語及貼有「同胞勿近」的新鮮菠蘿到靈堂外示威，諷刺左派當年在街頭隨處放置炸彈，炸死炸傷無辜港人，認為楊光要為當年暴行負責。[230]
  - 社民連立法會議員梁國雄在12日稱有中間人開價1億元，換取他投票支持政改方案。事隔一天，他澄清1億的金額純屬虛構，但情節屬實，指當時對方曾說相關數目「夠我兩世用」。[231]

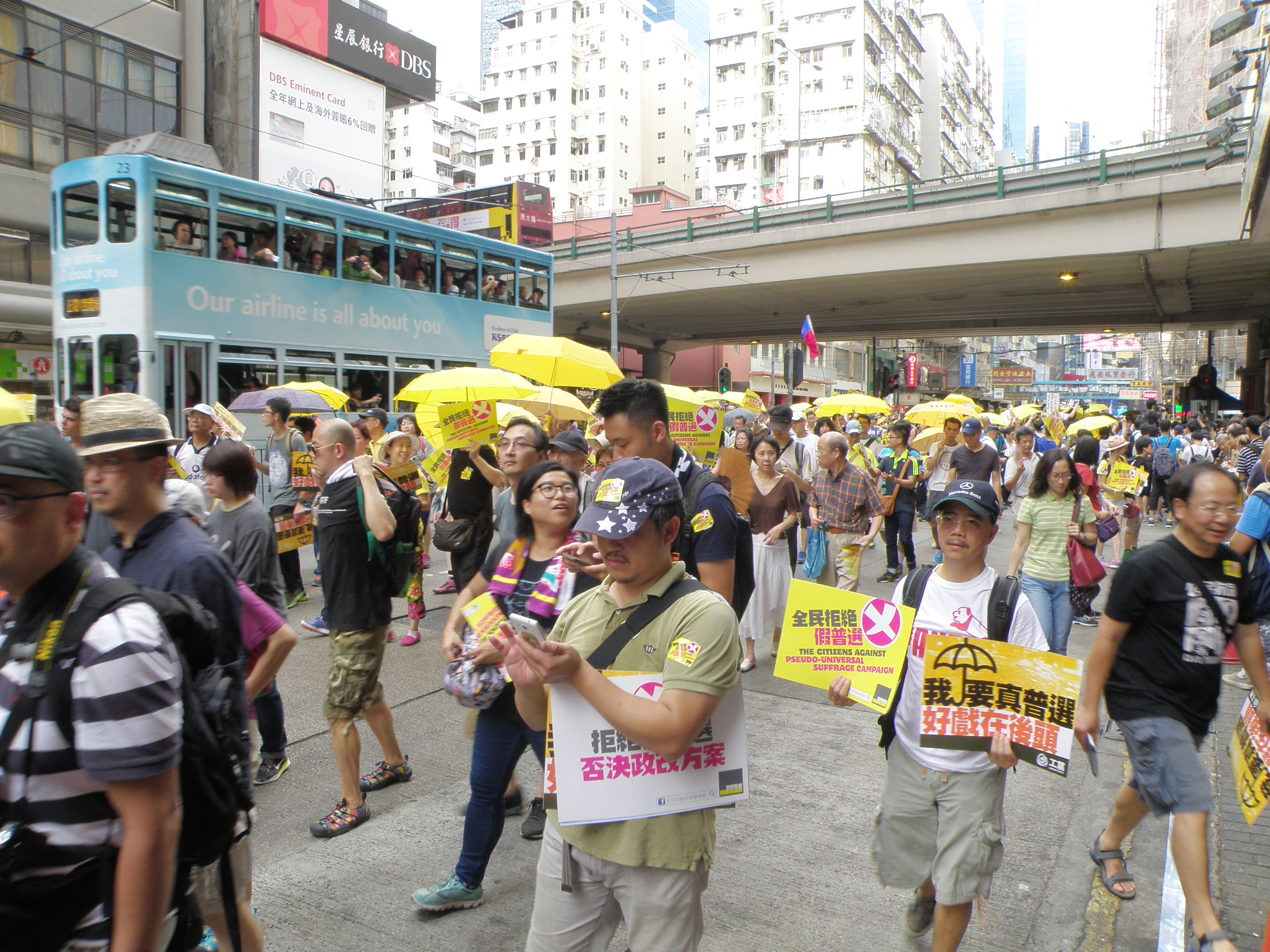
「全民拒絕假普選」遊行

- - 民間人權陣線聯同多個民間團體和泛民政黨舉行「全民拒絕假普選」遊行，但參與人數遠遜早前預算的5萬人。主辦單位指有3500人參加；警方指高峰時有3140人參加。參加遊行的市民當中，未見太多年輕人身影，主辦單位之一「全民拒絕假普選」成員葉錦龍承認人數較預期有落差，反映市民有信心民主派會否決政改。[232]
- 6月15日：
  - 警方O記探員在西貢蠔涌亞視舊片廠破獲一個炸藥庫，拘捕10名男女，年齡介乎21至58歲，他們涉嫌串謀製造炸彈，部份自稱是本地激進組織「全國獨立黨」成員。警方並搜獲可製作高爆炸性物品三過氧化三丙酮（TATP）的原材料、多支氣槍，以及標示金鐘、灣仔及「炸藥庫」的地圖。組織曾在網上聲言，若政改通過，「香港人要有心理準備當天會有傷亡」。多個激進民主派團體均稱不知道「全國獨立黨」來頭，部分表明不贊成在抗爭中使用炸藥。[233]

- 6月16日，傍晚6時45分，香港立法會發出黃色警示，綜合大樓內的公眾服務暫停，讓警方派人進入大樓候勤，協助維持秩序。[234]
- 6月17日：
  - 立法會展開首日政改決議案辯論，支持、反對政改陣營聚集在立會大樓外，撐政改陣營部份人身穿印有數字T恤，雙方人數一度多達數千人。兩大陣營支持者隔住鐵馬對峙，一度爆發衝突。議會內25名議員中，16名泛民立法會議員全部表態反對政改。[235]
  - 上水古洞的何東夫人醫局將活化成為全港第一間「生態研習中心」。[236]
- 6月18日：

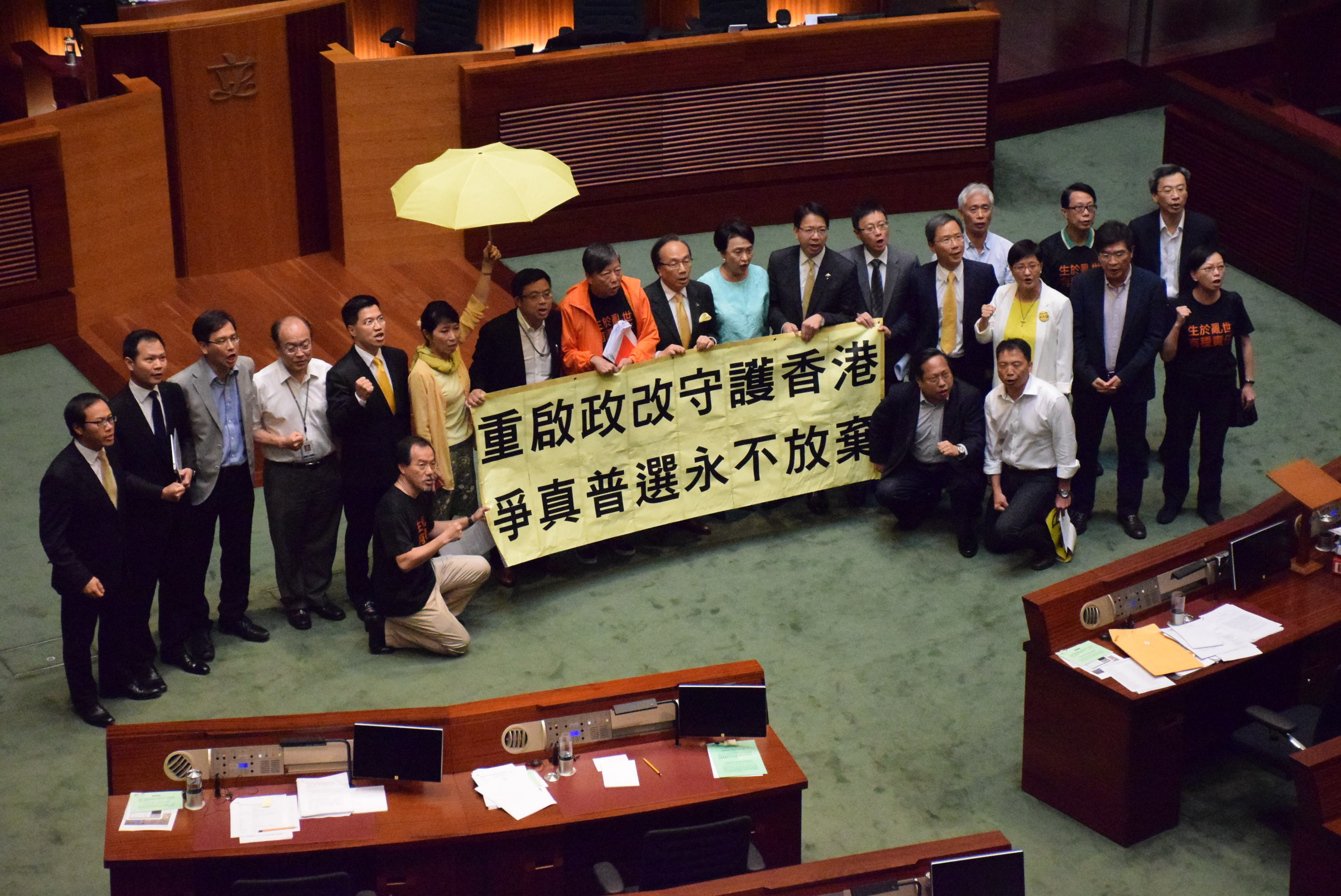
20多位泛民主派議員在政改方案被否決後，到會議廳內主席台前展示標語

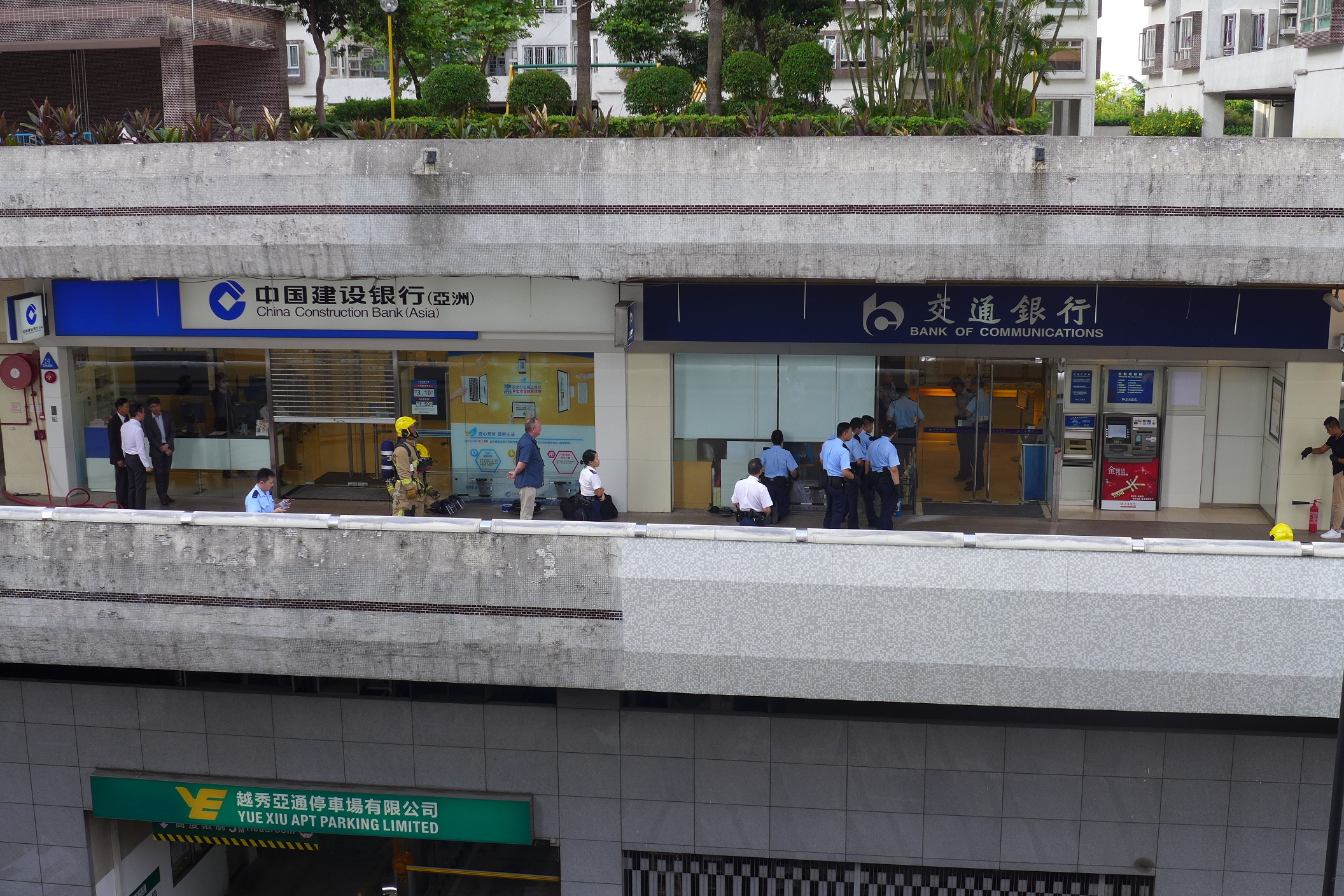
沙田好運中心的交通銀行，被一名獨行賊行劫

- - 立法會經過兩日合共9個多小時的辯論，41名議員先後發言，在5分鐘表決鐘響起期間，經民聯林健鋒一度要求休會押後投票，但遭拒絕。31個建制派議員隨後行出會議廳，最終在席37名議員，8票支持，28票反對，方案被大比數否決。建制派事後解釋指離場是希望以議會法定人數不足以致流會，讓劉皇發可趕到投票，但由於自由黨及其他建制派議員未有跟隨，導致政改僅得8票贊成，成為回歸後3個政改方案中支持票數最低的一份。[237][238]
  - 香港被歐盟列為全球30個「不合作稅務管轄區」（即：避稅天堂黑名單）之一[239]，特區政府對此表示遺憾，稱有關說法是完全欠缺根據。[240]
- 6月19日，特首梁振英以「重建社會和諧，減少爭拗」為由，主動押後創科局撥款，讓財委會先審議11個民生撥款項目，包括綜援出三糧、公屋免租等，總數約200億元。[241]
- 6月20日：
  - 天文台下午錄得最高氣溫34.1度，是有紀錄以來最熱的端午節。[242]
- 6月22日，立法會議員湯家驊宣布，即日起退出公民黨，同時提出辭去立法會議員職位，10月1日起生效。[243]
- 6月24日：
  - 地政總署在食環署協助下，在金鐘添美道一帶清除行人路上的帳篷及物品，共花約3個半小時。[244]
  - 有報道揭發全國政協劉漢銓名下公司將觀塘財利工業大廈全幢大樓改建成近百個劏房，以3,900至4,600元出租。劉漢銓深夜回應查詢時，強調財利工廈與他無關，他聲稱公司只是代表真正的業主持有物業權益，但是他不願披露業主身份。[245]
- 6月25日：
  - 有報章披露政改方案表決當日建制派的WhatsApp群組對話內容，顯示臨表決前建制派內部訊息極度混亂，群組內的訊息不但沒有提及要「等埋發叔」投票，主席曾鈺成更多次加入討論，不時向建制派議員通風報信，透露泛民主派的行動[246]。前立法局主席黃宏發認為，身為立法會主席加入建制派議員群組是不智。[247]
  - 40個建制派立法會議員晚上應邀到中聯辦，與主任張曉明茶敘[248]。中聯辦在晚上約十時，罕有地容許傳媒入內等候採訪。張曉明敘面中表示肯定建制派於政改的工作，形容議員沒有投票是意外，希望他們汲取教訓，又提到洩露建制派群組對話內容的行為要到此為止。 [249]
- 6月26日：
  - 港鐵一日內發生三次故障，早上東鐵綫九龍塘站附近有信號故障，行車時間延誤十至十五分鐘，部分車站一度要封閉入閘機控制人流。中午機場快綫機場站有列車出現機件故障，市區預辦登機服務一度暫停。東涌綫東涌站附近下午近三時亦有信號故障。有乘客不滿港鐵加價後仍然故障頻生。[250]
  - 立法會財委會開會審議11項民生相關撥款。經過近3小時會議，最終以47票贊成及沒有人反對下，通過綜援「出三糧」及公屋免租一個月，逾66億元的撥款申請。政府指最快下月底可以發放額外綜援，8月可代繳公屋租金一個月。[251]
  - 晚上，宜家家居MegaBox店舉行首次3小時「深宵瘋狂購物夜」，九龍灣入夜後群情洶湧，宜家門外以至商場內一早已經排滿了前來掃貨的的市民。不過由於顧客太多，至凌晨約12時許，即開放購物夜約個多小時後，宜家表示MegaBox商場因應人流控制，決定關門拒絕讓市民進入，令商場外大批市民「摸門釘」，有從新界乘的士到場的市民因無法入進一度鼓噪，要警員到場調停。[252]
- 6月28日：
  - 有團體不滿內地人在旺角行人專用區唱普通話歌，認為造成噪音及破壞本地藝術，晚上在西洋菜南街舉行集會，期間生衝突，警方數次施放胡椒噴霧、手持警棍處理衝突，有人被鎖上手扣押上警車，有5人被捕。[253]
  - 學民思潮召集人黃之鋒與女友錢詩文晚上在大角嘴榆樹街遇襲，黃被毆打至眼鏡飛脫，兇徒事後逃去，警員到場調查，兩人事後一併送院治理。[254]
- 6月29日：
  - 有報道指立法會主席曾鈺成2012年表態考慮參選特首後，其立法會主席辦公室懷疑被人暗中裝置竊聽器，其寓所外亦有可疑人士疑似監視。曾鈺成回應查詢時證實確有其事，指其助理在坊間購買的防竊聽裝置檢查到有反應，但他表示不相信今次WhatsApp洩密風波是針對他。[255]
  - 教育局公佈三三四學制中期檢討，建議縮減新高中課時，由現時2,700個小時，縮減至2,200至2,600小時，其他學習經歷總課時亦縮減至10至15％。當局建議通識科卷一必答題保留現有模式，採用更多議題，同時亦鼓勵學生修讀3至4個選修科。[256]
- 6月30日：
  - 港鐵向政府提交廣深港高鐵香港段的最新報告，證實未能在2017年底通車，預計延遲到2018年第三季度，並將預算修訂至853億元，較原先預算超支約200億。[257]
  - 香港大學校務委員會在例會原定審議由法律學院前院長、被指在匿名捐款事件中「不符期望」的陳文敏，出任學術人事及資源副校長，但5名校委提出押後至新首席副校長上任才考慮，校委會最終以壓倒性票數通過押後任命。陳文敏則批評押後討論任命副校長的理由荒唐。[258]

### 7月
- 7月1日：

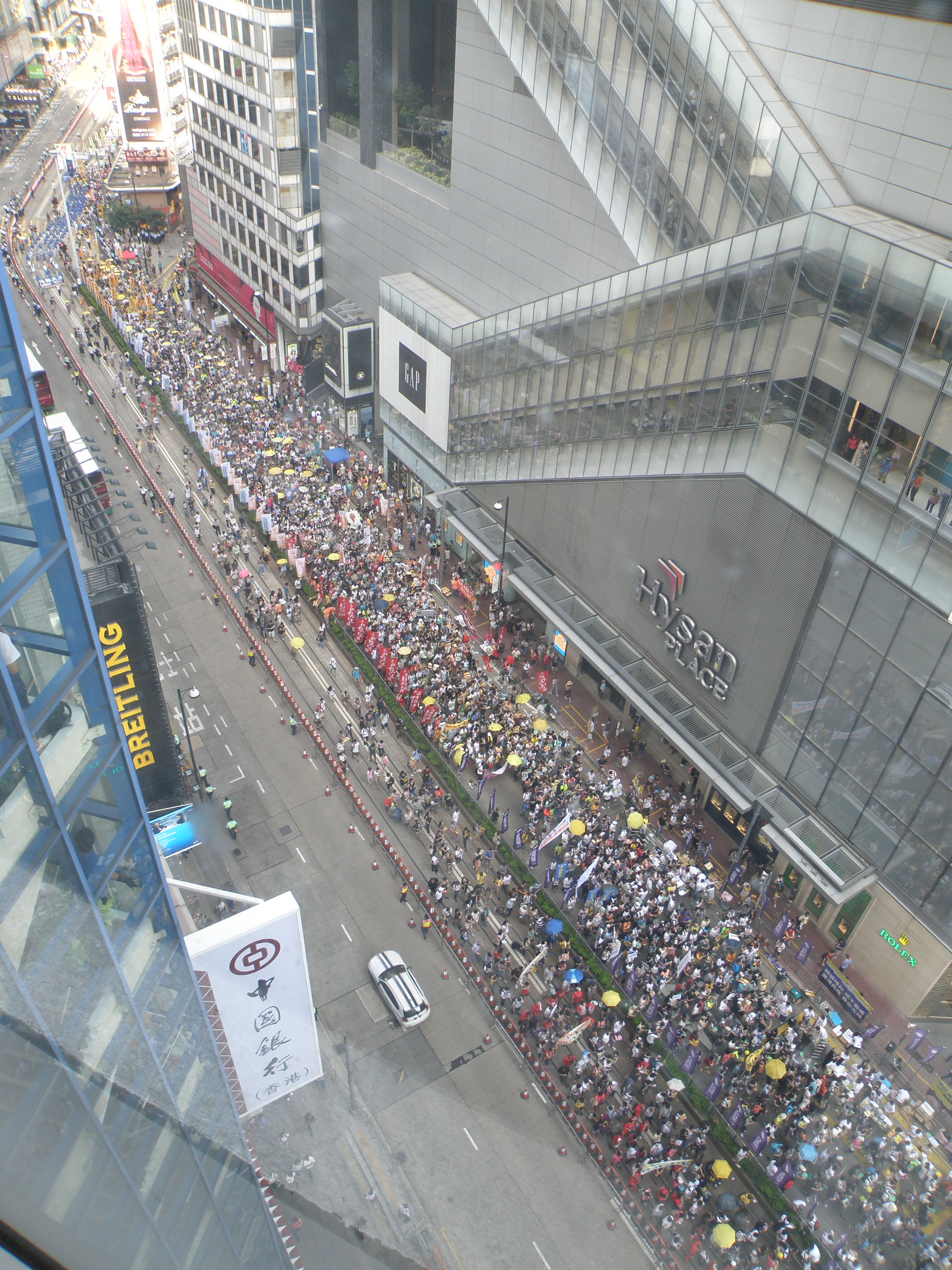
2015年七一大遊行情況

- - 逾48,000人參與七一大遊行，人數為2008年以來最低，有學者估計人數較少是預期之內，除了因為政改被否決後，短期缺乏爭取的目標，亦因為雨傘運動後，社會仍未復元等原因。惟學者亦表示政府不要因遊行人數少而認為社會有轉向，因為遊行亦有很多不同訴求，反映社會普遍對政府有不滿。而未來在機場興建第三跑道及新界東北發展計劃等問題上仍有爭議，相信政府施政仍有困難。[259]
  - 天文台表示，今早出現閏秒，即把時鐘撥慢一秒。今次閏秒的香港時間是七時五十九分五十九秒和八時零分零秒之間。[260]
- 7月2日：
  - 廉政公署正式落實起訴一名維修商涉嫌在沙田翠湖花園圍標貪污案中，串謀多人提供合共4,500萬元賄款，以圍標方式取得沙田翠湖花園、濱景花園及土瓜灣華麗大廈的顧問及翻新工程合約。涉案維修商涉嫌串謀多人向翠湖花園業主立案法團主席及物業管理公司高層，提供4,360萬元賄款。[261]
  - 行政長官會同行政會議批准大老山隧道由明年元旦日起加價，平均加幅為11.9%，其中私家車每程加3元，巴士每程加1元，隧道公司亦承諾今次是2018年7月專營期屆滿前最後一次加價。有議員擔心大老山隧道加價會加劇獅子山隧道擠塞。[262]
- 7月3日：
  - 人民力量議員陳志全在立法會內務委員會提出，在下星期三大會，向曾鈺成提出不信任動議，要求他辭職，但被內委會否決。[263]
  - 有網上媒體發佈一段立法會主席曾鈺成去年11月初出席私人活動時，就佔領事件發出涉嫌種族歧視的錄音。他當時引述朋友的意見，笑稱只要將重慶大廈內非洲黑人帶到佔領區，便可趕走佔領者。曾鈺成回應時強調絕無意思歧視黑人，言論假如引來不安他願意道歉。[264]
- 7月4日：
  - 政府檢討中學教學語言微調政策，教育局局長吳克儉表示，為了維持學校穩定，決定未來六年維持現狀不變。換言之，32間原定要「落車」的英中可以繼續以全英文教學。教育局亦會向學校及教師提供支援，處理學生學習差異。[265]
  - 解放軍駐港部隊在青山訓練場進行陸空聯合實彈軍事演練，首次邀請本港各界代表及傳媒視察，出席者包括多名官員。演習模擬一批武裝分子匿藏在青山，企圖襲擊港九地區，被駐軍陸空部隊圍剿。[266]
  - 1996年八仙嶺山火生還者、香港灼傷互助會副主席張潤衡早前赴台探訪八仙樂園彩色派對火災中6名港人傷者，行為被網民批評為「做騷」，在傷口上灑鹽。張潤衡開記招承認「行得太快」，嚴重損害互助會形象，決定辭去副主席及執委職務。[267]
  - 民主黨立法會議員何俊仁宣佈不會再就政改問題辭職以引發變相公投，他解釋指由於目前社會對公投一事氣氛冷淡，加上未來接連有選舉進行，社會需要時間冷靜，以凝聚力量籌備選舉。[268]
- 7月6日：
  - 全港的士關注非法載客取酬大聯盟發起的士慢駛行動，抗議Uber等手機叫車應用程式令無牌白牌車問題惡化，侵害的士權益。超過100部新界及市區的士分別在西灣河和九龍灣駛往金鐘政府總部，業界要求當局正面回應訴求，否則不排除發動罷駛及堵路。[269]
  - 中一派位放榜，46,659名小六學生有78%獲派第一志願中學，比例是近15來年最高，整體獲派首三志願達91%。因應升中人數減少，教育局局長吳克儉透露示將縮減41班中一。[270]
- 7月8日，中央救市措施未能穩定A股市場，拖累港股一度大跌逾2100點，創歷來最大日內點數跌幅，收市跌幅收窄至1458點，報23516點。[271]
- 7月9日：
  - 熱帶風暴蓮花襲港，天文台在下午4時40分發出今年首個八號烈風或暴風信號，但雨勢未有顯著加強，天文台於晚上10時許改發三號強風信號，八號信號僅懸掛5個半小時，是本港歷來懸掛時間最第七短的8號風球。[272]
  - 特首梁振英出席立法會答問大會時，被問到會否承諾2017年不會競逐連任，梁振英拒絕回答並反指問題前設不符《基本法》及政治現實。其後多名建制派議員提出規程問題，要求曾鈺成將社民連梁國雄逐出議事廳，令曾鈺成罕有地斥責一眾建制派議員。另外在休會期間，民建聯蔣麗芸與陳偉業等人，一度爆發罵戰。[273]
  - 立法會三讀通過將今年9月3日，抗戰勝利紀念70周年訂為特別假期。[274]
- 7月10日：
  - 兩名分別47及37歲男子在粉嶺馬會道粉嶺圍炳記士多與60歲男子發生爭執，60歲男子送北區醫院後延至12日下午不治。
  - 啟晴邨住宅單位的自來水樣本被驗出含鉛量超標，房屋署公佈從啟晴邨79個食水樣本中發現四個水辦含鉛量超出世衞標準，有樣本更超標1.3倍。啟晴邨承建商中國建築工程過去10年承接最少11個公屋及居屋建築工程，消息一出，邨民紛紛搶購樽裝水，批評房署隱瞞，亦擔心長期飲用導致健康受損。[275]
  - 警司朱經緯在去年佔領行動期間，涉嫌用警棍毆打路人。警務處屬下的投訴警察課調查後認為投訴不成立，遭到監警會多數委員反對，投訴警察課修訂調查結果為「濫用職權」證明屬實，但監警會仍不接受有關結果，委員於會上以大比數12:6通過「毆打」投訴證明屬實，把結果發還投訴警察課。[276]
  - 一批旅客原定傍晚由香港坐郵輪「海洋航行者號」，前往日本沖繩及福岡，但受颱風影響，目的地要轉到泰國和越南，一批旅客不滿鼓譟。[277]
- 7月11日：
  - 政府宣佈啟晴邨再多三個食水樣本含鉛量超出世衞標準，水務署首次證實涉事水喉匠林德深負責啟晴邨工程外，亦有承造5個公共屋邨的水管工程，包括水泉澳邨、屯門龍逸邨、長沙灣邨及葵盛圍葵聯邨的水喉工程。即日起當局會加開兩個街喉派水，派人安裝臨時水管到啟晴邨各大廈地下，亦會向居民派發樽裝水，衞生署和醫管局會在聯合醫院安排免費驗血。[278]
  - 多個本土派團體於旺角西洋菜南街發起反大媽及反廿三條行動，狙擊在場支持廿三條立法的親中團體，雙方互相對陣叫罵，晚上警方兩度施放胡椒噴霧，驅散示威者，又帶走本土力量的召集人。[279]
- 7月13日：
  - 香港賽馬會宣布與無綫電視合作，由八月起六合彩攪珠和賽馬將會改在無綫J2台直播。馬會表示與亞視的合作協議在馬季結束亦隨之完結，相信新的播放安排最能符合公眾利益。[280]
  - 公民黨成員曾健超去年10月在金鐘添馬公園懷疑被七名警員濫用私刑毆打，高院正式批出許可，讓曾健超就警務處處長拒絕提供涉事警員名單進行司法覆核。[281]
- 7月15日：
  - 中學文憑試放榜，有11位7科考到5**的狀元，分別來自8間中學。今年有25,000名考生考獲入讀資助大學最低資格，平均每兩人爭奪一個聯招學位，競爭較往年為少。[282]
  - 成報母公司被法庭下令清盤，銀行戶口被凍結，未能向印刷公司支付印刷費用，令成報要暫停出版，但會在網上更新報道內容。臨時清盤人畢馬威會計師事務所人員，跟成報管理層會面，雙方對戶口是否被凍結仍然有分歧。 [283]
- 7月17日：
  - 特首梁振英宣布委任調查委員會調查公屋食水含鉛事件，檢視公、私樓宇食水供應系統設計、維修等事宜，並正物色法官出任主席，表明會跟進有關人士責任問題。[284]
  - 本港法律界發起全球聯署行動，聲援內地被捕維權律師，包括13名前香港大律師公會主席及30名現任法律界選委等。[285]
- 7月18日：
  - 政府公佈首批啟晴邨居民的血液含鉛水平化驗結果，結果顯示全部人正常，但來自啟晴邨的1名成年人及1名兒童的血鉛水平接近超標水平，分別每100毫升血含8.76微克及4.13微克鉛，接近成年人標準10微克及兒童標準5微克的警戒水平。[286]
  - 立法會財委會完成今屆立法會會期最後四小時的會議，但未能表決創新及科技局的撥款申請，要留待十月立法會復會後再審議。財委會經過一連加開的28小時會議，最後四小時終於輪到討論成立創新及科技局的撥款申請。建制派批評泛民拉布，拖延成立新局，矛頭更指向代表資訊科技界的議員莫乃光。[287]
- 7月19日，大埔區議會新富選區舉行補選，接替早前因欺詐津貼罪成而被判監的經民聯區議員羅舜泉。工黨秘書長郭永健得到1,392票，以約200票之差擊敗兩個建制派候選人。[288]
- 7月20日：
  - 瑪麗醫院爆發毛黴菌，五人受感染，其中兩人死亡，暫時未知死因與毛黴菌有無關。醫院初步相信，問題出在負責洗衣的深灣洗衣房，醫管局即時停用該洗衣房服務，又會調查洗衣工序，預計兩星期後有結果。[289]
  - 無綫新聞委託私家診所為兩個葵聯邨住戶進行驗血，結果其中一個家庭兩母子血液含鉛量超標。母親的樣本每百毫升血有6.5微克鉛，兒子更有7.2微克，按衛生署的標準，屬於「略高至偏高」。[290]
  - 壹傳媒旗下的《忽然1周》宣佈結束印刷及網上業務，全體編採部70人遣散，8月7日出版最後一期，即踏入創刊20周年之時。8月16日起原夾附在該刊的《飲食男女》及《Me》與《壹週刊》合併出版。 [291]
- 7月21日：
  - 特首梁振英召開記者會，宣布民政事務局局長曾德成及公務員事務局局長鄧國威請辭，國務院已根據行政長官的提名和建議，免去兩人的職務，職位將會分別由政制及內地事務局副局長劉江華和海關關長張雲正接任。[292]
  - 政府公布啟晴邨及葵聯邨居民驗血結果，302人中有39人血液含鉛量超標，每100毫升驗出5至15微克鉛，27人是六歲以下小朋友，12人是餵母乳媽媽。衞生署和醫管局會對超標的哺乳婦女及兒童作跟進，衞生署會安排該批兒童到兒童體能智力測檢中心進行發展評估。政府又決定擴大驗血範圍，不排除為食水含鉛量超標的屋邨全面換喉。[293]
  - 西九文化區管理局董事局委任現任西九營運總裁柏志高，出任行政總裁，為期三年，接替下月提早離任的連納智。柏志高表示有信心做足三年任期。[294]
- 7月22日：
  - 監警會再開會討論涉及警司朱經緯毆打市民的投訴，委員大比數覺得毋須重新審視早前的投票決定。[295]
  - 港島西半山般咸道在黃雨警告下發生塌樹，一棵納入《古樹名木冊》的細葉榕連根拔起扯塌護土牆倒下，擊中一名男報販及一名女途人。[296]
  - 港鐵斥資60億元購買內地製造的列車，將陸續取代觀塘綫、荃灣綫、港島綫及將軍澳綫的第一代列車。[297]
  - 民主黨在13個屋邨抽查了74個水辦化驗，發現當中有4個樣本重金屬含量超標，分別來自南區、大埔及屯門的屋邨。[298]
- 7月23日，中華基督教會基真小學前年的女童墮樓案，死因庭裁定死者羅芍淇死因存疑。[299]
- 7月25日，當局安排早前被驗出血鉛水平超標的23名6歲以下兒童進行體能智力評估，當中有3名兒童發展較慢。[300]
- 7月27日：傢俬連鎖店DSC德爾斯面臨欠租，執達主任到過香港仔分店後，引發DSC全線分店下午出現「搶貨潮」。屯門、北角、沙田、旺角及九龍灣的DSC分店均人頭湧湧，大批顧客在店內掃貨，不少陳列架空空如也。[301]
- 7月28日：

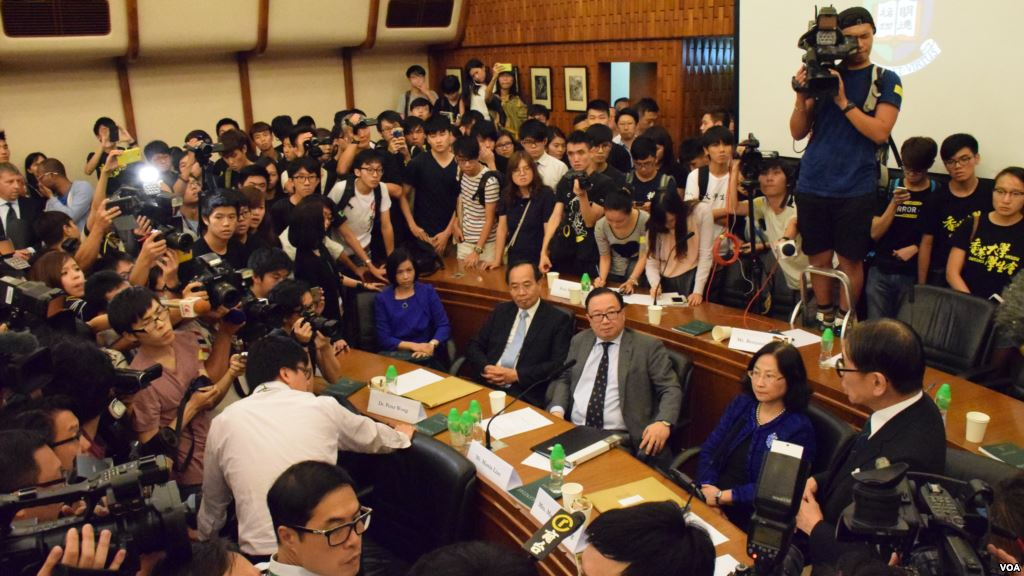
2015年7月28日，港大校委會進行會議，討論副校長任命等議題，其後示威者衝入會議場地

- - 市建局董事會通過推出首個資助房屋項目啟德煥然壹居，三百多個單位以市價八折發售，估計呎價超過一萬元，家庭月入上限是六萬元，但不接受單身人士申請。有市民批評房屋政策完全沒有理會單身人士的感受。[302]
  - 香港大學晚上開會討論副校長任命安排，決定維持「等埋首席副校」的決定。場外約100名學生衝進會議廳抗議，包圍李國章等校委要求交代，其間校務委員盧寵茂突然倒地，需送院檢查。[303]
- 7月30日，一名女文員於今年三月參與「光復元朗」反水貨客示威時遭警員推倒在地，致口鼻流血，鼻骨骨折，但被警方指以胸口撞向總督察，被裁定襲警罪成，判囚3個月15天。同案另一14歲少年，昨分別被判入獄3.5個月及入更生中心。暫委裁判官陳碧橋稱作出裁決及判刑後受到威嚇，擔心，重申沒有因此而害怕。律政司發言人則表示不排除就此展開司法行動。判刑前，逾70名市民於早上9時便到達庭外，等候旁聽，有行動不便者亦前來聲援。[304]
- 7月31日：
- 港大微生物學系主任袁國勇宣佈辭任校務委員會委員。他指過去百年社會有矛盾都可解決，但近三年的政治事件令港大每況愈下，無力帶領港大走出困局，決定辭任。[305]

### 8月
- 8月1日：
  - 全國政協委員黃英豪、名媛徐子淇父親徐傳順和尹應能被廉政公署正式落案起訴，控告們在2007年涉就上市公司海域化工的重組，向該公司前執行董事提供一份出任顧問的服務合約，作為該執董協助順利收購的報酬。三人同被控一項向代理人提供利益罪名，涉嫌違反防止賄賂條例。[306]
  - 退休警司朱經緯去年佔領行動期間在旺角揮舞警棍擊中途人一事，警務處行動處長劉業成表示，警方正慎重考慮監警會的意見，並決定向律政司索取意見。[307]
- 8月2日，瑪麗醫院完成全球首宗雙肝移植手術，一名急性肝衰竭病人接受兩名女兒各捐出一半肝臟，醫生團隊將兩邊肝合併後再移植，提高存活率。[308]
- 8月3日：

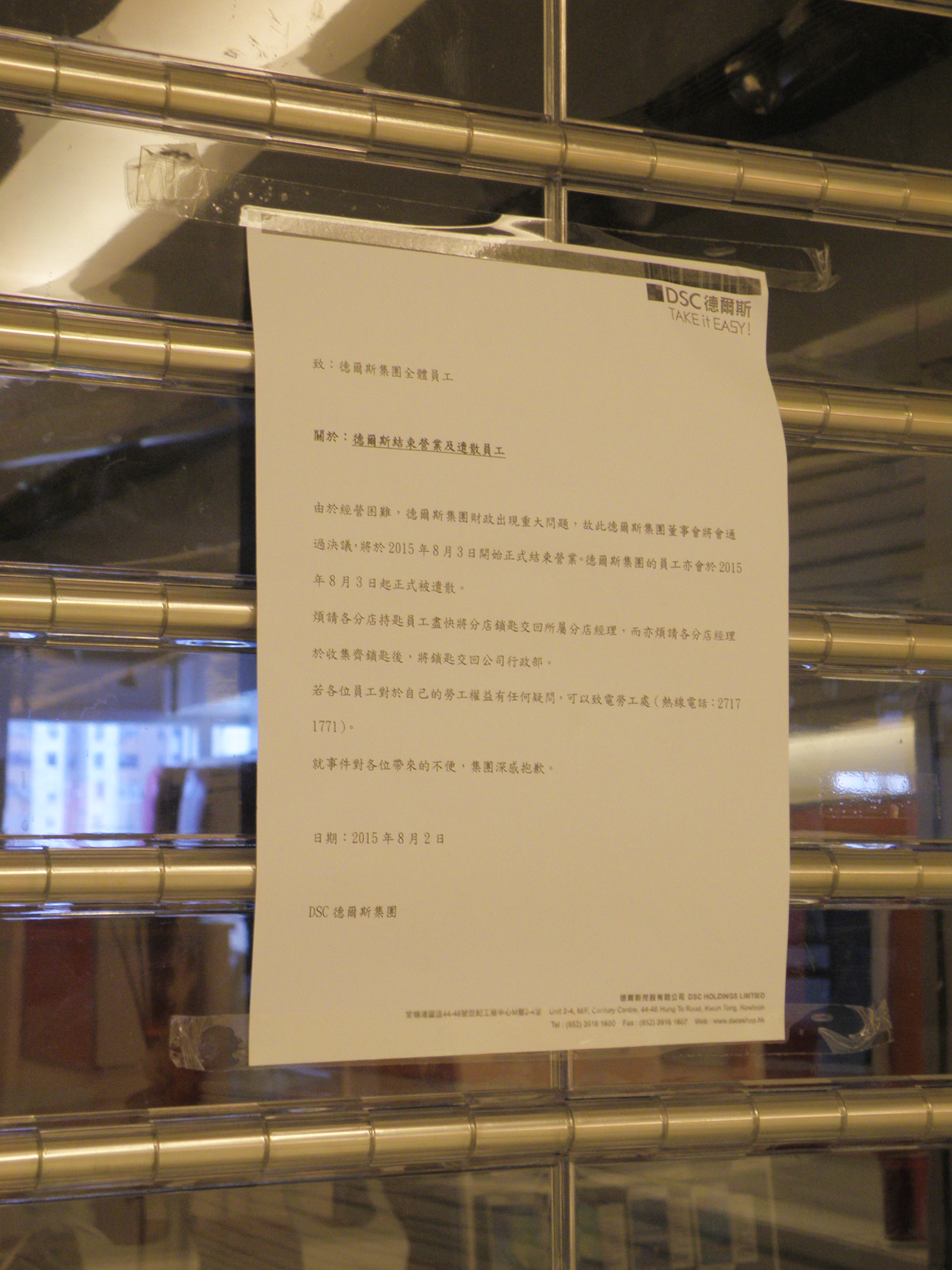
德爾斯結業通告

- - 本港先後發生多宗進食洪瑞珍三文治後食物中毒的個案，衞生防護中心化驗顯示其中6名受影響人士的糞便樣本對沙門氏菌呈陽性反應，食物安全中心宣佈即日起禁止三文治從台灣入口。[309]
  - 新城市廣場的《迷你兵團》展覽結束後，多個公仔都遭噴漆噴黑，引來大量網民關注，有人相信商場因為擔心公仔被偷，寧願自行毀壞它們，就像麵包店關門時將賣剩麵包弄爛一樣。有網民批評廣場浪費資源，認為大可捐給孤兒院或其他慈善機構，甚至作商業拍賣亦可，但不應就此送去堆填區。新城市廣場回覆傳媒查詢，解釋此舉與版權問題有關，為協議的既定程序。[310]
- 8月5日，八達通公司宣佈近二百萬個持有第一代八達通的用戶，可以免費更換新卡，新卡可以用手機查閱交易紀錄及網上付款。市民可以到指定十個港鐵站、八達通服務站換卡。舊卡原有的餘額及大部分服務及優惠，例如自動增值服務、出入屋苑或學校系統等可以轉移至新卡。[311]
- 8月6日：
  - 政府宣布委任資深傳媒人梁家榮接替鄧忍光擔任廣播處長，月薪19萬，翌日履新。[312]
  - 《成報》停刊20天後復刊。[313]
- 8月8日，受超強颱風蘇迪羅外圍下沉氣流的嚴重影響，本港今日大致天晴酷熱並有煙霞，臭氧在區內迅速形成，微風亦不利污染物散去，香港天文台於香港天文台總部錄得攝氏36.3度，成為香港市區（尖沙咀一帶）自1885年有紀錄至今的最高氣溫，打破1900年8月19日及1990年8月18日所創下的36.1度[314][315]。多區包括黃大仙、九龍城、深水埗、跑馬地、將軍澳、上水、元朗、石崗及北潭涌等更衝破37度，其中跑馬地錄得37.9度，為全港最熱地區，而將軍澳、上水、深水埗、黃大仙及跑馬地氣象站則破了各自的最高溫紀錄。[316][317][318]
- 8月9日：

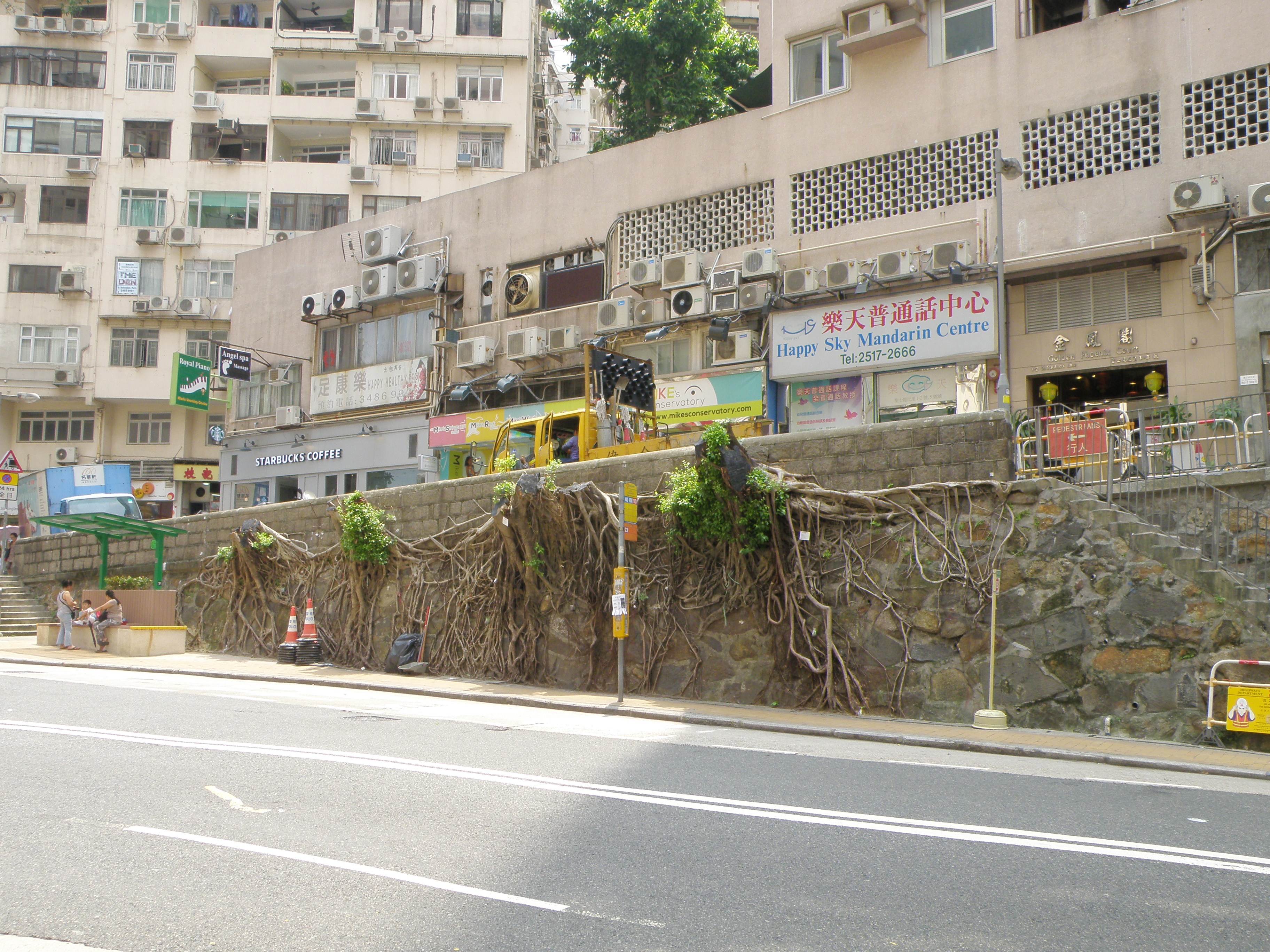
突遭砍掉的4棵老樹

- - 路政署以石牆裂縫增加有即時危險為由，在沒有諮詢公眾的情況下，突然斬去西區般咸道4棵石牆細葉榕，引起部分市民不滿，有團體於擋土牆旁集會，並在古樹「遺骸」掛上氣球及心意卡，表達對古樹的懷念。[319]
  - 特首梁振英接受新華社專訪，表示本港發展經濟必須放棄積極不干預的想法，適度有為引導和配合企業，又會研究成立專門機構，協助國家推動一帶一路戰略。[320]
- 8月10日：
  - 內地著名歌唱家李遠榕被騙去2,000萬元，騙徒冒充香港郵政職員，指事主涉及內地一宗詐騙案，然後電話被轉駁到另一個自稱是人民檢察院檢察官及深圳公安局人員，對方要求事主分多次把逾二千萬元港幣，存到內地銀行的戶口。事主之後與家人商量後懷疑受騙，於是報警，案件暫時列作欺騙手段取得財產。但李遠榕兒子王憓則表示被騙的金額沒有報道那麼多。[321]
  - 早前結業傢俬電器連鎖店德爾斯，創辦人許明順和他妻子中午由上環港澳碼頭抵港時被警方拘捕，他們涉嫌與一宗串謀訛騙案有關。兩人晚上被押到警察總部協助調查。[322]
- 8月11日：
  - 規劃署公佈全港工業用地檢討，報告指工業和商貿用地工廈空置率跌至3.5%及6%，加上物流業對存倉需求增加，故建議保留大部份工業用地，並將一幅原擬改作住宅的7.5公頃小瀝源用地保留作工業用途，亦建議改劃荃灣柴灣角及鴨脷洲西兩幅工業地作商貿用途，涉及46公頃土地。[323]
- 8月12日，舒適堡董事老闆陸毅強及妻子何玉華、2名管理人員及1名銷售人員被香港海關拘捕，涉嫌違反《商品說明條例》的威嚇性的營業行為條文，以威逼及誘騙的方式致使客人購買價值3.8萬港元的10年健身會籍。四人目前已獲准保釋候查。[324]
- 8月14日：
  - 《明報》前總編輯劉進圖遇襲案，高等法院陪審團一致裁定兩被告有意圖傷人及兩項盜竊罪成立。劉進圖強調案件打擊新聞自由，他相信裁決公正，又促請警方繼續追查主腦[325]。8月21日，兩名被告各被判入獄19年，法官判刑時斥責有關行為挑戰法治，強調香港幸好有新聞自由，記者為低下階層發聲應受到法律保護，而且採訪時應免於恐懼。[326]
  - 特首梁振英宣佈委任高院原訟庭法官陳慶偉以及前申訴專員黎年出任獨立調查委員會主席及成員，委員會的職權範圍包括調查公屋食水含鉛成因，檢討食水安全規管及監察制度，就食水安全向政府提建議。委員會有法定權力取證，可傳召證人，預計9個月完成報告。[327]
- 8月15日，在日本投降70週年之際，包括香港索償協會在內的多個團體到日本駐港總領事館請願，提出包括兌回日本軍用手票等多項訴求，並要求總領事館接收請願信，但總領事館只收下了索償協會的信件[328]。
- 8月18日：
  - 何文田窩打老道天幕酒吧命案。
  - 泰國曼谷四面佛對開發生炸彈爆炸，兩個香港人死亡。保安局向曼谷發出紅色旅遊警示，呼籲旅客如非必要避免前往；泰國其他地方則維持黃色警示。旅遊業議會召開緊急會議後，決定即時取消八月底前出發的曼谷團。[329]
- 8月19日：

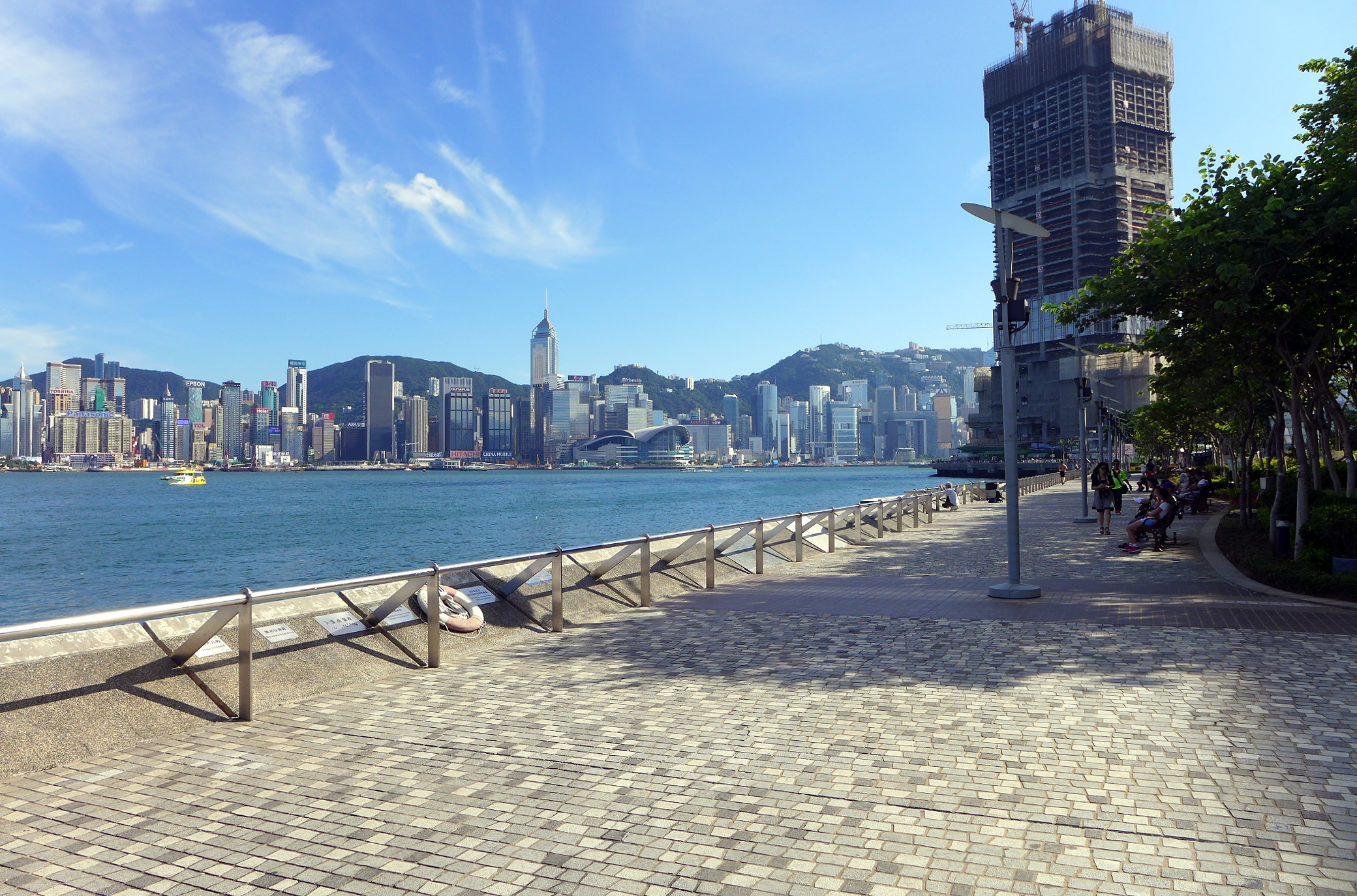
尖沙咀海濱花園將由新世界發展管理

- - 曾任職國泰君安董事的陳文深涉嫌謀殺情婦案，經大半個月審訊，陪審團退庭商議僅兩小時則一致裁定他謀殺罪成，依例判終身監禁，成為開埠以來首宗「無屍體、無法證、無招認」入罪的謀殺案。法官指若非得淘大花園完善閉路電視系統及警方調查，被告或逍遙法外。據悉被告將提出上訴。[330]
  - 退休政府規劃師薛國強早前向城規會申請取消中環至金鐘電車路軌，聲稱可紓緩中環交通擠塞問題。薛國強認為港鐵港島綫西延通車已取代電車，電車應結束歷史任務，不應「抱殘守缺」。民間團體成立一人一信捍衞電車大聯盟反擊，號召市民聯署反對規劃申請。政府發言人澄清，當局未有提出，也未有委託顧問提出取消電車，強調港府的電車政策無改變。[331]
  - 康文署與新世界發展共同向城規會申請，活化及擴建尖沙咀海濱花園及星光大道，擴建後會由給新世界發展管理至2035年，康文署解釋指由於新世界有營運星光大道的經驗，亦可以減少政府財政支出。有團體不滿過程無公開招標，質疑有利益輸送之嫌，不排除提出司法覆核[332]。8月21日，城規會通過有關申請，但加入十項附加條款，包括其中一段行人通道要維持原有闊度，又建議縮短工程所需三年關閉期的時間。計劃獲批後，新世界會得到20年管理合約，並成立一個非牟利機構統一管理，項目如有盈餘會全數撥歸政府。[333]
- 8月20日：

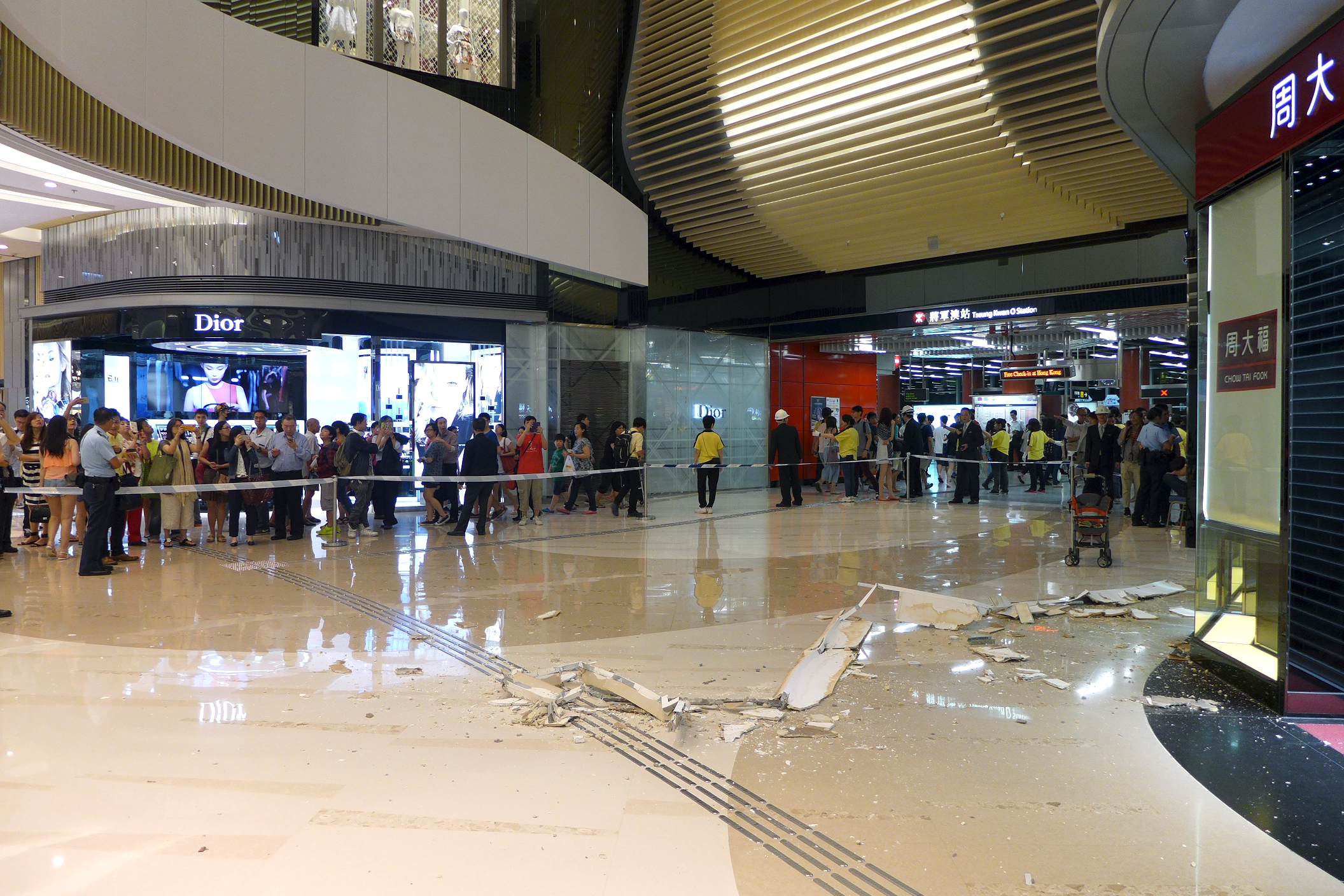
將軍澳PopCorn商場近將軍澳站C出口，有假天花塌下，商場保安及警察為防再有假天花塌下，封鎖現場調查

- - 已故亞洲電視前主席邱德根之子邱達昌牽頭成立的永升（亞洲）宣佈，將投資逾41億元開台，會透過亞視的數碼頻譜提供粵語、英語及體育3條頻道。主席邱達昌表示，新聞部會保持獨立自主，但強調不會對抗中國，又邀請王維基合作製作節目。[334]
  - 將軍澳PopCorn商場近將軍澳站C出口，傍晚6時許有假天花塌下，一名年約2歲的小童，前額被碎片擊中受傷送院。港鐵發言人表示職員已到醫院探望傷者，對今次事件表示歉意，商場職員已圍封事故範圍，並檢查商場所有假天花。 [335]
- 8月23日：
  - 清晨近6時，黃大仙天馬苑駿昇閣15樓發生火警，單位起火後火勢非常猛烈，全屋陷入一片火海，窗花也燒爛，5名居民及1名消防員不適送院，300多名居民要疏散，消防初步指火警沒可疑。但警方下午發現1名男子倒斃38樓通往天台的梯間，其身上有疑似刀傷，身邊放有鎅刀及利刀，同時發現火勢不尋常地擴散，認為起火原因有可疑，不排除有人縱火，探員正在現場調查。[336]
  - Slide The City在啟德郵輪碼頭一連三日正式開放，主辦單位共賣出1.4萬張門票。不過活動卻劣評如潮，更有參加者於facebook發起活動要求主辦單位回水，又發起一人一信向海關投訴。[337]
  - 網媒端傳媒一名曼谷的攝影記者，在機場安檢時搜出行李有一件避彈衣，被視作武器，因此被扣查。端傳媒已派出攝影主任到曼谷跟進，協助該名攝影同事，並已聘請了律師。[338]
- 8月24日：

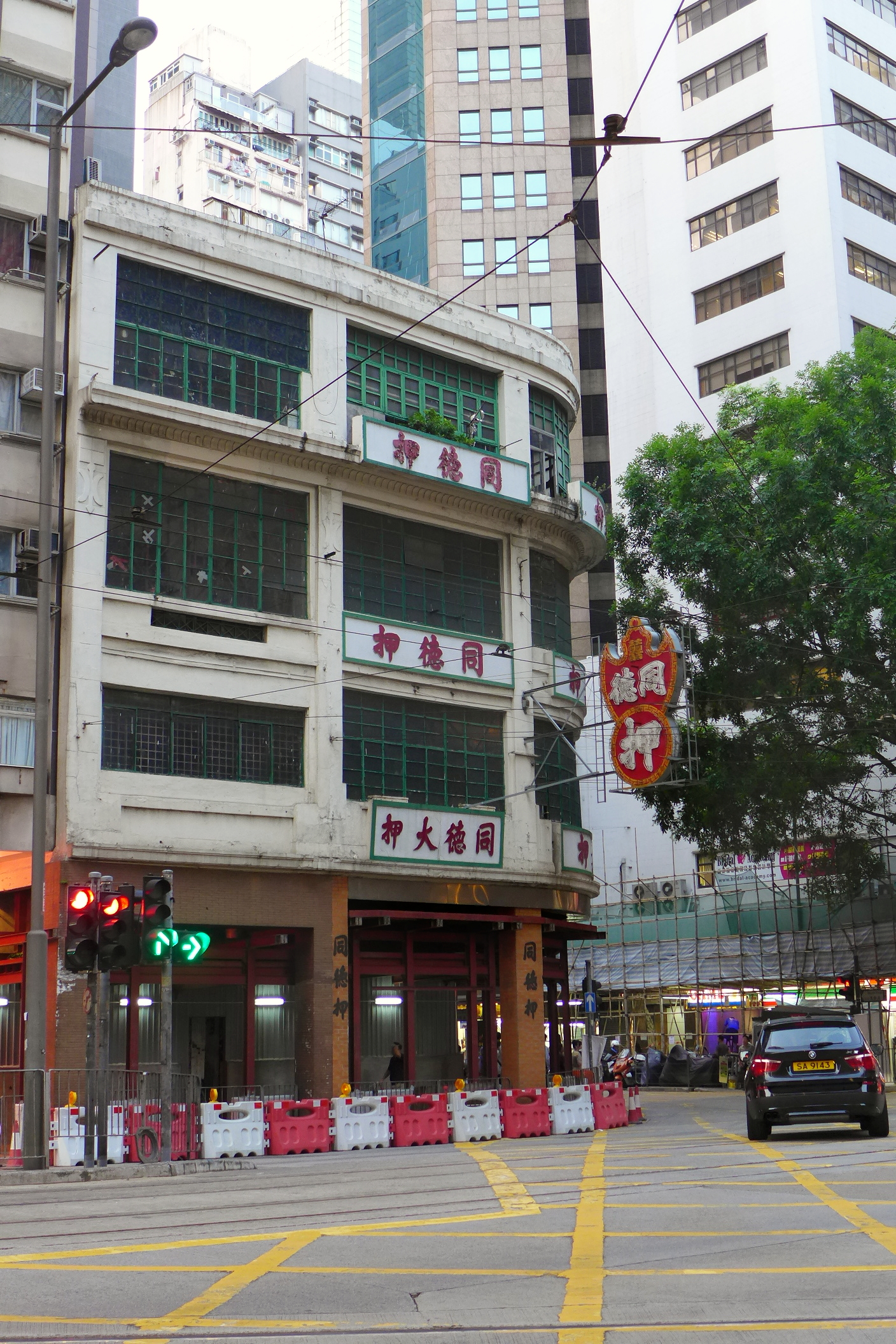
2015年8月，同德押突然開始展開拆卸工程，引起不少市民關注

- - 獲評三級歷史建築的灣仔同德押難逃清拆命運。古諮會屬下的評審小組覆核評級後，維持「原判」，指本港類似建築尚有10餘間，同德押並非如外間所稱般罕有，建築設計亦無新意。[339]
- 8月25日：
  - 長洲大新後街186號殺嬰案。
  - 2014年佔領運動期間，網上傳聞立法會即將審議「網絡23條」，大批示威者深夜衝擊立法會大樓，損毁大樓玻璃門等。4名示威者早前認罪，被判150小時社會服務令。律政司不滿刑罰過輕要求裁判官覆核判刑，改判即時監禁。裁判官昨接納律政司申請，改判其中3人入獄3.5個月，3人獲准保釋等候上訴。裁判官另為19歲被告索取教導所、更生中心及勞教中心報告，將其判刑押後至9月。[340]
- 8月26日：
  - 油麻地一名持雙程證的性工作者，凌晨懷疑被嫖客用刀刺死，20歲疑兇其後在觀塘企圖跳海自殺，被警方拘捕。警方初步調查相信，案件並非涉及金錢，犯案動機仍要調查。[341]
  - 東區醫院發生嚴重醫療事故，一名64歲男病人被誤診為肺癌，切除了肺部四分之一肺葉，事後院方始發現，病人其實患上肺結核，並就事件致歉，院方解釋指病人檢測樣本受到另一肺癌病人細胞污染所致，強調事件屬個別個案，又會成立調查委員會徹查，又承諾跟進病人情況及賠償，病人現已出院並接受肺癆治療。[342]
  - 恒地旗下位於北角的香港麗東酒店，下午3時正式停止營運，受影響員工70人，當中50人獲調至另外兩間麗東酒店工作，餘下20人需遣散。事實上，恒地早已計劃把酒店改建成寫字樓，早前已向城規會入則申請，並已獲批。[343]
- 8月27日：
  - 民主黨主席劉慧卿承認曾經與國務院港澳辦副主任馮巍會面，反映社會撕裂問題以及對特首梁振英施政不滿。是次會談由基本法委員會副主任梁愛詩鋪路，同行包括有副主席尹兆堅、羅健熙、總幹事林卓廷。有民主黨中常委不滿黨高層「先斬後奏」，未有事先討論。[344]
  - 威爾斯親王醫院發生嚴重醫療事故，院方幫一名死亡病人，移植器官至其他兩名病人後，發現死亡病人的腎有癌細胞，手術即時叫停，院方已經向醫管局呈報，專家評估今次死者的腎癌細胞轉移至身體其他部位的機會率極低，兩名受贈病人受影響的風險亦非常輕微。[345]

### 9月
- 9月1日：

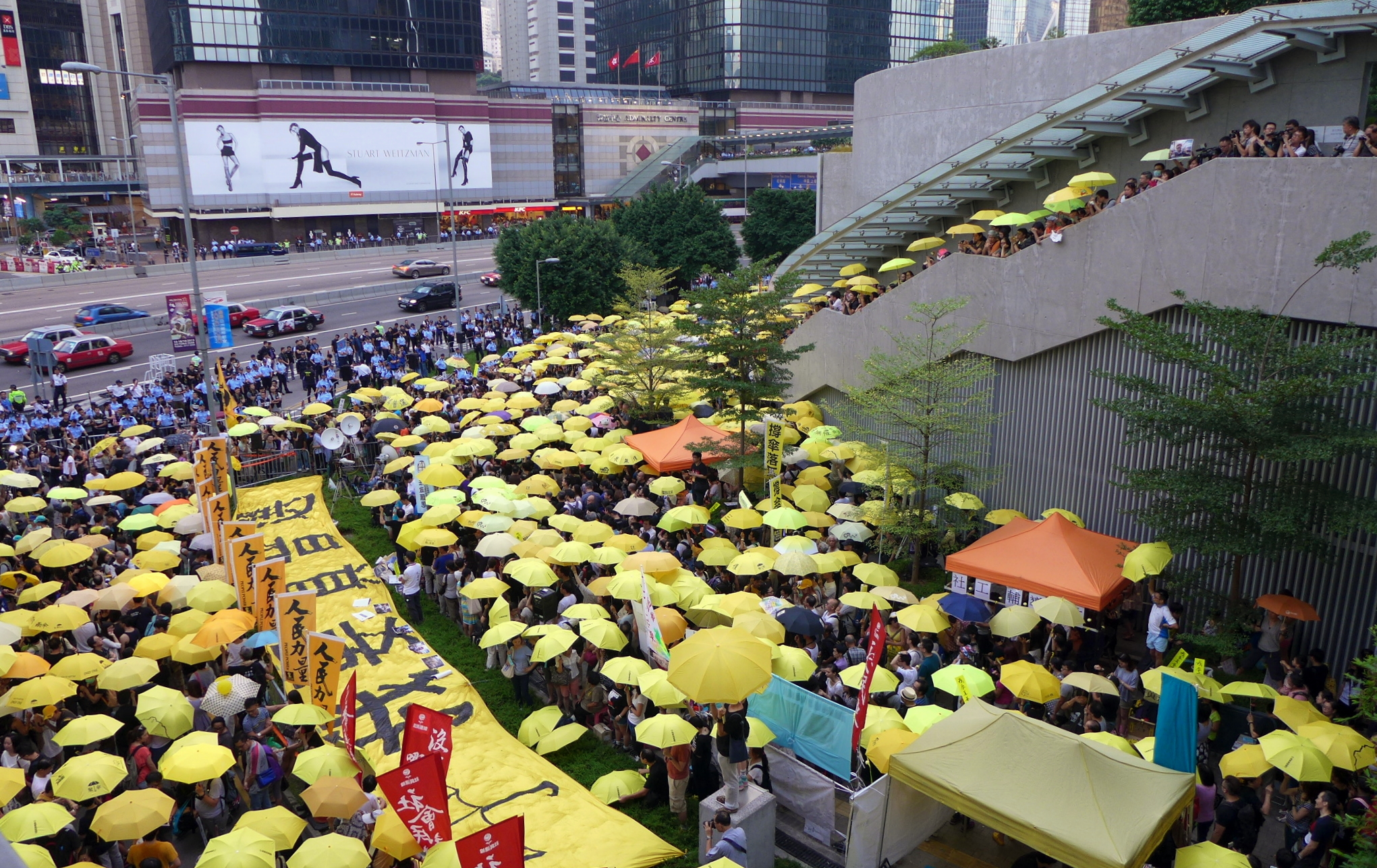
9月28日，民陣在金鐘添美道舉行雨傘運動一周年紀念活動，有約1,000人參與，並於傍晚5時58分、即警方施放第一枚催淚彈的時間撐起黃傘，默站15分鐘

  - 匡智會被指有智障女子被導師粗暴對待，一名男職員揪着一名智障女學員的衣領推撞。事件曝光後，立法會議員張超雄隨即報警，指同一中心還有一名女學員曾被職員強行張口灌湯，致女事主臉頰瘀傷。消息指兩案均涉及同一名導師，匡智會表示已向該名導師發警告信並調職。[346]
  - 警方去年11月在旺角佔領區清場，先後拘捕逾百人。律政司今年3月獲高等法院批准就首批17名被捕者，控告刑事藐視法庭，但律政司卻沒按規定在14日內發出通知各被告上庭的「預約時間通知書」。律政司要求法庭容許延期發文件，但法官指無權批准，駁回申請，各被告獲撤銷控罪。[347]
- 9月3日，備受注目的世界盃亞洲區外圍賽，香港作客中國逼和對手0-0，取得寶貴的一分，暫時處於榜首。賽事在深圳寶安體育場舉行，有約2.6萬名中港球迷入場。賽後港隊門將葉鴻輝表示中國隊隊長鄭智辱罵他是狗，但鄭否認。[348]
- 9月5日，馬鞍山錦英苑發生3屍命案，死者為父子，男事主52歲，兩名男童分別8歲及10歲。警方發現相信男戶主寫的遺書，透露因為家庭和感情問題，想與兒子尋死，房間有燒炭灰燼，案件列作兇殺和自殺案。[349]
- 9月6日，過百名本土派人士再發起「光復上水」反水貨客示威，示威者在上水水貨集散地高叫「打擊水貨走私，還我平靜家園」等口號，多間藥房及水貨店一度落閘。遊行尾聲本土民主前線黃台仰要求警方拘捕向其義工叉頸的忠義民團成員，黃反遭警推撞及拘捕。[350]
- 9月8日：
  - 港隊在世界盃外圍賽迎戰卡塔爾，以3：2落敗。完場前一度於大比數落後下的情況追回兩球，掀起高潮。不少入場球迷說滿意港隊的表現，認為港隊雖敗猶榮。財政司司長曾俊華亦有到旺角大球場欣賞賽事，他在社交網站上載了相片及影片，為香港隊打氣。[351]
  - 第二輪「白居二」計劃截止申請，房委會共接獲約3.02萬份申請表，暫超額11倍。今期白居二僅得2,500個名額，只及上次一半，加上推出以來一直反應平平。[352]
- 9月9日：
  - 香港寬頻打電話給客戶提醒合約快完結並提供續約優惠，被法庭裁定是使用客戶個人資料作直接促銷，違反私隱條例，罰款三萬，是針對規管直接促銷條例生效後首宗罪成案件。[353]
  - 旺角朗豪坊晚上有小巴司機被警員抄牌，引發大約二十輛小巴到場聲援堵塞路面，附近交通擠塞。事件擾攘約三小時，午夜前獲得解決。一名警員及一名小巴司機受傷，警方拘捕該名小巴司機。[354]
- 9月10日：
  - 亞洲電視宣佈股權易手，中國文化傳媒國際控股決定收購亞視52.41%控股股權及全部亞視債務，並去信通訊局申請股權變動，新財團未來會投放100億元發展全方位的電視服務，包括衛星電視及OTT，目前正積極重新申請免費電視牌照。亞視將會更改各台的名稱，並會新增兩條頻道。通訊局表示，已收到亞視提出股權變動的申請，並會按既定程序處理。[355]
  - 無證男童肖友懷的外婆早前因涉嫌協助及教唆他人違反逗留條件被捕，獲准自簽擔保保釋。據了解，法庭將會排期安排審訊日期，而肖友懷暫有內地家人照顧。[356]
- 9月11日，大學教育資助委員會通過香港教育學院正名為大學，稍後會將批准結果交予教育局，再由教育局建議給行政長官會同行政會議審批。[357]
- 9月12日，中聯辦主任張曉明出席《基本法》頒佈25周年研討會時，發表特首具凌駕行政、立法、司法權之上的特殊法律地位、香港從來沒有三權分立等言論，引起強烈反彈。泛民主派批評張曉明等同將特首梁振英奉為「封建皇帝」，凌駕法律之上。[358]
- 9月14日，屯門龍逸邨健龍樓墮樓案。
- 9月15日，一名女學生攜帶體積大的古箏進入港鐵大圍站，被數名港鐵職員包圍查問，最終被勸喻離開轉乘其他交通工具。事件引起網民熱論，有人批評港鐵「欺善怕惡」，對水貨客及其他攜帶大型行李的乘客卻視若無睹。[359]
- 9月17日：
  - 國際足協向香港足總發信，表示會就本月8日香港主場對卡塔爾賽事發生的兩宗事件展開紀律調查，包括有香港球迷於國歌奏起時發出噓聲和有球迷故意向比賽場區投擲紙包檸檬茶的紙盒，目標是卡塔爾的10號球員。足總副主席貝鈞奇則估計只會被判罰款。[360]
  - 首度有幼稚園水鉛超標，觀塘基督教服務處觀塘幼兒學校廚房經熱水罉流出的食水樣本，鉛含量超標10倍。[361]
- 9月18日：
  - 政府公布，政制及內地事務局政治助理陳岳鵬升任該局副局長，填補前副局長劉江華升任民政局長後的空缺，是歷來最年輕副局長，亦是首名由政助升職副局長的問責官員。[362]
  - 由新地、恒地提供元朗新田地皮興建的臨時邊境購物城，獲城規會有條件通過。購物城料2016年第三季開幕，為期3年。約50名新田村村民昨在城規會開會前到場抗議，反對在欠缺地區諮詢下興建臨時邊境購物城，擔心會造成嚴重交通擠塞。[363]
  - 鳳凰衛視旗下的鳳凰優悅向政府申請要求退還數碼聲音廣播牌照，並由9月28日起停止播放新節目，開台至今只得三年。[364]
- 9月21日：
  - 港鐵佐敦站月台傍晚下班繁忙時間發生斬人案，3名持印度籍男子候車期間突遭9至10名持刀同鄉包圍狂斬。在月台的乘客爭相走避，警員到場將傷者送院。[365]
  - 亞洲電視宣佈向通訊局重新申請本地免費電視牌照。[366]
- 9月22日：
  - 樂視宣布獲得2016至19年英超香港播映權，now TV指已與樂視達成共識，觀眾未來三季可繼續在nowTV收看英超賽事。但樂視亞太區執行總裁莫翠天表示未有與第三方達成實質及可公佈的方案。[367]
  - 市建局董事會通過「簡約版」活化中環街市方案，動用約6億元。新方案建議，不會在街市天台加建「漂浮綠洲」，但會於街市中庭建設公共空間。市建局行政總監林濬表示，經過勘探，發現中環街市最高一層根本不可承載行人，如果要改建，要花15億元，董事會決定以簡約辦法活化。[368]
- 9月23日，造價70億元的港珠澳大橋香港口岸填海工程爆出醜聞，路政署承認港珠澳大橋香港口岸人工島填海地錄得不同程度移動，最多達6至7米，口岸工程無法在2016年底完工。[369]
- 9月25日：
  - 前身為立法會大樓的終審法院新大樓進行啟用典禮。現任終院首席法官馬道立致辭時，表明法官要以無懼、無偏、無私、無欺之精神判案，縱使有關決定不受政府歡迎。李國能在報章發表逾2,000字有關終院的文章，強調在法治下任何人「不論他的地位有多高，都不能凌駕在法律之上」，不點名反駁中聯辦主任張曉明及饒戈平等人提出的「特首超然論」。[370]
  - 由水務署領導的調查食水含鉛量超標專責小組公佈初步調查結果，指啟晴邨及葵聯邨二期食水含鉛量超標，主因是水管的錫焊接物含鉛，有水管焊接位含鉛量高達41%，是英國標準585倍；報告更指水管焊接位手工差致食水含鉛超標。[371]
  - 政府統計處推算本港人口增長，估算在2043年達頂峯822萬人，人口之後會回落，而未來50年會出現急劇人口老化，長者人口首20年增加一倍，50年後更佔人口36%，相反勞動人口在50年內會大跌50萬人。[372]
- 9月26日：
  - 荃灣悅來坊1樓往地庫的扶手電梯，發生扶手梯踏板突然抽空事故，消息指，當時電梯踏板移位抽空，幸市民及時跳開，並無受傷。事件中如有人跌入空隙，恐重演早前湖北商場少婦遭扶手梯「吃掉」喪命的慘劇。商場保安員迅速趕至，該扶手梯即時停用，並召來工程人員緊急維修。[373]
  - 受到炎熱天氣觸發對流活動，下午本港風雲突變，天文台發出黃色暴雨警告超過一小時，其間九龍東雨量達88毫米，黃大仙彩虹道變成一片汪洋，不少汽車死火被困水中，商舖被淹損失慘重。有市民質疑今次嚴重水浸與現場渠務工程有關。[374]
- 9月27日：
  - 筲箕灣避風塘發生三級火，25艘船焚毀，現場傳出多次爆炸聲，一家五口受輕傷送院治理。消防指，火警涉及船上煮食燃料，最先起火的是一艘漁船，會再調查火警原因。 [375]
  - 39人死亡、近百人受傷的2012年南丫島撞船事故中，8名家屬召開記者會，表示本月30日將會和律政司會面，要求對方交代刑事調查進度。有家屬批水密門不及格是導致海難的主因，但被告的罪名與水密門設計沒直接關係，質疑批圖的工程師、發牌的職員毋須負責，將會入稟要求政府公開內部調查報告，亦已指示律師進行民事索償。[376]
- 9月28日，民陣在金鐘添美道舉行雨傘運動一周年紀念活動，有約1,000人參與，並於傍晚5時58分、即警方施放第一枚催淚彈的時間撐起黃傘，默站15分鐘。人民力量成員譚得志（快必）宣佈若有足夠市民，將衝出夏慤道佔領87分鐘，以示毋忘警方用87枚催淚彈暴力驅散和平示威者。在大會默站時，快必率眾高舉黃傘，步向添美道與夏慤道交界，警方迅速開放添美道南行線，並要求示威者停止逼近夏慤道路口。雙方最終僵持逾半小時。[377]
- 9月29日：
  - 香港大學校委會以12票反對、8票贊成、1票棄權，否決任命陳文敏出任副校長。校委會主席梁智鴻表示，決定是基於港大長遠及最大利益，但拒絕透露會上討論內容。但有份出席會議的港大學生會會長馮敬恩打破保密協議，點名披露李國章、紀文鳳、盧寵茂等多名校委，分別以學歷及操守等原因抨擊陳文敏，認為他不適合出任副校長。港大校長馬斐森則表示失望，並會再次物色人選。[378]
  - 香港電視網絡早前就通訊局使用DTMB制式指提供流動電視服務要先依據《廣播條例》取得免費電視牌照一事提出司法覆核，原訟庭裁定港視敗訴，指港視若採用DTMB制式廣播則跟無綫或亞視一樣，可透過大廈公共天線「入屋」，須受《廣播條例》規管。港視回應指會就判詞上訴，亦會與通訊辦探討採用另一個傳送制式的技術可行性。[379]
  - 通訊局批准亞視調整現有頻道的申請，本港台將會更名為「香港台」，亦會新增一條24小時財經新聞台和普通話台，同時宣佈基層員工將加薪1至3成。[380]
  - 香港機場管理局公布機場第三跑道財務的修訂安排，原先提出向旅客收取的建設費會由劃一收費，改成按飛行距離和機票等級分級收費，但收費期會延長。融資方案分三部分，除了建設費，還有暫停向政府派息和借貸。[381]
- 9月30日：
  - 事隔3年，國慶夜南丫海難家屬與律政司長袁國強會晤，獲告知除了早前兩名已遭檢控的海事處人員外，將不會起訴其他涉事公職人員，政府外聘的獨立大律師亦同意相關決定。會上家屬一度要求將案件資料交予家屬聘請的大律師，以覆檢不起訴的決定，但律政司拒絕。[382]
  - 政府宣布外籍家庭傭工的「規定最低工資」將調高百分之二點四，加薪100元，至4210元。[383]

### 10月
- 10月1日：

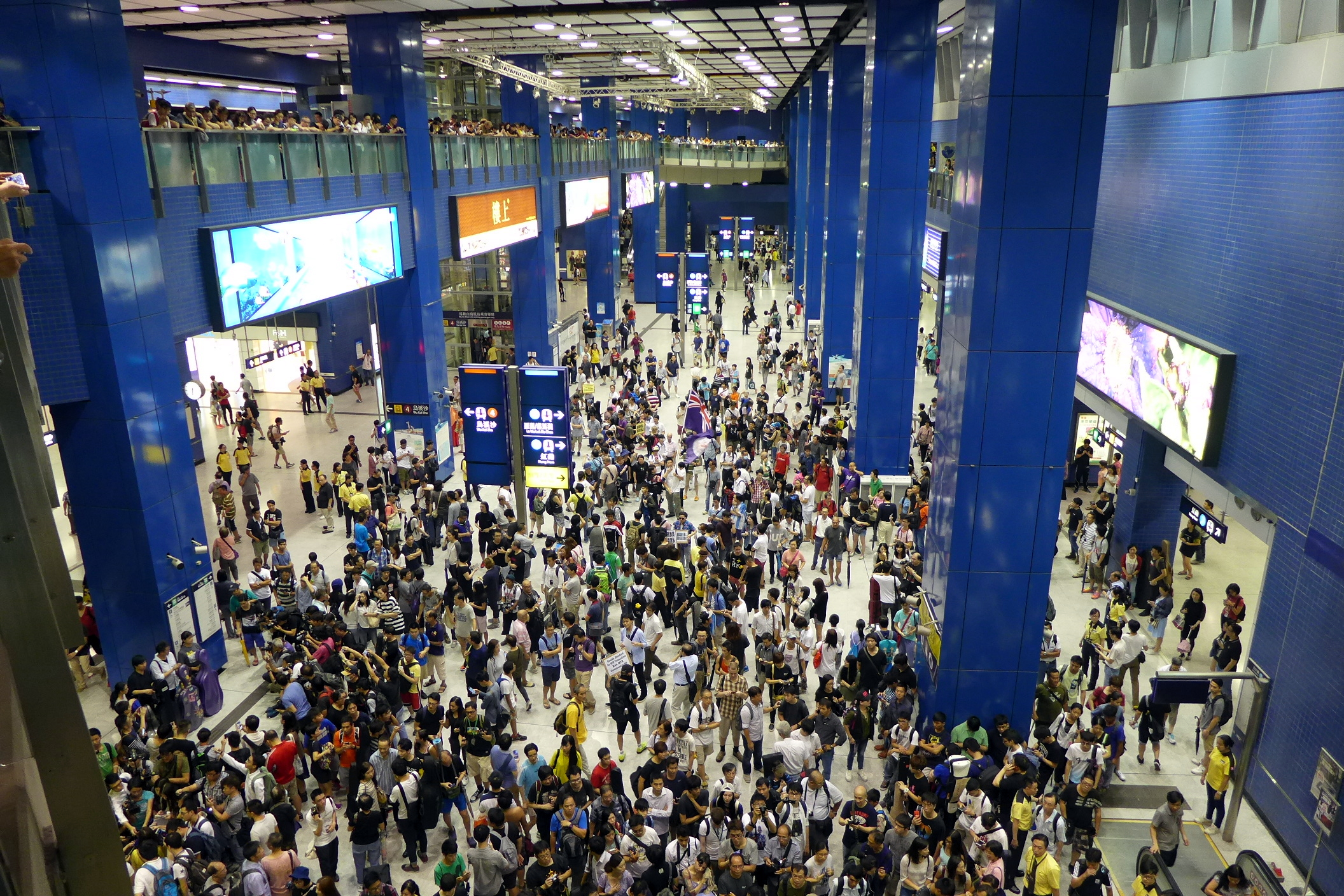
逾百市民於10月3日在大圍站大堂示威，抗議港鐵禁止攜帶大型樂器及縱容水貨客

  - 十·一煙花歷時23分鐘，表演過後維港上空留下一道濃厚煙霧帶，環保署在多區錄得空氣污染物濃度爆升。中環晚上7時空氣中的致癌物二氧化硫濃度原本只有每立方米8.2微克，但至晚上10時放煙花後急升近4倍至38.1微克；旺角同一時段更急升6倍。製作煙花的公司認為煙花影響輕微。[384]
  - 海洋公園宣佈曾往四川參與繁殖計劃的大熊貓盈盈證實懷孕，料4至10天內分娩，將是本港誕下首隻本地出生的大熊貓寶寶。但園方在10月7日宣佈盈盈流產，胎兒已沒有心跳，結構不成型，甚至出現「被吸收」的情況，原因未明。[385][386]
- 10月3日：
- 傍晚6時許，逾百市民於大圍站大堂示威，抗議港鐵禁止攜帶大型樂器及縱容水貨客，當中數十名為音樂人，分別㩦帶大型樂器如大提琴、結他、手風琴到場，成功入閘乘車。抗議亦吸引大批市民到場，對港鐵執法不一表示不滿，認為港鐵「放生」水貨客，部分更指罵港鐵職員。港鐵事務總監蘇家碧表示有關人士利用該場合，於車站範圍內作出不恰當及破壞行為，滋擾其他乘客，又對港鐵職員無理指控，影響車站整體運作，對此非常遺憾。[387]
- 10月4日：
  - 香港大學數名校委早前被指以法律學院前院長陳文敏資歷不足等原因為由，否決他出任副校長。港大法律學院罕有發表聲明，聲明指陳文敏在香港法律界地位崇高，有幸得他掌舵法律學院，而陳備受同事認同及尊重，是基於其優秀領導及管理才能。[388]
  - 有媒體報道，郵政署9月曾分別約見及諮詢長春社及民間組織「郵筒搜索隊」，建議將舊殖民地郵筒上的英國皇室徽號遮蓋，劃一套上香港郵政的蜂鳥標誌，以便市民識別。兩組織均表示強烈反對。[389]
- 10月5日：
  - 前行政長官曾蔭權被廉署正式落案起訴兩項公職人員行為失當罪，為歷來被控的最高級官員。他被指在任期間批出香港數碼廣播的牌照申請時，向行政會議隱瞞他向DBC股東租用深圳豪宅，並在考慮特區授勳提名時，隱瞞其中一名被提名人是豪宅單位的設計師。案件將於高院審訊。曾蔭權回應指問心無愧，深信法庭會還他清白。[390]
  - 國際足協就世界盃外圍賽香港主場對卡塔爾賽事，球迷兩種不當行為，包括有香港球迷噓國歌及故意投擲雜物於球場內，判香港足總罰款約4萬港元，並警告將來比賽絕對不能再犯相關行為，否則將面臨更嚴重處罰。[391]
  - 香港警務處設立facebook專頁，警察公共關係科總警司許鎮德，以虛擬動畫角色在「4點鐘新聞」登場，強調日後會在fb介紹警方最新消息，吸引大批市民留言。不過同時呼籲，如有內容負面、不雅、涉嫌干犯香港法例的留言，都將會被剷除。需承受刑事後果。[392]
- 10月6日，香港大學百年來首次在校內進行的沉默遊行，2,000名師生由新落成的百周年校園起步，穿過大學街，步行到百年前港大立足的本部，向校務委員會表明，港大人不接受該會否決泛民學者陳文敏出任副校長。[393]
- 10月8日，一名消防新丁在2014年於尖沙嘴消防局當值期間，被多名同袍強行脫去褲子手淫，事主遭性侵後一度萌生自殺念頭，直至今年10月6日終報警。警方西九龍總區重案組帶走8名消防員助查。事發後，有消防員揭發同類欺凌事件，包括有人被同袍用忌廉蛋糕塞肛門，圍觀的人哄笑無阻止，並用手機拍片。涉案的消防員於10月10日起停職。[394]

- 10月9日：
  - 深水埗通州街天橋底命案。

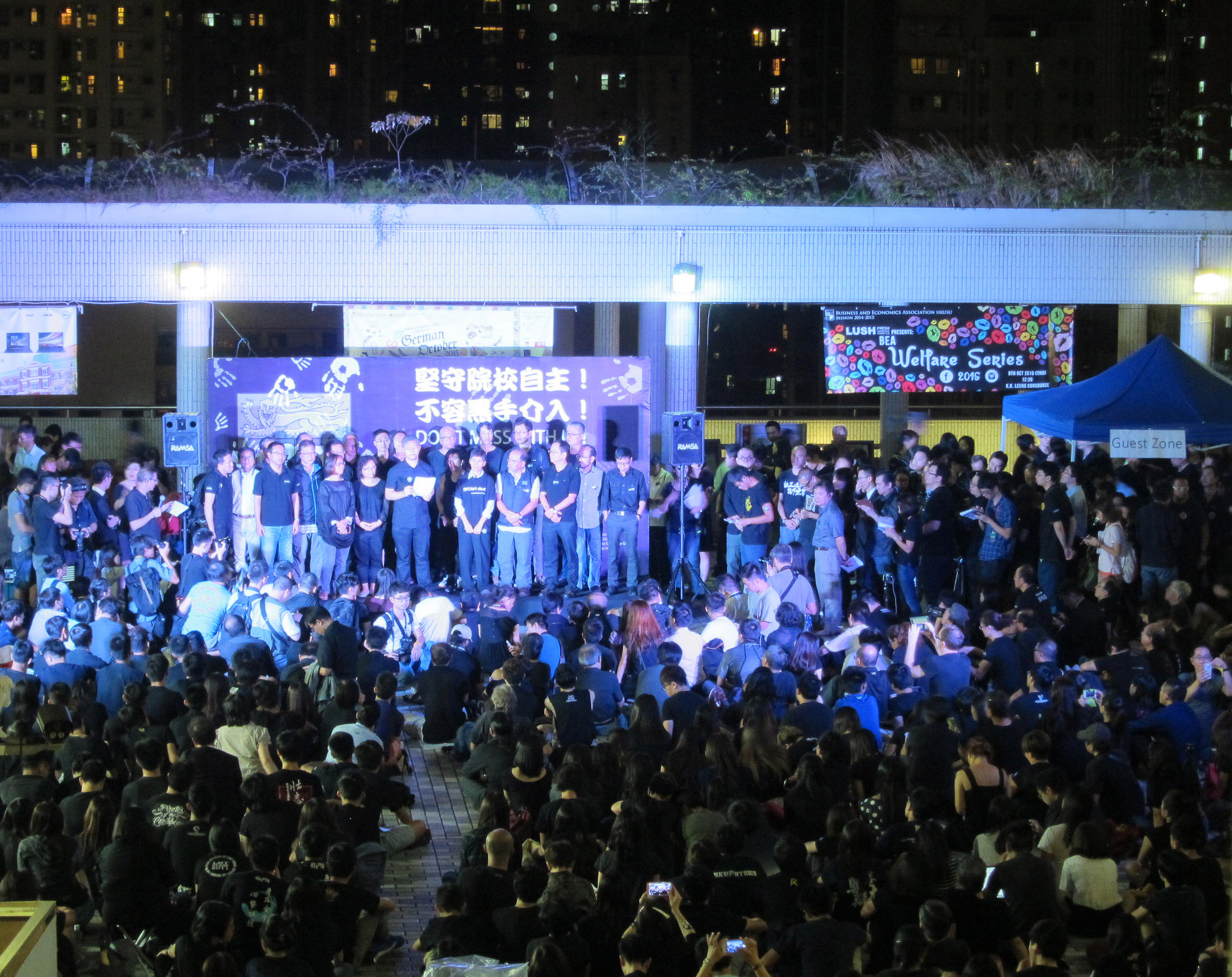
10月9日，港大學生會、港大校友關注組、港大教師及職員會，聯同18個民間團體，晚上在港大中山廣場穿黑衣集會及舉辦論壇

  - 政府刊憲公布任嶺南大學新校董任命。包括反佔中律師陳曼琪，以及曾批評嶺大學生唱粗口歌、要求解散學生會的律師會前會長何君堯。嶺南大學學生會幹事會表示對任命感震驚。[395]
  - 港大學生會、港大校友關注組、港大教師及職員會，聯同18個民間團體，晚上在港大中山廣場穿黑衣集會及舉辦論壇，向干預學術自由的「政治黑手」說不，大會指現場近4,000人出席。[396]
- 10月10日，順天邨天權樓萬順茶餐廳命案。
- 10月12日
  - 大埔馬窩村定慧寺的女住持釋智定被揭發兩度與內地和尚假結婚，協助對方來港取得香港身分證留港居住，同時亦被指管理寺院帳目混亂，披露事件的前藝人翁靜晶表示，由今年3月至上月籌款期間，估計下落不明的善款約30萬至50萬元。[397]
  - 學民思潮召集人黃之鋒申請司法覆核，挑戰年滿二十一歲才可參選香港立法會地區直選的規定，要求降至十八歲，與選民登記年齡看齊。他表明若官司得直，不排除參選明年立法會選舉。[398]
- 10月13日：
  - 香港金融管理局表示有七間銀行發行的非接觸式信用卡有保安漏洞，可以經手機盜取個人資料，包括用戶全名和卡面資料。當局已要求有關銀行暫停發行相關信用卡，並要盡快通知受影響客戶、查明原因、採取補救行動，包括回收及更換有關的信用卡。[399]
  - 港鐵完成放寬攜帶大型行李的諮詢，宣佈下月起推出試驗計劃，乘客預先登記後，在非繁忙時間可以帶大型樂器乘搭港鐵。[400]
- 10月15日：
  - 警方正式落案起訴涉嫌在佔領運動期間毆打曾健超的七名警務人員，各被控一項有意圖而導致他人身體受嚴重傷害罪；其中一名警員加控一項普通襲擊罪。同日曾健超遭警方落案起訴一項襲警，涉及11名警員，及四項抗拒正在執行職務的警務人員罪。律政司司長袁國強聲稱為公平起見，刻意安排同日起訴及同日提堂。[401]
- 10月16日：
  - 立法會否決引用權力及特權條例，調查公屋食水含鉛超標事件。政務司司長林鄭月娥總結發言時指出，食水含鉛事件發生後，有人提出過分、不合理要求，包括要求政府全邨驗水。她指摘泛民將事件政治化，強迫落區官員飲鉛水，更聲稱自己「官到無求膽自大」，甘冒被批護短風險，也要為公僕討回公道。有議員批評林鄭發言具挑釁性。[402]
  - 瑪嘉烈醫院發生嚴重醫療事故。一名58歲男病人因敗血病休克入院，院方為他處方強心藥，並轉送深切治療部治理，其間需接駁呼吸機。惟護士調整呼吸喉配件後，忘記重新開啟呼吸機，病人缺氧一分鐘後一度心跳停頓，入院僅一日延至周四晚不治。[403]

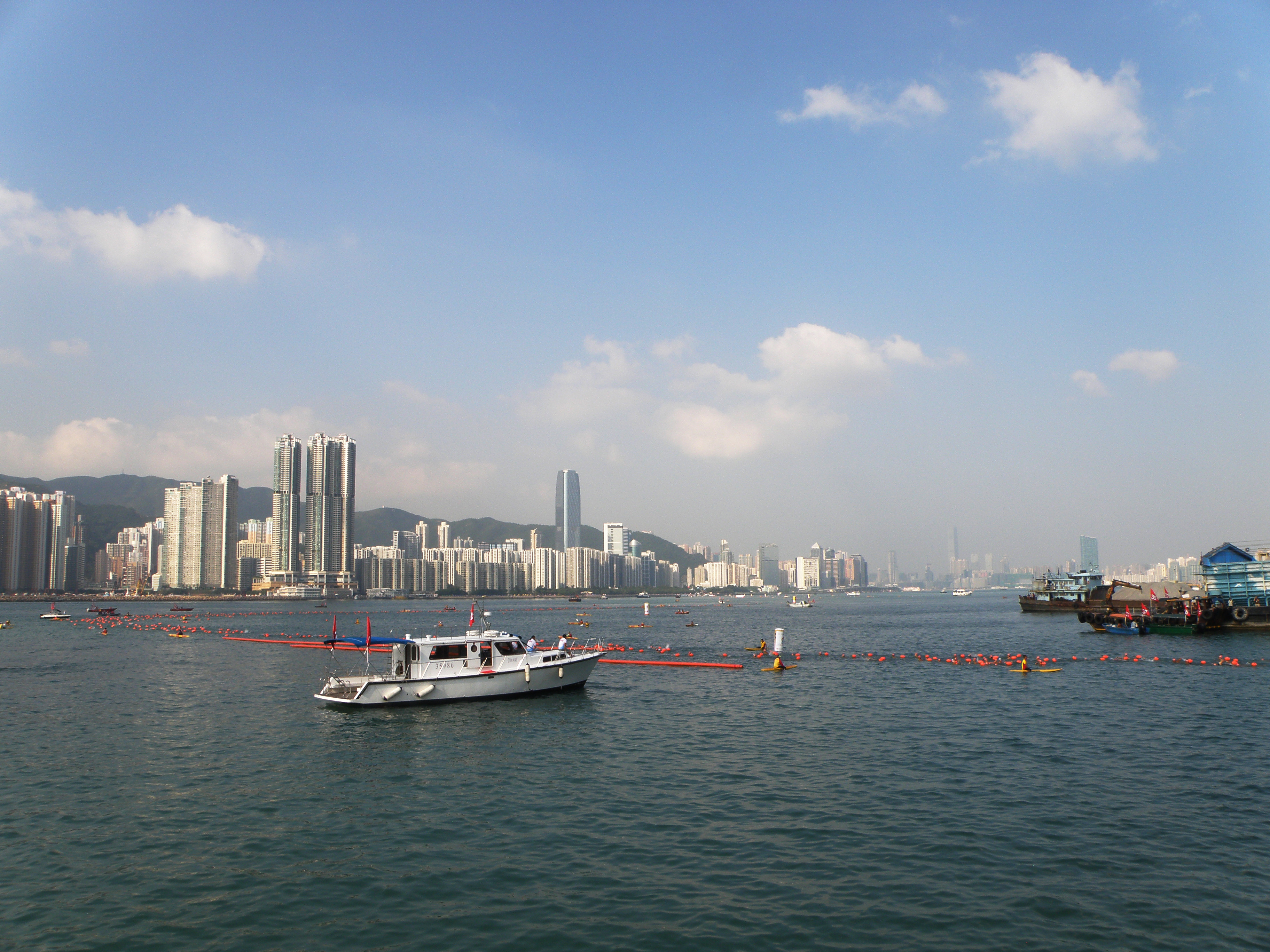
第5年復辦的維港渡海泳，多人被指偷步而被取消成績

- 10月18日，國際盛事維港渡海泳第5年復辦，男女子公開賽多名選手涉嫌集體偷步，賽後被取消排名資格，包括多屆冠軍泳手兼港隊代表陳安怡。她賽後向傳媒投訴，指起步前已有大批泳手游出起步點，大會卻沒制止。她賽後向在場記者投訴期間，受到多名大會公關多次阻撓採訪，最後在眾目睽睽之下被拉走。兩位被取消資格的港隊代表都聲言或不再參加。賽事籌委會承認安排有不足之處，會商討明年作出改善。[404]
- 10月19日，沙田沙角邨綠鷺樓弒母案。
- 10月20日：
  - 內地旅客在紅磡珠寶店被打案，中拳倒地的黑龍江男子傷重不治，警方改列誤殺案，拘捕兩名涉嫌出手的疑兇，分別是一名本港持牌導遊及內地領隊。國家旅遊局開腔表示高度重視事件，責成港方查明原因。[405]
  - 獲發免費電視牌照的香港電視娛樂宣佈新台名為ViuTV，將於明年4月經數碼地面電視頻道99台廣播，交接明年4月1日免費牌照屆滿的亞視。該台首六年則會投資十三億，將製作一系列娛樂及話題性節目，同時也會搜羅全球體壇盛事、各地劇集和資訊節目等，新聞部則會跟Now TV合作。[406]
- 10月21日：
  - 由公共醫療醫生協會發起的靜坐抗議行動，下午於伊利沙伯醫院舉行，1,300名醫生身穿白袍出席及高舉「怒」字撐場，不滿醫管局拒絕跟隨高級公務員加薪3%。[407]
- 10月22日：
  - 凌晨3時許，凌姓青年載同男性友人駕跑車沿新娘潭路往汀角路方向行駛，至近美湖路一個右彎時失控撞壆，跑車餘勢未止連撞兩樹，再衝下8米深山坡，一死一重傷[408]。由於2年前10月同一地點亦發生兩死車禍，而且涉事車輛同屬同一車廠，同為紅色，車上亦是載兩個人，引來網友熱議，大呼「好邪！」。
  - 2011年六四集會警方人流管理混亂，同年8月女商人企圖向訪港的時任國家副總理李克強請願被捕，監警會經過4年調查發表報告，並公佈另外兩宗涉公眾活動的投訴調查報告。僅1項指控獲證明屬實，其餘被裁定「無法證實」、「無法追查」、「並無過錯」。投訴人均不滿結果，指監警會審查無法律約束力，公眾不要抱有期望。[409]

- 10月23日：
  - 男子勒斃內地妻子案。

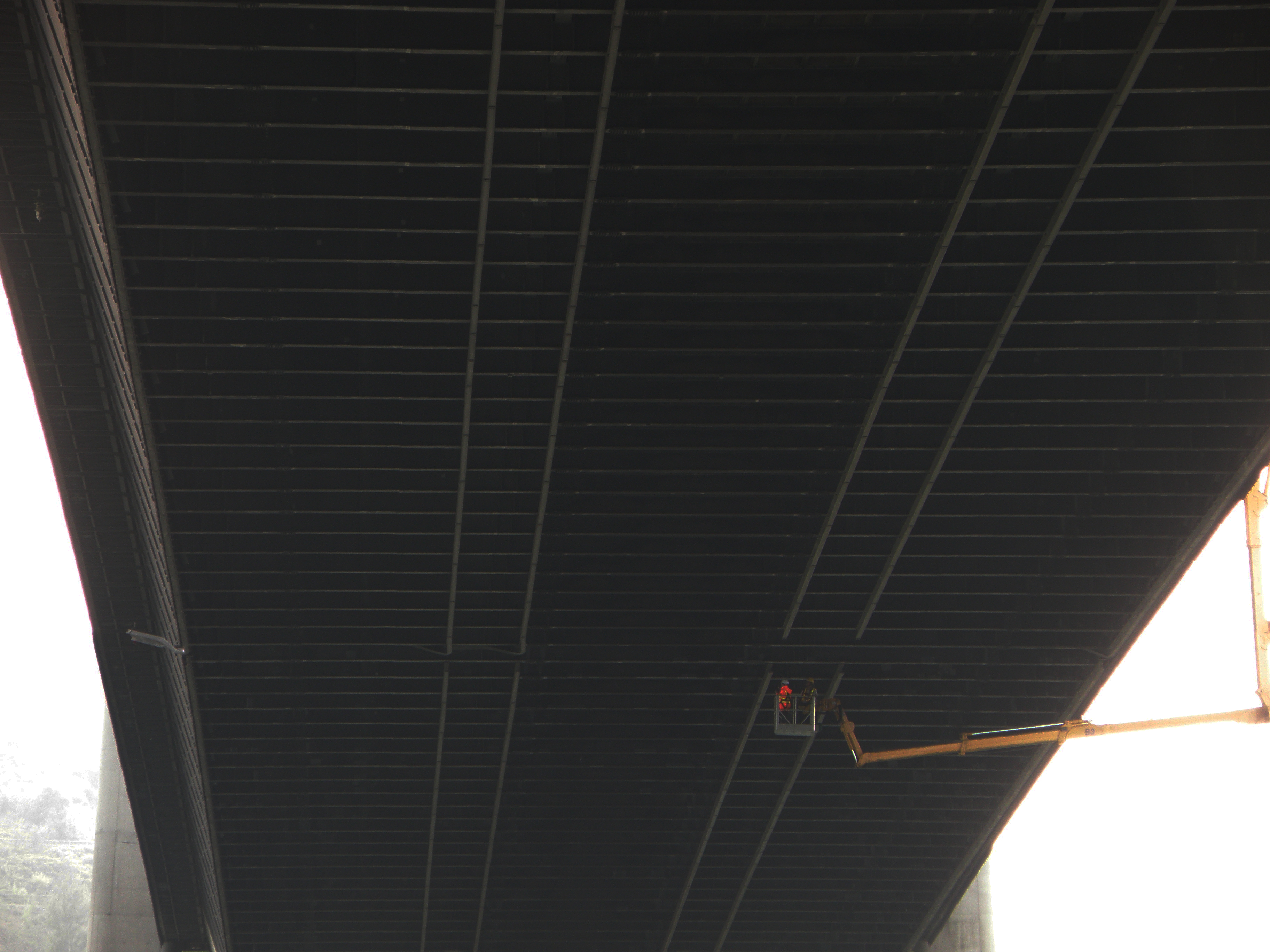
橋底受損情況

  - 青嶼幹線自1997年啟用以來第一次全線封閉。晚上一艘船駛經汲水門大橋下水域時懷疑碰到橋底，觸動感應器警報。青馬橋管理公司按指引封閉青馬大橋及汲水門大橋全線作緊急安全檢查，其間來往機場陸路交通完全癱瘓，港鐵東涌綫及機場快線亦暫停服務，令大嶼山對外陸路交通一度完全癱瘓近2小時，市民只能依賴渡輪服務出入大嶼山。及後路政署人員經檢查證實大橋結構安全，青嶼幹線始恢復通車。[410]
- 10月25日，載有163名乘客及11名船員的噴射飛航噴射船「海皇星」號，傍晚由澳門回港途中，在大嶼山小鴉洲附近撞到不明物體，共有130人受傷，包括60男及70女（年齡介乎6歲至86歲），其中5人危殆，8人嚴重，40人穩定。由於傷者眾多，當局出動直升機到場載走多名受重傷的乘客，加上現場風浪很大，傷者要分批乘水警輪及消防船回岸再分流送院。救援行動歷時近5小時。[411]
- 10月26日:
  - 無綫電視前業務總經理陳志雲和前經理人叢培崑涉貪案，律政司上訴得直。上訴庭指示原審法庭裁定2人收受利益罪成，區域法院將於11月23日再提堂。[412]
- 10月27日:
  - 沙田翠湖花園2.6億元維修工程圍標案，涉案工程公司前東主丘瑞田，於區域法院承認4項串謀向代理人提供利益罪，涉款共逾4,500萬元。辯方申請將案押後至12月。[413]
  - 大嶼山港珠澳大橋地盤發生奪命工業意外，一名工人遭由吊臂運送、載有風煤樽的大鐵籠擊中重傷昏迷，但工友疑情急未有報警，自行將傷者送往北大嶼山醫院，再由救護車轉送瑪嘉烈醫院搶救，惟終告不治。[414]
  - 運輸及房屋局長張炳良指，最新的公屋申請人數達28.4萬人，輪候時間由2015年6月的3.4年，延長至約3.6年。[415]
- 10月28日:，香港大學副校長任命事件會議錄音外洩，商業電台節目《在晴朗的一天出發》發布疑似9月香港大學校委會內，委員李國章反對法律學院前院長陳文敏出任副校長的錄音內容，校委會主席梁智鴻對事件表示震驚及強烈譴責；港大即時報警，事件交由重案組跟進。教育局亦發聲明強烈譴責事件。港大於10月30日向法庭取得臨時禁制令，禁止曾發布兩段校委李國章及紀文鳳錄音的商業電台，及其他相關人士發布或披露校委會錄音、議程及任何相關文件。[416]

### 11月
- 11月1日，凌晨行政長官梁振英的次女梁齊昕突情緒失控與的士司機口角，友人立刻將齊昕拉走。不久，齊昕母親唐青儀乘的士趕到，當她扶著齊昕準備上的士時，齊昕忽然用左手掌摑母親，眾人立刻勸止，唐即登上的士準備通知司機開車時，被齊昕再度掌摑，事件擾攘約半小時，期間齊昕高呼唐青儀並非其親生母親。梁振英出席公開活動，他抵達活動場地及離開時都未有發言。[417][418]
- 11月2日：
  - 香港金融管理局公布第3季外匯基金勁蝕638億元，按金額計，投資虧損創下2001年有公布季度業績以來最大紀錄，其中香港及其他地區股票分別蝕307及341億元。[419]
- 11月4日，11月17日的世界盃外圍賽「港中大戰」，門票早上10時公開發售，所有門票於兩個半小時內售罄。售賣門票的「購票通」（Cityline）網站一度不能登入，旺角大球場亦只售出586張優惠門票，不少球迷對未能購票大感失望，不滿售票安排。有網民在討論區出價求票，開價由數百至逾千元不等，但鮮見有人放售門票。[420]
- 11月6日：
  - 經歷立法會財委會36小時審議，第三度闖關、爭議橫跨3年的創新及科技局撥款獲大比數支持通過。[421]
- 11月8日，天文台錄得市區最高氣溫為28.7℃，為香港7年以來最炎熱的立冬。[422]
- 11月11日：
- 政務司司長林鄭月娥在鉛水事件爆發4個月後，突然宣布4間涉事承建商肯斥資約2000萬元，為11條受影響公共屋邨、近3萬伙住戶及非住宅用戶提供水費資助。有學者指政府在區選前夕公布計劃，用意明顯，是希望替建制政黨「減壓」。[423]
- 11月15日：兩名越南裔男子在屯門泥圍430號一間百多呎的豬欄劏房發生激烈爭執，其中一人怒揮菜刀施襲，劈中對方3刀，傷者喉嚨被割破噴血負傷奔至順風圍187號村屋對開時不支倒地，送院搶救後傷重不治。
- 11月17日：
  - 世界盃外圍賽「港中大戰」，兩隊互有攻守，數度中柱中楣，最終互交白卷0：0完場。警方及足總對賽事採嚴密保安措施，兩地球迷未有衝突，惟奏國歌時有部分港球迷報以噓聲。不少港隊球迷滿意主隊表現，完場後未有散去，留下不斷大唱「香港隊勁揪」。[424]
  - 嶺南大學舉行畢業典禮，約30名文學院畢業生於典禮上抗議，包括上台接受頒授學位時展示「校董無德」或「恥」字標語、放下白玫瑰哀悼「嶺南博雅精神已死」，以及拒絕向主禮的校董會副主席葉成慶鞠躬等。台下則有學生將寫有「我要真學歷，我要選校董」的紙飛機投向台上。[425]
- 11月18日，審計署審計報告發現，有71間已停辦學校沒將空置校舍的實質管有權交給政府。同時發現香港郵政屬下人員逾時工作逾136萬小時，約112萬小時超時補貼涉1.79億元。香港郵政亦未按公務員規例，未讓逾時工作人員先放補假以清償逾工作時數，卻即批出他們放例假。[426]
- 11月20日，創新及科技局成立，楊偉雄獲委任為首任局長。[427]
- 11月22日：2015年香港區議會選舉舉行，投票率高達47%，創歷年新高。泛民、建制都有明星敗陣，至於「傘兵」則有零的突破，有8人當選。唯建制派仍然主導70%議席。
- 11月24日：
  - 市建局為免引起法律訴訟，放寬資助房屋項目煥然壹居的申請資格，單身人士都可以申請。不過單身申請人月薪上限達6萬元，引起批評。[428]
  - 特首梁振英主動提及區選結果，表示很高興看到不少年輕人當選，若年輕人有興趣，願意邀請他們在政府委員會工作。[429]
- 11月25日：
  - 引起社會關注，多年前曾陪伴主人街頭賣藥，又被漁護署以違法為由帶走，最後獲酌情處理發還飼養的彌猴金鷹因身體嚴重脫水，多處骨折等問題，難以復原，在獸醫建議下進行安樂死，正式結束其一生[430]。
  - 有環團向法庭申請臨時禁制令，限制地政署長就大埔荔枝山山塘路一幅地皮批出標書，將截標日期延長兩個多月。協助市民申請禁制令的環保觸覺總幹事譚凱邦表示，申請禁制令為針對興建豪宅，並不會影響政府興建公營房屋。[431]
  - 造價已經升至358.9億元的港珠澳大橋香港段工程，路政署深夜突然出稿，承認港珠澳大橋工程需要延遲一年至2017年底建成。
- 11月26日：政制及內地事務局發表優化選民登記制度諮詢文件，提出多項建議，包括要求新登記選民及更改選民登記地址，必須提供住址證明如水費等帳單、公共機構、學校等發出的信件等。
- 11月29日：
  - 立法會教育事務委員會舉行逾10小時的公聽會，共80名市民出席表達意見，絕大多數家長要求立即取消小三全港性系統評估（TSA）。
  - 香港足球總會獲得亞洲足協最佳發展成員獎。[432]

### 12月
- 12月1日：

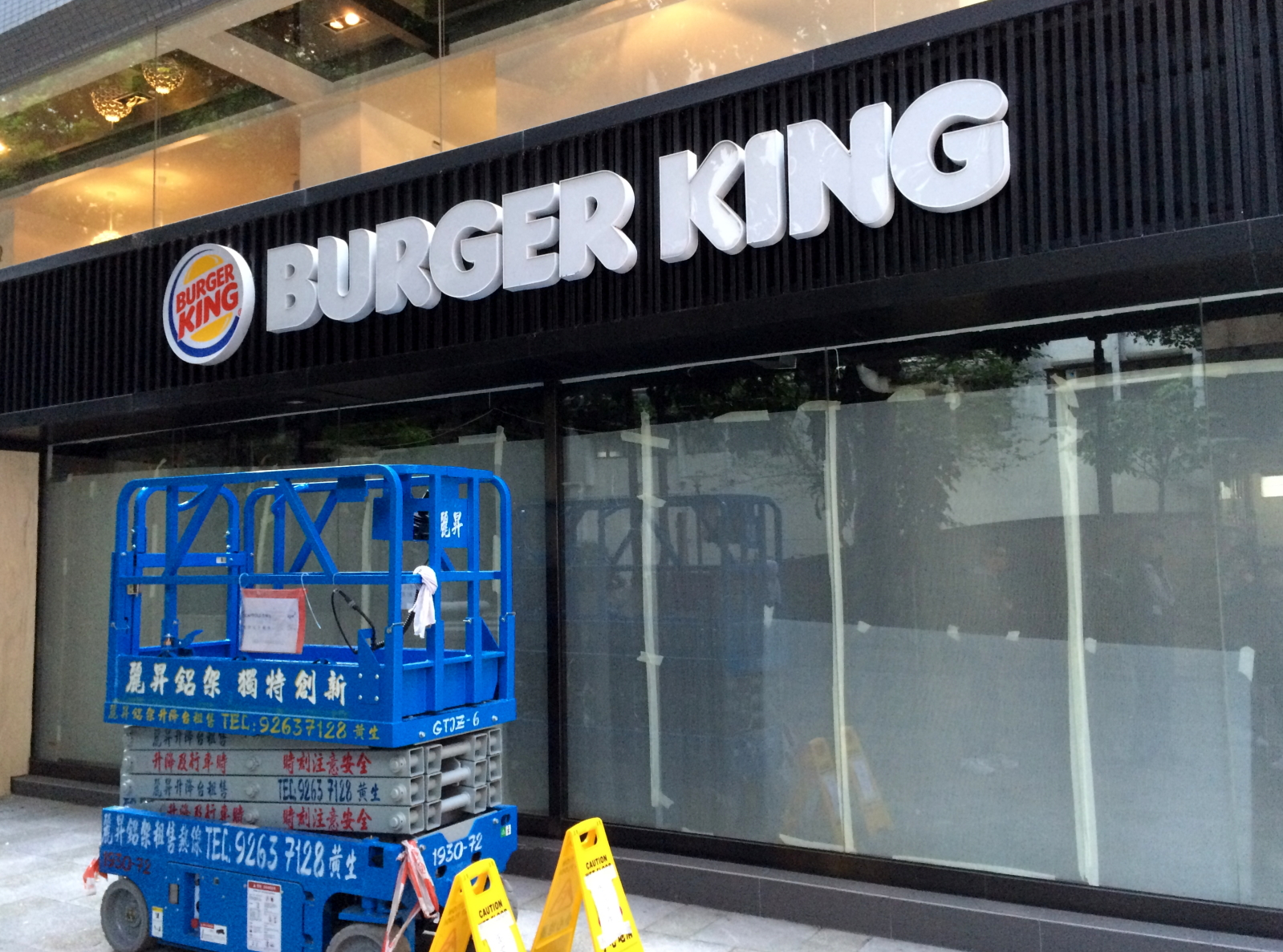
12月1日，Burger King市區五家分店全線停業，圖為灣仔分店

  - 欠債近2,000萬的特許經營商健味堡，旗下Burger King市區五家分店全線停業。[433]
  - 綠色和平抽查5個儲水量最高的水塘，包括船灣淡水湖、萬宜水庫、大欖涌水塘，及收集雨水的石壁和城門水塘。全驗出含有害物質「全氟化合物」（PFCs），其中3個存東江水水塘，含量高於只收集雨水的水塘，推斷東江水可能是PFCs來源之一，但仍遠低於歐美標準。[434]
- 12月2日：
  - 香港終審法院前常任法官烈顯倫（Henry Litton）在外國記者會午餐會發表演說，指近年香港的司法覆核程序遭濫用，認為政府或公營機構並無涉及非法、濫權或越權的情况下，有市民和團體提出沒有理據的司法覆核申請。例子包括學聯前常委梁麗幗和長洲居民郭卓堅今年就政改諮詢提出的司法覆核申請，以及無綫就政府建議增發3個免費電視牌照提出的司法覆核。[435]
  - 亞視執行董事葉家寶被指疏忽或縱容亞視，拖欠24名員工2014年7月至2015年1月的薪金及超時津貼，被票控102張欠薪傳票。早前經審訊後，被裁定其中100項欠薪罪成，輕判葉罰款15萬元。律政司發言人表示，會仔細研究裁判官的判決理據和主控官的報告，才決定是否跟進。工黨立法會議員李卓人同情葉家寶被推出來「食死貓」，惟認為今次欠薪情况更嚴重，法庭卻輕判罰款，給予社會錯誤信息。[436]
- 12月4日：丁屋發展商串謀22名新界原居民，虛假聲稱符合「有權有地」的原居民資格，向地政總署申請丁屋建屋牌照後，非法轉讓丁權、即「套丁」予發展商。發展商與其中11名居民早前被裁定22項串謀詐騙罪成，判囚2年半至3年不等。[437]
- 12月5日：網民組織鍵盤戰線下午於旺角西洋菜南街舉行記者會，要求「2014年版權（修訂）條例草案」清楚列明「不誠實使用電腦罪」不適用於版權法、在所有豁免下加入「豁免凌駕合約條款」，以及引入「開放式豁免」。出席記者會的社民連立法會議員梁國雄明言會加入拉布，惟仍有人質疑梁不拉布，並未有提出修正案。其後有數十人包圍指罵梁逾半小時，最後由警員護送離開。[438]
- 12月7日：
  - 好景商業中心四部升降機因11月底嚴重水浸故障而停用，商戶出入只能行樓梯。到12月7日，一名年68歲商戶行樓梯期間氣力不支，行至15樓梯間時不適暈倒，送院後證實不治。[439]
  - 亞視再面臨拖糧，執行董事葉家寶，晚上宣布辭職，稱不能再「以身試法」。[440]
- 12月8日：
  - 商務及經濟發展局宣布推出美食車先導計劃，為期兩年，2016年首季接受申請。唯申請者須過兩關，先交計劃書，再要通過烹飪賽，入場投資額料需60萬元。多名議員批評門檻過高，質疑計劃傾斜財團。[441]
- 12月9日：
  - 被網民稱為「網絡23條」的「2014年版權（修訂）條例草案」原定昨日恢復二讀審議，但在民主派多番點算人數下，會議召開約2小時，在審議前諮詢環節便因法定人數不足而宣告流會。而晚上立法會外有垃圾桶遭縱火爆炸，現場發現疑似小型石油氣罐。[442]
  - 公民黨成員曾健超於2014年佔領運動期間，被指向警察淋液體及拒捕，事隔一年被控1項襲警及4項拒捕罪，曾健超在預審時否認全部控罪。案定於2016年4月11日開審。[443]
- 12月12日：
  - 政府決定推行「中區電子道路收費先導計劃」，並展開為期3個月公眾諮詢。立法會舉行帳委會聆訊廚餘問題期間，會計界議員梁繼昌被枱下疑似糞便弄污。
- 12月15日：香港仔避風塘嬰屍發現案。
- 12月16日：民建聯議員蔣麗芸在立法會大會上發表「精神病醫生聽精神病病人講得太多，自己都黐線埋」言論，遭不同醫學團體齊齊發聲明抨擊她歧視。蔣麗芸其後回應稱，只是感嘆泛民議員浪費時間，無意歧視或標籤某些人士。[444]
- 12月18日：
  - 錦田錦上路與東匯路交界的十字路口發生嚴重的小巴車禍，一輛中型貨車司機疑誤將紅燈當成綠燈並突然駛出，猛撞一輛剛轉綠燈準備開行的滿座608號線小巴，撞車歷時僅3秒，但小巴幾乎拋起，衝前10米猛撞路邊鐵欄翻側，其間有乘客拋出車外，有人被車身壓住，最終導致5死13傷，包括3個月大女嬰在內共四名乘客當場死亡，另一人留醫3日後亦不治[445]。警方以涉嫌危險駕駛導致他人死亡罪拘捕70歲貨車司機。[446]
  - 無綫電視前業務總經理陳志雲串謀接受利益案宣判，法官認為案件有別於一般貪污舞弊案，不適合判處監禁式刑罰，判陳志雲罰款八萬四千元，另一被告叢培崑就判罰二萬八千元。[447]

- 12月21日，警方拘捕6人，涉嫌串謀策動早前立法會大樓示威區發生的垃圾桶縱火爆炸案，其中4人為大專生，包括樹仁大學學生會會長楊逸朗，部份人為本土派「勇武前綫」成員。[448]
- 12月22日，退休保障諮詢文件出爐，政府提出「不論貧富」及「有經濟需要」模擬方案作比較，「有經濟需要」模擬方案設有資產審查，單身長者資產不得多於8萬元，才能每月領取3,230元。[449]
- 12月24日]
  - 有「新聞王子」之稱的亞視前主播、現職DBC數碼電台首席主播及監製鄧景輝，平安夜清晨從太古城寶安閣寓所墮樓身亡，終年51歲。據悉鄧有財務問題，涉及30萬元，懷疑因此尋短見。[450]
  - 商業電台副主席俞琤宣佈辭任副主席及董事，2016年1月1日生效。[451]
  - 蘋果日報兩名突發組記者在中區追訪教育局局長吳克儉期間，被中區警區重案組聲稱接獲舉報，懷疑他們有不當行為向他們查問，雖然兩人表示正在採訪，並出示記者證，但警方仍然以涉嫌遊蕩為由，將他們帶返警署調查多個小時，最後證實兩人不涉及任何罪案後將兩名記者釋放。教育局在12月25日回應事件指，吳克儉本周數次被陌生人及車輛跟蹤。因不清楚對方的身份及意圖，感到人身安全受威脅，所以報案。記協和壹工會強烈譴責事件，有律師表示，追訪高官不應被指遊蕩。[452]
- 12月28日：
  - 觀塘翠屏北邨及港鐵灣仔站於7小時內分別發生流動充電器起火意外，幸未造成嚴重傷亡。其中翠屏北邨一單位疑「尿袋」充電期間起火，火勢迅速蔓延全屋，窗口冷氣機更燒至如火球墜落。[453]
  - 港鐵在車站張貼告示，由於與承辦商信京電訊的經營合約即將屆滿，車站內390部收費電話將會逐步拆除。[454]
  - 耗資100億元興建的機場中場客運廊啟用，但每日只供一班航班離港。唯機管局未有安排傳媒採訪。[455]
- 12月29日：
  - 江湖人物「上海仔」郭永鴻原定下午1時召開記者會，回應近日有關他的報道，以及聲稱會重提2012年特首選舉時的「江湖飯局」內容。不過，負責記者會的公關稱在會前10分鐘收到郭永鴻電話，指郭因「發生了一些事」，決定取消記者會。被問到郭永鴻是否安好，公關稱郭「健在」。[456]
  - 連鎖健身中心California Fitness再被揭發以不良營商手法涉嫌詐騙市民。輕度智障者於2014年被健身中心職員游說購買21萬元的健身會籍，先被教練安排申請銀行透支，再被聲稱認識健身中心職員的財務中介公司游說借貸，共涉及逾30萬元。[457]
  - 有媒體報道特首梁振英曾呼籲商界不要向大學捐款，有政府中人證實曾於閉門場合聽過有關說法，稱梁認為各院校的自資課程已為大學賺不少錢，已有充足資源，梁又向商界批評大學生早前「噓國歌」。[458]
- 12月30日：
- 特首梁振英Facebook帳戶，被《壹週刊》揭與多名台灣性感少女交友，特首辦中午發表聲明，稱懷疑梁振英帳戶於12月24日曾被黑客入侵，「被他人加入一些『新朋友』」，已就事件報警。[459]
- 12月31日：
  - 有媒體報道，自11月17日，屯門市中心緊急維修水管工程完結後，瑜翠園、帝濤灣、浪濤灣及愛琴海岸等私人屋苑居民發現家居食水含有大量黑色顆粒，擔心飲用後影響健康。立法會議員田北辰指出，懷疑一條近40年前建成的水管內壁物質被冲至小欖配水庫，再分流至26個屋苑，估計受影響的居民最少2萬人。水務署發言人表示，11月下旬收到96宗有關屯門區青山公路一帶食水含有異物查詢，抽取食水樣本化驗後顯示，黑色沉澱物為水管內保護層的瀝青，不會影響健康。[460]

## 逝世
- 1月2日：林保全（63歲），資深配音員，長期為動畫多啦A夢的同名主角（舊稱「叮噹」）配音，其聲線深入民心，在家中猝逝。[461]
- 1月10日：司馬燕（51歲），活躍於1980至1990年代初的香港演員，胃癌病逝。[462]
- 1月27日：何家駒（63歲），著名奸角演員，器官衰竭病逝。[463]
- 2月9日：招石文（68歲），前無綫電視資深甘草演員，腦出血逝世。[464]
- 2月21日：曾廣豫（71歲），1998年11月至2001年1月出任香港消防處處長，家中猝死。[465]
- 3月17日：邱德根（90歲），前亞洲電視及前遠東發展主席，家中暈倒不治。[466]
- 3月25日：何鴻鑾（87歲），前政府高官、何東家族後人。[467]
- 4月4日：文世昌（70歲），前香港立法局議員、時事評論員。[468]
- 4月5日：黎銘洪（74歲），的士小巴權益關注大聯盟主席，肝癌病逝。[469]
- 4月7日：王敏明（49歲），前無綫電視女藝員及舞蹈藝員，淋巴癌病逝。[470]
- 4月8日：
  - 黃麗松（94歲），香港大學首位華人校長。[471]
  - 梁靜雯（34歲），有線新聞財經主播，燒炭身亡。[472]
- 4月18日：羅保爵士（91歲），前市政局、行政局及立法局議員，1984年在立法局會議提出著名的羅保動議，癌症病逝。[473]
- 4月22日：彭福（98歲），香港賽馬會首任總經理。[474]
- 5月2日：余彭年（93歲），香港慈善家，病逝。[475]
- 5月7日：賴建國（60歲），香港導演，糖尿病病逝。[476]
- 5月9日：
  - 勞永樂（60歲），前香港醫學會會長，曾任醫學界立法會議員，肺癌病逝。[477]
  - 梁欐（53歲），民協前深水埗區議員，癌症病逝。[478]
- 5月16日：楊光（89歲），香港工會聯合會前理事長，六七暴動期間出任鬥委會主任。[479]
- 5月19日：高禮哲（英语：Thomas Gault）爵士（76歲），香港終審法院非常任法官。[480]
- 5月27日：于楓（63歲），前邵氏女星，胃癌病逝。[481]
- 6月15日：
  - 胡國雄（66歲），一代球星，曾4度奪得香港足球先生，紀錄至今未破。司職前鋒，曾效力精工多年贏得大量錦標，喉癌病逝。[482]
  - 馬惜珍（77歲），東方日報創辦人之一，1978年因涉嫌販毒棄保潛逃至台灣被港府通緝至今，多重器官衰竭病逝。[483]
- 7月20日：何洪希（87歲），曾做出全球最貴牛皮雨遮而列入健力士世界紀錄的「香港遮王」。[484]
- 8月1日：區劍雄（93歲），香港教育家，任香港航海學校校長達39年。
- 8月4日：林家聲（82歲），粵劇名伶。[485]
- 8月31日：陳思祺（51歲），有「無味神探」之稱的香港警務處前高級督察，肺癌病逝。[486]
- 10月6日：田豐 (演員)（87歲），台灣出生，在香港擔任電影導演及演員。[487]
- 11月14日：鄭凱尹（24歲），罕見癌症「滑液肉腫瘤」病人，於養和醫院離世，個案曾引發香港媒體報道及市民關注。
- 11月30日：孫季卿（83歲），前無綫電視資深甘草演員，病逝。[488]
- 12月8日：杜葉錫恩（102歲），前市政局議員，病逝。[489]
- 12月12日：莊志達（35歲），前深水埗區議員。
- 12月20日：鄺佐輝（59歲），前無綫電視及香港電視網絡藝員，大腸癌病逝。[490]
- 12月24日：
  - 紫羅蓮（91歲），香港粵劇及電影演員，病逝。[491]
  - 鄧景輝（51歲），資深新聞工作者，DBC數碼電台新聞主播，1992至2000年任職亞視記者及主播，於太古城住所跳樓身亡。[492]
- 日期不詳：吳振英（72歲），吳卓羲之父母。

## 其他資訊

### 節慶
下列節慶，如無註明，均是香港的公眾假期，同時亦是法定假日（俗稱勞工假期）。有 # 號者，不是公眾假期或法定假日（除非適逢星期日或其它假期），但在商業炒作下，市面上有一定節慶氣氛，傳媒亦對其活動有所報導。詳情可參看香港節日與公眾假期。
- 1月1日（星期四）：元旦
- 2月19日（星期四）：農曆年初一
- 2月20日（星期五）：農曆年初二
- 2月21日（星期六）：農曆年初三
- 4月3日（星期五）：耶穌受難節（是公眾假期，但不是法定假日）
- 4月4日（星期六）：兒童節 #、耶穌受難節翌日（是公眾假期，但不是法定假日）
- 4月5日（星期日）：清明節
- 4月6日（星期一）：清明節翌日（補4月5日）及復活節星期一
- 4月7日（星期二）：復活節星期一翌日（補4月6日）（是公眾假期，但不是法定假日）
- 5月1日（星期五）：勞動節
- 5月25日（星期一）：佛誕（是公眾假期，但不是法定假日）
- 6月20日（星期六）：端午節
- 7月1日（星期三）：香港特別行政區成立紀念日
- 9月3日（星期四）：中國抗日戰爭勝利70周年紀念日
- 9月27日（星期日）：中秋節 #
- 9月28日（星期一）：中秋節翌日
- 10月1日（星期四）：中華人民共和國國慶日
- 10月21日（星期三）：重陽節
- 10月31日（星期六）：萬聖夜 #
- 12月22日（星期二）：冬至（是法定假日，但不是公眾假期，根據法定假日放假的機構，或會聖誕節放假，冬至不放假。部份機構或會提早下班）
- 12月24日（星期四）：平安夜#（不是公眾假期或法定假日，但部份機構或會提早下班或放假一天）
- 12月25日（星期五）：聖誕節（根據法定假日放假的機構，或會冬至放假，聖誕節不放假）
- 12月26日（星期六）：聖誕節後第一個周日（是公眾假期，但不是法定假日）
- 12月31日（星期四）：公曆除夕# （不是公眾假期或法定假日，但部份機構或會提早下班或放假一天）

### 體育
- 2015年香港足球

## 外部連結
- 香港年報2015（页面存档备份，存于）

| 香港新聞動態 |
| \| - 2024年香港：1月 - 2月 - 3月 - 4月 - 5月 - 6月 - 7月 - 8月 - 9月 - 10月 - 11月 - 12月 - 2023年香港：1月 - 2月 - 3月 - 4月 - 5月 - 6月 - 7月 - 8月 - 9月 - 10月 - 11月 - 12月 - 2022年香港：1月 - 2月 - 3月 - 4月 - 5月 - 6月 - 7月 - 8月 - 9月 - 10月 - 11月 - 12月 - 2021年香港：1月 - 2月 - 3月 - 4月 - 5月 - 6月 - 7月 - 8月 - 9月 - 10月 - 11月 - 12月 - 2020年香港：1月 - 2月 - 3月 - 4月 - 5月 - 6月 - 7月 - 8月 - 9月 - 10月 - 11月 - 12月 - 2019年香港：1月 - 2月 - 3月 - 4月 - 5月 - 6月 - 7月 - 8月 - 9月 - 10月 - 11月 - 12月 - 2018年香港：1月 - 2月 - 3月 - 4月 - 5月 - 6月 - 7月 - 8月 - 9月 - 10月 - 11月 - 12月 - 2017年香港：1月 - 2月 - 3月 - 4月 - 5月 - 6月 - 7月 - 8月 - 9月 - 10月 - 11月 - 12月 - 2016年香港：1月 - 2月 - 3月 - 4月 - 5月 - 6月 - 7月 - 8月 - 9月 - 10月 - 11月 - 12月 - 2015年香港：1月 - 2月 - 3月 - 4月 - 5月 - 6月 - 7月 - 8月 - 9月 - 10月 - 11月 - 12月 - 2014年香港：1月 - 2月 - 3月 - 4月 - 5月 - 6月 - 7月 - 8月 - 9月 - 10月 - 11月 - 12月 - 2013年香港：1月 - 2月 - 3月 - 4月 - 5月 - 6月 - 7月 - 8月 - 9月 - 10月 - 11月 - 12月 - 2012年香港：1月 - 2月 - 3月 - 4月 - 5月 - 6月 - 7月 - 8月 - 9月 - 10月 - 11月 - 12月 - 2011年香港：1月 - 2月 - 3月 - 4月 - 5月 - 6月 - 7月 - 8月 - 9月 - 10月 - 11月 - 12月 - 2010年香港：1月 - 2月 - 3月 - 4月 - 5月 - 6月 - 7月 - 8月 - 9月 - 10月 - 11月 - 12月 - 2009年香港：1月 - 2月 - 3月 - 4月 - 5月 - 6月 - 7月 - 8月 - 9月 - 10月 - 11月 - 12月 - 2008年香港：1月 - 2月 - 3月 - 4月 - 5月 - 6月 - 7月 - 8月 - 9月 - 10月 - 11月 - 12月 - 2007年香港：1月 - 2月 - 3月 - 4月 - 5月 - 6月 - 7月 - 8月 - 9月 - 10月 - 11月 - 12月 - 2006年香港：1月 - 2月 - 3月 - 4月 - 5月 - 6月 - 7月 - 8月 - 9月 - 10月 - 11月 - 12月 - 2005年香港：1月 - 2月 - 3月 - 4月 - 5月 - 6月 - 7月 - 8月 - 9月 - 10月 - 11月 - 12月 - 2004年香港：1月 - 2月 - 3月 - 4月 - 5月 - 6月 - 7月 - 8月 - 9月 - 10月 - 11月 - 12月 - 2003年香港：1月 - 2月 - 3月 - 4月 - 5月 - 6月 - 7月 - 8月 - 9月 - 10月 - 11月 - 12月 - 2002年香港：1月 - 2月 - 3月 - 4月 - 5月 - 6月 - 7月 - 8月 - 9月 - 10月 - 11月 - 12月 - 2001年香港：1月 - 2月 - 3月 - 4月 - 5月 - 6月 - 7月 - 8月 - 9月 - 10月 - 11月 - 12月 - 2000年香港：1月 - 2月 - 3月 - 4月 - 5月 - 6月 - 7月 - 8月 - 9月 - 10月 - 11月 - 12月 - 1999年香港：1月 - 2月 - 3月 - 4月 - 5月 - 6月 - 7月 - 8月 - 9月 - 10月 - 11月 - 12月 - 1998年香港：1月 - 2月 - 3月 - 4月 - 5月 - 6月 - 7月 - 8月 - 9月 - 10月 - 11月 - 12月 - 1997年香港：1月 - 2月 - 3月 - 4月 - 5月 - 6月 - 7月 - 8月 - 9月 - 10月 - 11月 - 12月 參 \| |
| - 2024年香港：1月 - 2月 - 3月 - 4月 - 5月 - 6月 - 7月 - 8月 - 9月 - 10月 - 11月 - 12月 - 2023年香港：1月 - 2月 - 3月 - 4月 - 5月 - 6月 - 7月 - 8月 - 9月 - 10月 - 11月 - 12月 - 2022年香港：1月 - 2月 - 3月 - 4月 - 5月 - 6月 - 7月 - 8月 - 9月 - 10月 - 11月 - 12月 - 2021年香港：1月 - 2月 - 3月 - 4月 - 5月 - 6月 - 7月 - 8月 - 9月 - 10月 - 11月 - 12月 - 2020年香港：1月 - 2月 - 3月 - 4月 - 5月 - 6月 - 7月 - 8月 - 9月 - 10月 - 11月 - 12月 - 2019年香港：1月 - 2月 - 3月 - 4月 - 5月 - 6月 - 7月 - 8月 - 9月 - 10月 - 11月 - 12月 - 2018年香港：1月 - 2月 - 3月 - 4月 - 5月 - 6月 - 7月 - 8月 - 9月 - 10月 - 11月 - 12月 - 2017年香港：1月 - 2月 - 3月 - 4月 - 5月 - 6月 - 7月 - 8月 - 9月 - 10月 - 11月 - 12月 - 2016年香港：1月 - 2月 - 3月 - 4月 - 5月 - 6月 - 7月 - 8月 - 9月 - 10月 - 11月 - 12月 - 2015年香港：1月 - 2月 - 3月 - 4月 - 5月 - 6月 - 7月 - 8月 - 9月 - 10月 - 11月 - 12月 - 2014年香港：1月 - 2月 - 3月 - 4月 - 5月 - 6月 - 7月 - 8月 - 9月 - 10月 - 11月 - 12月 - 2013年香港：1月 - 2月 - 3月 - 4月 - 5月 - 6月 - 7月 - 8月 - 9月 - 10月 - 11月 - 12月 - 2012年香港：1月 - 2月 - 3月 - 4月 - 5月 - 6月 - 7月 - 8月 - 9月 - 10月 - 11月 - 12月 - 2011年香港：1月 - 2月 - 3月 - 4月 - 5月 - 6月 - 7月 - 8月 - 9月 - 10月 - 11月 - 12月 - 2010年香港：1月 - 2月 - 3月 - 4月 - 5月 - 6月 - 7月 - 8月 - 9月 - 10月 - 11月 - 12月 - 2009年香港：1月 - 2月 - 3月 - 4月 - 5月 - 6月 - 7月 - 8月 - 9月 - 10月 - 11月 - 12月 - 2008年香港：1月 - 2月 - 3月 - 4月 - 5月 - 6月 - 7月 - 8月 - 9月 - 10月 - 11月 - 12月 - 2007年香港：1月 - 2月 - 3月 - 4月 - 5月 - 6月 - 7月 - 8月 - 9月 - 10月 - 11月 - 12月 - 2006年香港：1月 - 2月 - 3月 - 4月 - 5月 - 6月 - 7月 - 8月 - 9月 - 10月 - 11月 - 12月 - 2005年香港：1月 - 2月 - 3月 - 4月 - 5月 - 6月 - 7月 - 8月 - 9月 - 10月 - 11月 - 12月 - 2004年香港：1月 - 2月 - 3月 - 4月 - 5月 - 6月 - 7月 - 8月 - 9月 - 10月 - 11月 - 12月 - 2003年香港：1月 - 2月 - 3月 - 4月 - 5月 - 6月 - 7月 - 8月 - 9月 - 10月 - 11月 - 12月 - 2002年香港：1月 - 2月 - 3月 - 4月 - 5月 - 6月 - 7月 - 8月 - 9月 - 10月 - 11月 - 12月 - 2001年香港：1月 - 2月 - 3月 - 4月 - 5月 - 6月 - 7月 - 8月 - 9月 - 10月 - 11月 - 12月 - 2000年香港：1月 - 2月 - 3月 - 4月 - 5月 - 6月 - 7月 - 8月 - 9月 - 10月 - 11月 - 12月 - 1999年香港：1月 - 2月 - 3月 - 4月 - 5月 - 6月 - 7月 - 8月 - 9月 - 10月 - 11月 - 12月 - 1998年香港：1月 - 2月 - 3月 - 4月 - 5月 - 6月 - 7月 - 8月 - 9月 - 10月 - 11月 - 12月 - 1997年香港：1月 - 2月 - 3月 - 4月 - 5月 - 6月 - 7月 - 8月 - 9月 - 10月 - 11月 - 12月 參       |

1. ↑  容量有限，本表只列出香港回歸以來各年各月香港新聞動態。關於更早年代的各年各月香港新聞動態，詳見於某年香港（某年表示1997年之前的公曆年份）。